# Straßburg
Straßburg (amtlich französisch Strasbourg [stʁasbuʁ], im Straßburger Dialekt Strossburi [ˈʃdɾoːsburi]) ist eine Stadt im Elsass, einer Landschaft im Osten Frankreichs nahe der Grenze zur Region Baden in Deutschland. Die Stadt ist Hauptort des Départements Bas-Rhin, das seit Januar 2021 auch Mitglied der Europäischen Gebietskörperschaft Elsass ist, und Sitz des Regionalrats und des Regionspräfekten der Region Grand Est. Die Präfektur verwaltet auch das Arrondissement Strasbourg, das aus 33 Gemeinden besteht.
Mit 291.313 Einwohnern (Stand 1. Januar 2021) in der Kernstadt und 790.000 Einwohnern in der Aire urbaine auf französischem Boden ist Straßburg mit Abstand die größte Stadt im Grand Est.
Straßburg ist Sitz zahlreicher europäischer Einrichtungen, unter anderem Europarat, Europaparlament, Europäischer Gerichtshof für Menschenrechte, Europäischer Bürgerbeauftragter und Eurokorps. Aufgrund dessen versteht sich die Stadt als „Hauptstadt Europas“.
Teile der Innenstadt, die mittelalterliche Altstadt auf der Grande-Île und die Neustadt sind unter dem Titel Straßburg: von der Grande-Île zur Neustadt, eine europäische Stadtszenerie UNESCO-Weltkulturerbe.

## Name der Stadt
Die römische, aus einer keltischen Siedlung entstandene Vorgängersiedlung hieß Argentorate, zu gallisch Argento-, wahrscheinlich ein Flussname, und -rate ‚Befestigung‘. Mittellateinische Namensformen wie Argentoratum und Argentina finden sich noch bis ins 16./17. Jahrhundert (Frans Hogenberg, Matthäus Merian, Hartmann Schedel).
Der erstmals im Jahr 589 bezeugte Name Straßburg setzt sich aus althochdeutsch strāʒe ‚Heeresstraße‘ und althochdeutsch burg ‚befestigte Stadt‘ zusammen und bedeutet damit ‚befestigter Ort an der Heeresstraße aus Innergallien‘. Frühe Nennungen finden sich bei Gregor von Tours als ad Argentoratensem urbem quam nunc Strateburgum vocant (589) und Stradeburgum (590), bei Nithard als Strazburg (842) sowie auf merowingischen Münzen als Stradiburg und Stradeburgo. Eine angebliche Nennung schon um 400: [civitas Argentoratensium] id est Strateburgum ist wohl ein Zusatz aus der Zeit um 600.

## Geographie

### Lage

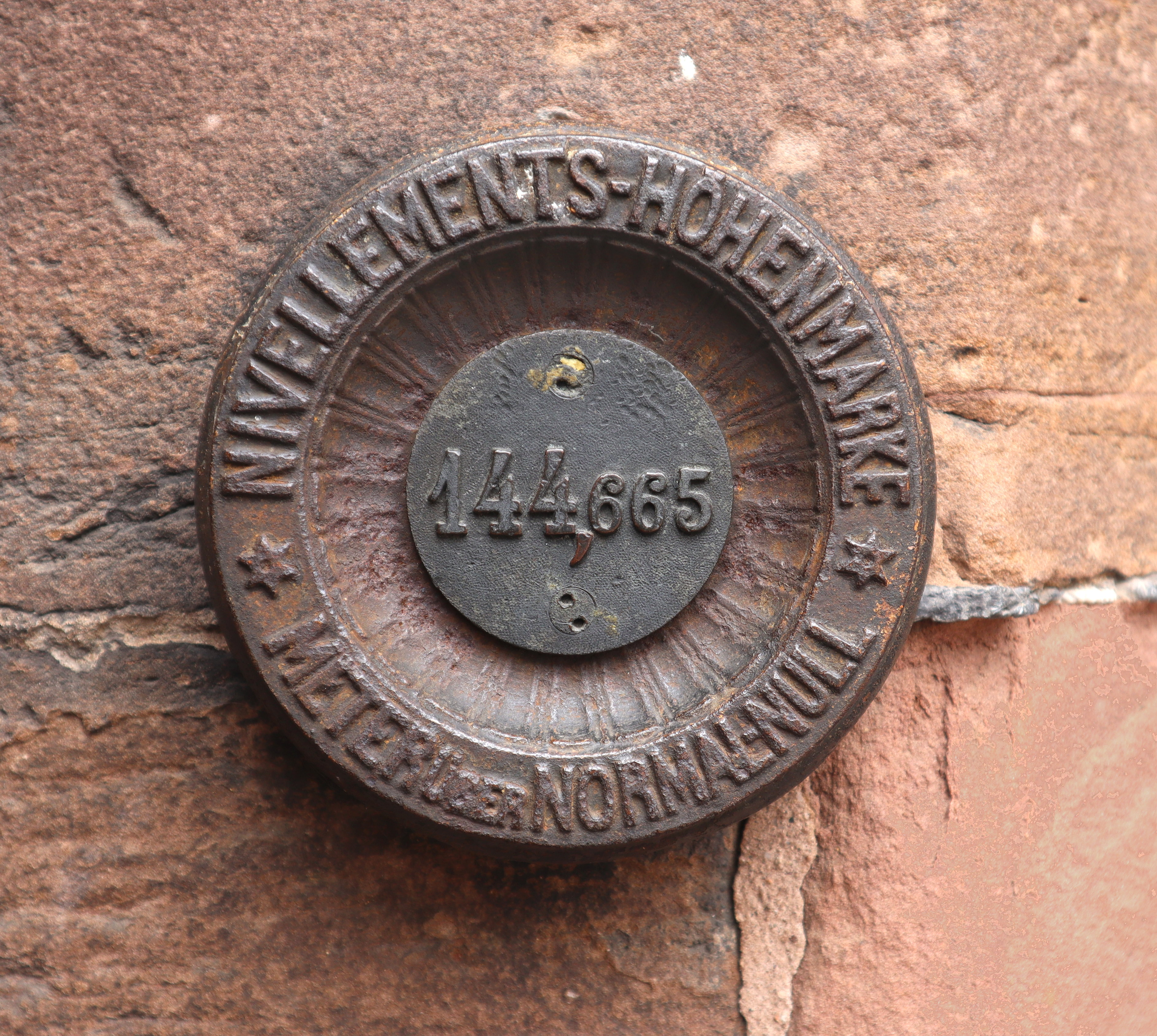
Höhenmarke (144,665 m) am Straßburger Münster

Die Stadt liegt am Fluss Ill, der sich im Stadtgebiet verzweigt, auf einer Höhe von 139 bis 141 m über dem Meeresspiegel. Auf der von beiden Illarmen umflossenen Grande Île (Große Insel) liegt die historische Altstadt. Die östlichen Stadtteile mit dem Hafen grenzen an den Rhein. Am gegenüberliegenden östlichen Rheinufer liegt auf deutscher Seite die Stadt Kehl. Beide Städte sind durch die Europabrücke für den Straßenverkehr sowie eine Eisenbahn- und eine Fußgängerbrücke verbunden. Seit dem 29. April 2017 besteht auch eine Straßenbahnverbindung zwischen Straßburg und Kehl: Die Linie D der Straßenbahn Straßburg verbindet das Kehler Rathaus mit dem Zentrum Straßburgs und überquert dabei den Rhein über die Beatus-Rhenanus-Brücke. Straßburg ist der Endpunkt des Rhein-Marne-Kanals.

### Stadtteile
Straßburg ist in folgende 14 Stadtteile (Quartiers) gegliedert:
| Stadtteil                                     | Anzahl Einwohner |
| --------------------------------------------- | ---------------- |
| Centre (deutsch: Innenstadt)                  | 17.798           |
| Conseil des XV – Orangerie – Contades         | 25.312           |
| Cronenbourg (deutsch: Kronenburg)             | 21.462           |
| Elsau                                         | 06.000           |
| Esplanade – Bourse – Krutenau                 | 23.605           |
| Gare – Halles – Tribunal – Porte de Schirmeck | 24.000           |
| Hautepierre (deutsch: Hohenstein)             | 17.305           |
| Koenigshoffen (deutsch: Königshofen)          | 16.119           |
| Meinau                                        | 16.627           |
| Montagne verte (deutsch: Grüneberg)           | 12.149           |
| Neudorf – Musau – Port du Rhin                | 40.706           |
| Neuhof                                        | 19.658           |
| Poteries                                      | 07.305           |
| Robertsau – Wacken – Cité de l’Ill            | 19.557           |

### Klimaübersicht
|                       | Jan  | Feb  | Mär  | Apr  | Mai  | Jun  | Jul  | Aug  | Sep  | Okt  | Nov | Dez  |   |      |
| Mittl. Tagesmax. (°C) | 3,5  | 5,8  | 10,4 | 14,6 | 19,0 | 22,3 | 24,7 | 24,2 | 20,8 | 14,7 | 8,2 | 4,5  | ⌀ | 14,4 |
| Mittl. Tagesmin. (°C) | −1,7 | −0,9 | 1,6  | 4,6  | 8,6  | 11,7 | 13,4 | 13,1 | 10,3 | 6,5  | 2,1 | −0,7 | ⌀ | 5,8  |
|                       |      |      |      |      |      |      |      |      |      |      |     |      |   |      |
| Niederschlag (mm)     | 33   | 34   | 37   | 48   | 75   | 75   | 57   | 68   | 56   | 43   | 47  | 40   | Σ | 613  |
|                       |      |      |      |      |      |      |      |      |      |      |     |      |   |      |
| Sonnenstunden (h/d)   | 1,4  | 2,8  | 4,0  | 5,4  | 6,4  | 7,1  | 7,7  | 6,9  | 5,6  | 3,3  | 1,9 | 1,4  | ⌀ | 4,5  |
|                       |      |      |      |      |      |      |      |      |      |      |     |      |   |      |
| Regentage (d)         | 9    | 8    | 9    | 10   | 12   | 11   | 10   | 10   | 8    | 8    | 9   | 9    | Σ | 113  |
|                       |      |      |      |      |      |      |      |      |      |      |     |      |   |      |
| Luftfeuchtigkeit (%)  | 86   | 82   | 76   | 72   | 73   | 74   | 72   | 76   | 80   | 85   | 86  | 86   | ⌀ | 79   |

| −1,7 |

| −0,9 |

| 1,6 |

| 4,6 |

| 8,6 |

| 11,7 |

| 13,4 |

| 13,1 |

| 10,3 |

| 6,5 |

| 2,1 |

| −0,7 |

| −1,7 |

| −0,9 |

| 1,6 |

| 4,6 |

| 8,6 |

| 11,7 |

| 13,4 |

| 13,1 |

| 10,3 |

| 6,5 |

| 2,1 |

| −0,7 |

## Geschichte

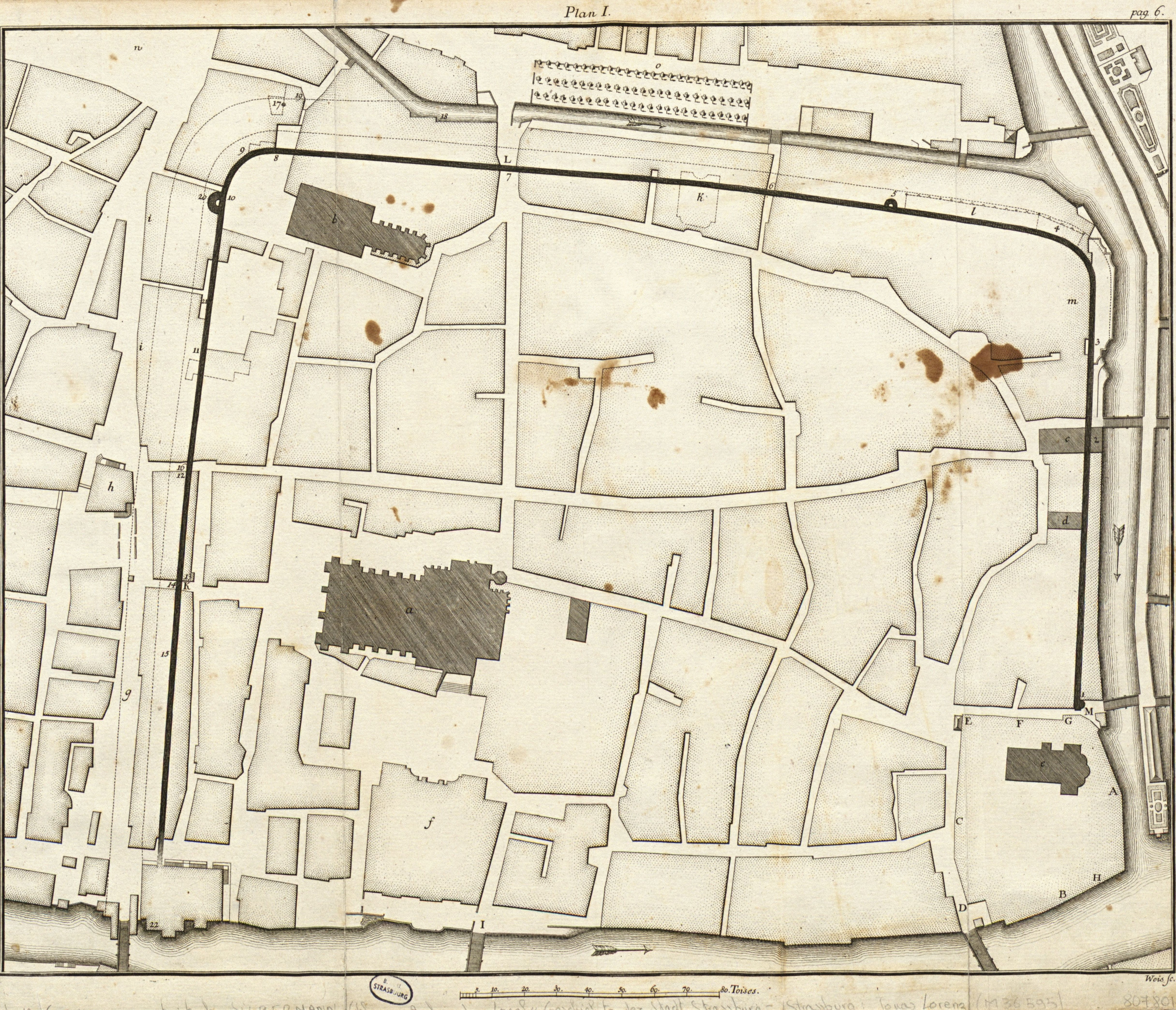
Das römische Argentoratum auf einem Plan von Straßburg, 18. Jahrhundert

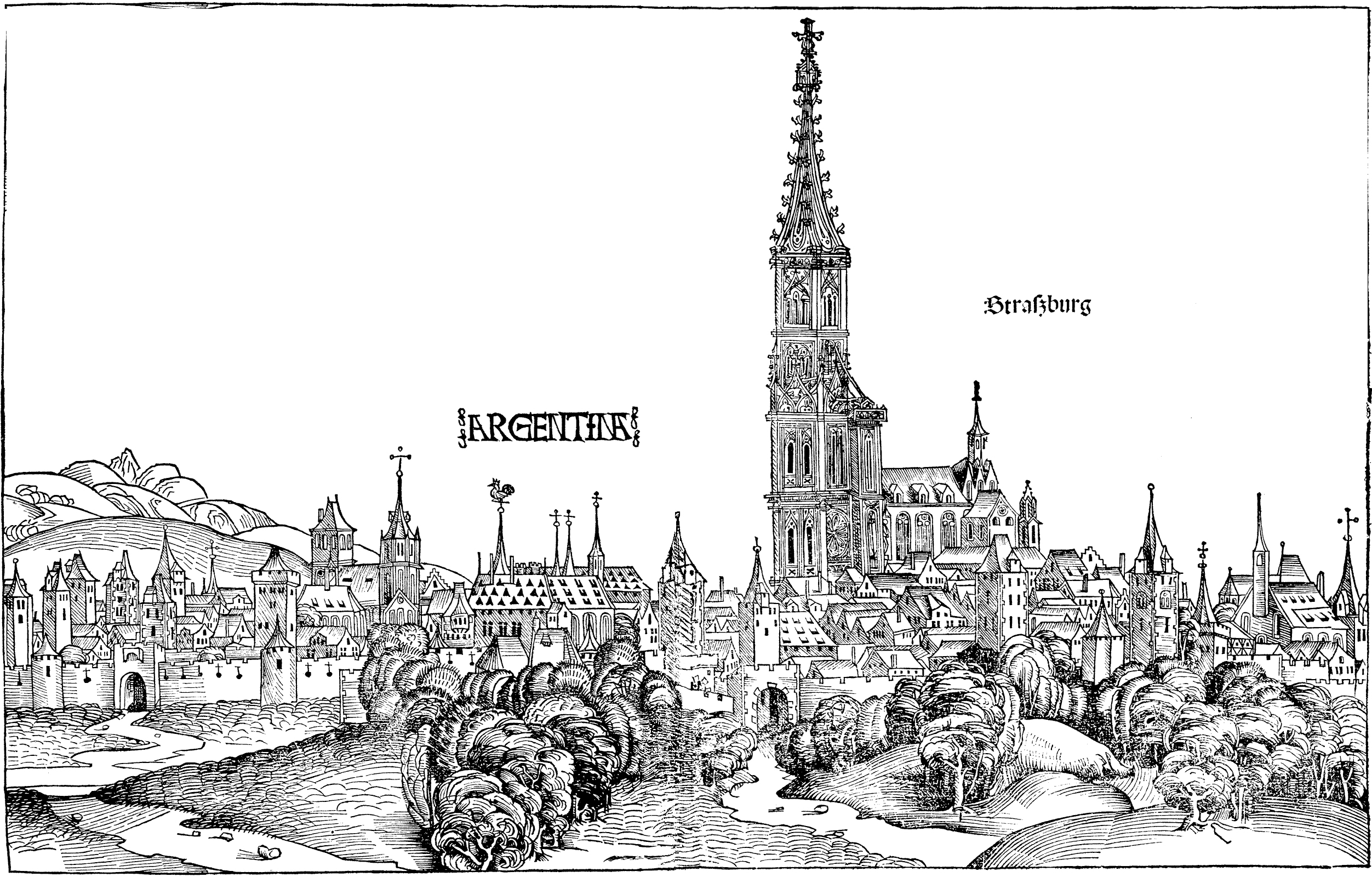
Straßburg in der Schedelschen Weltchronik 1493

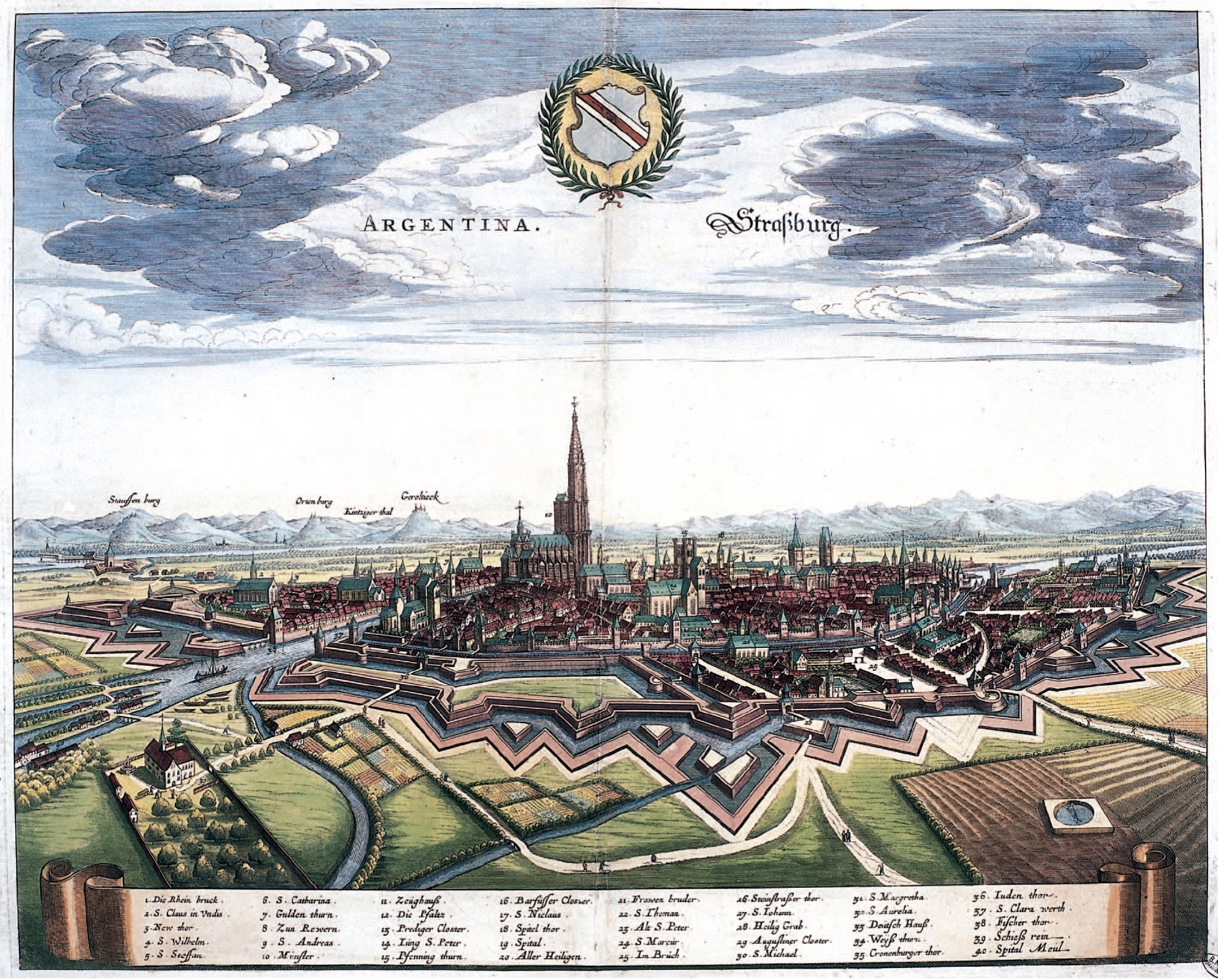
Straßburg (Argentina), Matthäus Merian 1644

### Antike
Das Straßburger Becken weist eine mehr oder weniger ständige Besiedlung seit circa 1300 v. Chr. auf. In Straßburg befand sich bereits eine gallische Siedlung.
Der römische Feldherr Drusus gründete Straßburg im Jahre 12 v. Chr. als militärischen Außenposten namens Argentoratum in der späteren Provinz Germania superior. Unter Trajan und nach dem Brand im Jahr 97 hatte Argentoratum seine größte Ausdehnung und stärkste Befestigung erreicht.
Claudius Ptolemäus trug es in seiner Geographike Hyphegesis zwar in realitätsnahen Nord-Süd-Abständen zu Agrippinensis (Köln, 2,42° südlich, real 2,36°) und Mogontiacum (Mainz, 1,50° südlich, real 1,41°) ein, aber 0,42° nördlich von Breucomagus (Brumath), statt real 0,25° südlich. Und in Straßburgs realen Lagebeziehungen zu Besançon (1,34° nördl., 1,73° östl.), Bregenz (1,09° nördl., 2,00° westl.) und Kehlheim (0,34° südlich, 4,12 westlich) platzierte er Argentovaria (1,33° nördl. 1,83° östl. zu Visontium, 1,33° nördl. 2,14° westl. zu Brigantium, 0,17° südl. 4,17° westl. zu Alcimoennis). Dieses wird allgemein mit der archäologischen Fundstätte Oedenburg Altkirch 0,54° südlich von Straßburg identifiziert, bei Ptolemaios liegt Argentovaria 1,42° südlich von Argentoratum.
Straßburg war wahrscheinlich ab dem 4. Jahrhundert Bischofssitz: 1956 wurden unterhalb der heutigen Église Saint-Étienne Überreste eines Apsidenbaus aus dieser Zeit ausgegraben. Im Jahr 357 fand in der Umgebung die Schlacht von Argentoratum statt. Im 5. Jahrhundert hatten Alamannen, Hunnen und Franken die Stadt erobert.
Im Jahr 842 wurden hier die Straßburger Eide geschworen und – abgesehen von Latein – auch in den Sprachen der jeweiligen Gefolgsleute festgehalten, in Althochdeutsch und Altfranzösisch, wodurch dies das älteste Dokument in einer frühen französischen Sprache darstellt. Die Sprache von Stadt und Region war damals Althochdeutsch.

### Mittelalter, freie Reichsstadt, Frühneuzeit

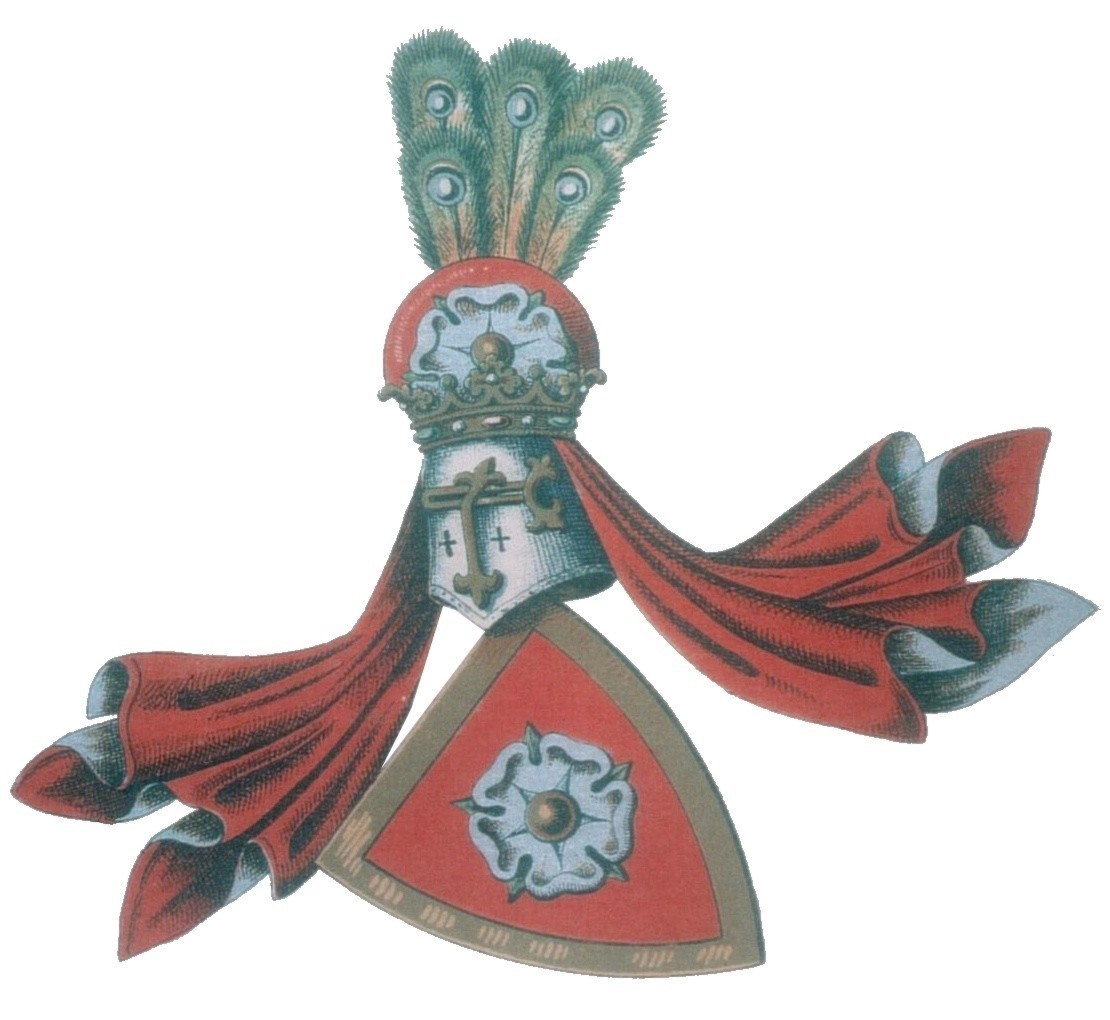
Familienwappen von Müllenheim

Die Stadt Straßburg gehörte vom Mittelalter bis zu ihrer Kapitulation in der Neuzeit am 30. September 1681 nach Einschließung in Friedenszeiten durch Truppen des Königreichs Frankreich zum Heiligen Römischen Reich.
Die Familie Müllenheim (die vom benachbarten Müllheim im Breisgau nach Straßburg zog) und die Familie Zorn waren im Mittelalter die bedeutendsten Straßburger Patriziergeschlechter, deren Rivalität um die Vormacht in der Reichsstadt (1262 bis 1681) in regelrechten Straßenschlachten ausgetragen wurde. So erhielt das Rathaus z. B. extra zwei Eingänge, einen für die Müllenheim und einen für die Zorn. Auch die beiden Ufer der Ill wurden nach diesen Familien benannt; das eine heißt Quai Müllenheim (Müllenheimstaden), das andere Quai Zorn (Zornstaden). Weitere Familien, die an der Regierung oft beteiligt waren, sind Boecklin de Boecklinsau, die zwischen 1450 und 1737 109 mal den Stettmeister stellten, und die Familie Bock, die zwischen 1357 und 1764 21 mal den Stettmeister stellten.
Unter der Regentschaft dieser Familien entwickelte sich Straßburg zu einem der bedeutendsten Wirtschaftszentren der Region. Als der Bischof versuchte, die Rechte der Stadt zu beschneiden, kam es zum offenen Krieg mit den Bürgern. Im Jahr 1262 wurde Bischof Walter von Geroldseck in der Schlacht von Hausbergen entscheidend geschlagen und die Stadt erlangte ihre Unabhängigkeit vom Hochstift Straßburg. In der Folge entwickelte sie sich zu einer Freien Reichsstadt (Privileg durch Kaiser Karl IV. 1358. Dies blieb sie bis 1681). Ungefähr zur gleichen Zeit, d. h. zum Ende des 13. Jahrhunderts, lag die Bauverwaltung des Straßburger Münsters nicht mehr in den Händen des Bischofs, wie es bei Kathedralbauten üblich war, sondern in der Verantwortung von Rat und den von der Stadt bestallten Meistern. Sie setzten die Verwaltungsbeamten ein, welche die Kirchenfabrik leiteten, die sich als „Frauenwerk“ erstmals in Quellen der 1220er Jahre findet und die für den Bau und die Vermögensverwaltung des Straßburger Münsters zuständig war. Bei den Verwaltungsbeamten handelte es sich um zwei oder drei Pfleger und einen Schaffner, zu deren Aufgaben beispielsweise die zwei Mal im Jahr stattfindende Rechnungslegung gehörte, bei der die jährlichen Einnahmen und Ausgaben des Frauenwerks verrechnet wurden.
Gegen Ende des 13. Jahrhunderts entstanden auch in Straßburg Beginenhäuser. In der Hochzeit sollen etwa 60 Häuser existiert haben. Sie orientierten sich an den Ideen des Eckart von Hocheim, genannt Meister Eckhart, dessen Schüler Johannes Tauler einige der Straßburger Beginenhäuser seelsorgerisch betreute. Im Laufe des 14. Jahrhunderts waren die Beginen wachsenden Repressalien ausgesetzt und wurden als Ketzer verfolgt.
Straßburg war Mitglied in beiden Rheinischen Städtebünden (Erster Rheinischer Städtebund vom 13. Juli 1254 bis 1257 und Zweiter Rheinischer Städtebund von 1381 bis 1389).
Der Höhepunkt der gewaltsamen Auseinandersetzung zwischen den Familien Müllenheim und Zorn war der sogenannte „Geschell der Müllenheim und Zorn“ am 20. Mai 1332, in deren Folge die Stadtadelsvorherrschaft gestürzt wurde, denn die eigentlichen Sieger dieses Kampfes waren die Zünfte. Sie regierten im Fünfzehnerwörth (Fünfzehner Rat), der sich hauptsächlich mit den Angelegenheiten der Zünfte, also des Handwerks, der Gewerbe und des Handels, befasste. Somit war Straßburg als freie Stadt eine der ersten kleinen Republiken im Heiligen Römischen Reich. In den kommenden Jahren wurden noch etwa 40 verschiedene Angehörige der Familie Müllenheim bis 1760 zu Straßburger Stettmeistern (adeligen Mitgliedern des Magistrats, die im Wechsel der städtischen Exekutive vorstanden) gewählt. Eine weitere Entmachtung musste das Patriziat nach Aufständen der Handwerker 1482 hinnehmen: Die neue Verfassung, die bis zur Französischen Revolution galt, gestand zwei Drittel der Sitze im Rat den Zünften zu.

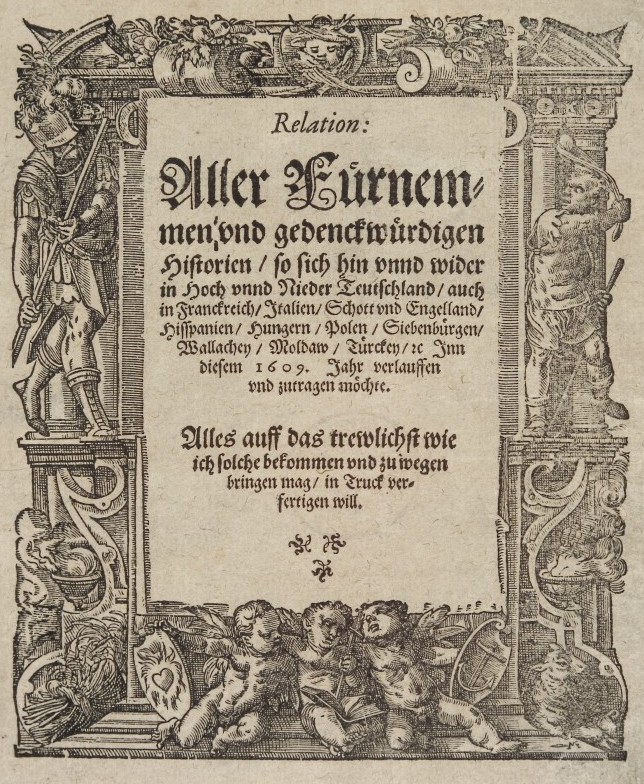
Relation Aller Fürnemmen und gedenckwürdigen Historien, die erste gedruckte Zeitung der Welt, 1609

Im Zusammenhang mit der verheerenden europäischen Pest-Epidemie der Jahre 1348–1349 (dem Schwarzen Tod) fand am 14. Februar 1349 einer der ersten und größten Pogrome der Welle von Judenverfolgungen in Verbindung mit der Pest im deutschen Raum statt: Im Lauf des Valentinstagmassakers wurden mehrere Hundert (nach einigen Quellen sogar bis zu 3000) Straßburger Juden öffentlich verbrannt, die Überlebenden der Stadt verwiesen. Bis Ende des 18. Jahrhunderts blieb es Juden bei Todesstrafe untersagt, nach 10 Uhr abends innerhalb der Stadtmauern zu verweilen.Ref?

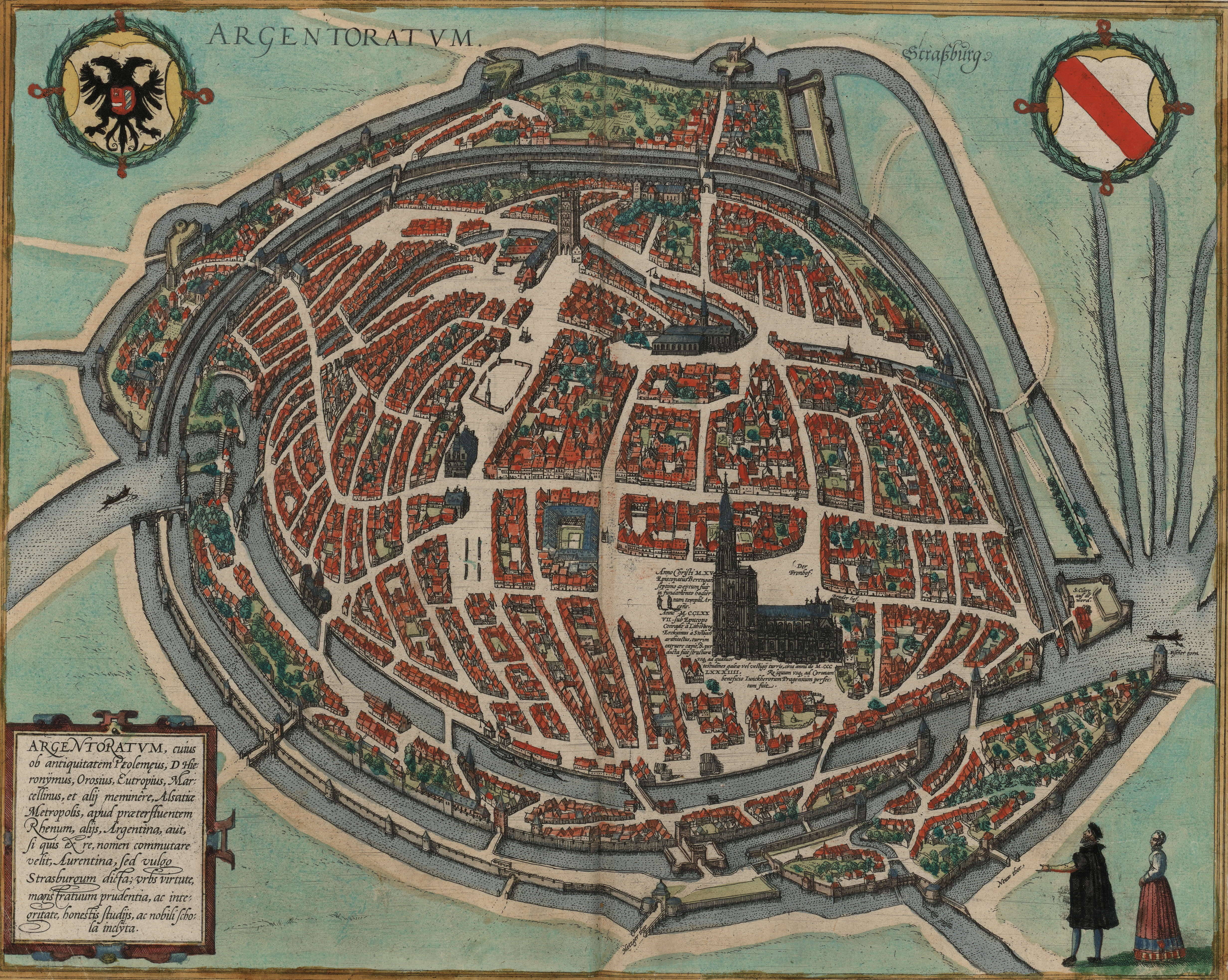
Karte von Straßburg, Frans Hogenberg (Norden am oberen rechten Bildrand), 1572

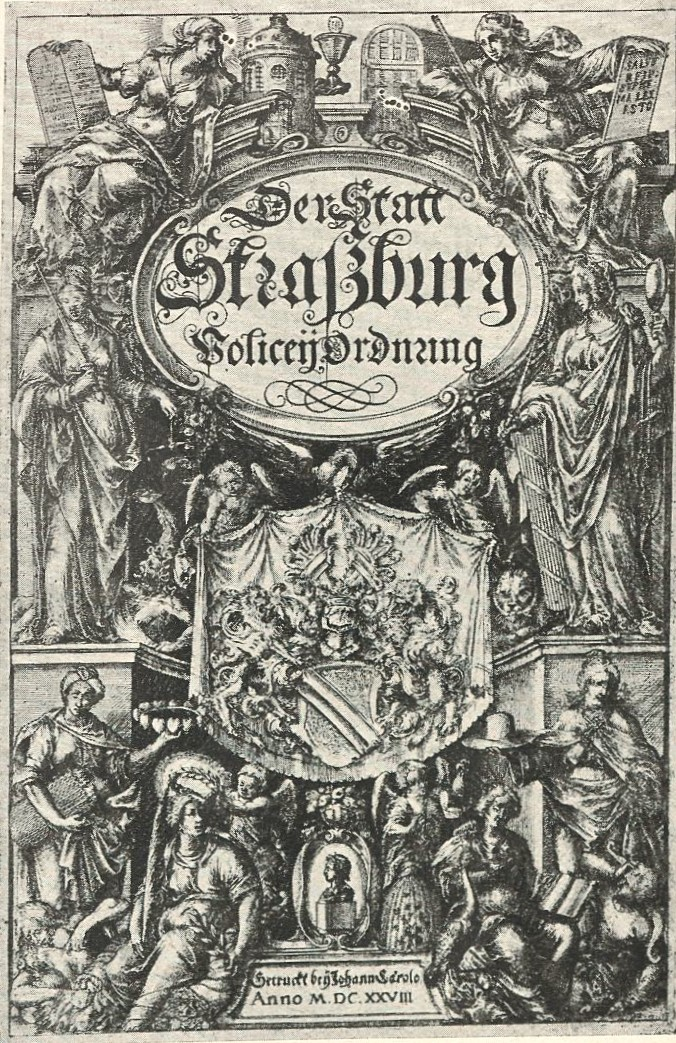
Kommunalverfassung der Stadt Straßburg 1628

Die Westfassade des Straßburger Münsters erhielt von 1399 bis 1439 ihren nördlichen Kirchturm. Von dem Entwurf einer Doppelturmfront aus dem Jahr 1275 weichen schon die darunter liegenden Geschosse der Fassade ab. Das Münster blieb von 1647 (Zerstörung des Turmhelms der Stralsunder St.-Marienkirche) bis 1874 das höchste Gebäude der Welt und gehört immer noch zu den höchsten Kirchtürmen der Welt.
Im Jahr 1496 grassierte die Syphilis in Straßburg (Johann Geiler von Kaysersberg verwechselte sie mit den Blattern).
Nach der Erfindung des Buchdrucks in Europa durch Johannes Gutenberg wurde Straßburg schnell zu einem bedeutenden Zentrum der Bücherherstellung. Die Straßburger Drucker leisteten einen bedeutenden Beitrag zur Verbreitung der Reformation, denn dank der weitreichenden religiösen Toleranz der Stadt konnten hier schon früh Schriften von Martin Luther und anderen Reformatoren veröffentlicht werden. Ein Drittel der im 16. Jahrhundert gedruckten Schriften waren Bibeln oder Ausschnitte daraus. Im Jahr 1605 gab Johann Carolus hier das Nachrichtenblatt Relation aller Fürnemmen und gedenckwürdigen Historien heraus, das als erste gedruckte Zeitung der Welt gilt.
Die Idee der Reformation fasste früh Fuß in Straßburg. Der erste evangelische Prediger war 1521 der Priester am Straßburger Münster Matthäus Zell. 1524 übernahm der Rat die Oberaufsicht über die Kirche. Obwohl seine Mitglieder zum großen Teil nicht selbst evangelisch waren, billigte er die evangelische Predigt und erlaubte auch zeitweise die Ansiedlung andernorts Verfolgter wie Hans Denck, Kaspar Schwenckfeld und verschiedener Täufergruppen. Am 20. Februar 1529 schaffte der Rat der Stadt die Heilige Messe ab. Auf dem Reichstag zu Augsburg 1530 legte Straßburg ebenfalls ein Bekenntnis zur Reformation ab. Straßburg schloss sich dabei aber zunächst nicht den lutherischen „Protestanten“ der Confessio Augustana an, sondern legte mit Memmingen, Konstanz und Lindau ein eigenes, von Martin Bucer und Wolfgang Capito verfasstes Bekenntnis ab, die nach den vier Städten genannte Confessio Tetrapolitana. 1531 nahmen Vertreter der Stadt am Konvent in Schmalkalden teil und später wurde Straßburg Mitglied des Schmalkaldischen Bundes zur Verteidigung der evangelischen Reichsstände gegen Kaiser Karl V. Die zwischen Martin Luther und ebenfalls Bucer ausgehandelte Wittenberger Konkordie von 1536 sorgte für eine festere theologische und politische Anbindung an das Luthertum. Mitglieder abweichender theologischer Richtungen wurden jedoch trotzdem geduldet, solange sie den sozialen Frieden der Stadt nicht gefährdeten. So fanden die Hugenotten hier Zuflucht, und auch Johannes Calvin (1509–1564) hielt sich in Straßburg auf, wo Sebastian Castellio seine Bekanntschaft machte. Melchior Hofmann dagegen wurde 1531 ausgewiesen und nach seiner Rückkehr 1533 verhaftet.
Das Augsburger Interim zwang den Rat, dem 1524 verdrängten Bischof wieder einige Kirchen zu übergeben, und drängte Bucer zur Emigration nach England. Obwohl der Besuch der Messe von der Bevölkerung verweigert wurde, wurde sie erst 1559 wieder abgeschafft. Unter dem Einfluss von Johannes Pappus erlangte die lutherische Lehre (in Abgrenzung von der reformierten) alleinige Geltung. Im Jahr 1584 ersuchte Straßburg um den Beitritt zur Eidgenossenschaft, das südlich gelegene Mülhausen war schon seit 1515 ein zugewandter Ort der Eidgenossenschaft. Deren Tagsatzung verschleppte jedoch das Gesuch, weil es das konfessionelle Gleichgewicht zuungunsten der Katholiken verändert hätte. 1598 verpflichtete sich Straßburg in einer neuen Kirchenordnung auch auf die Konkordienformel. Im Straßburger Kapitelstreit 1583 bis 1604 konnte sich jedoch die katholische Partei durchsetzen, und das Gebiet des Fürstbistums Straßburg, d. h. ein großer Teil des Straßburger Umlands, blieb katholisch.

### Französische Herrschaft

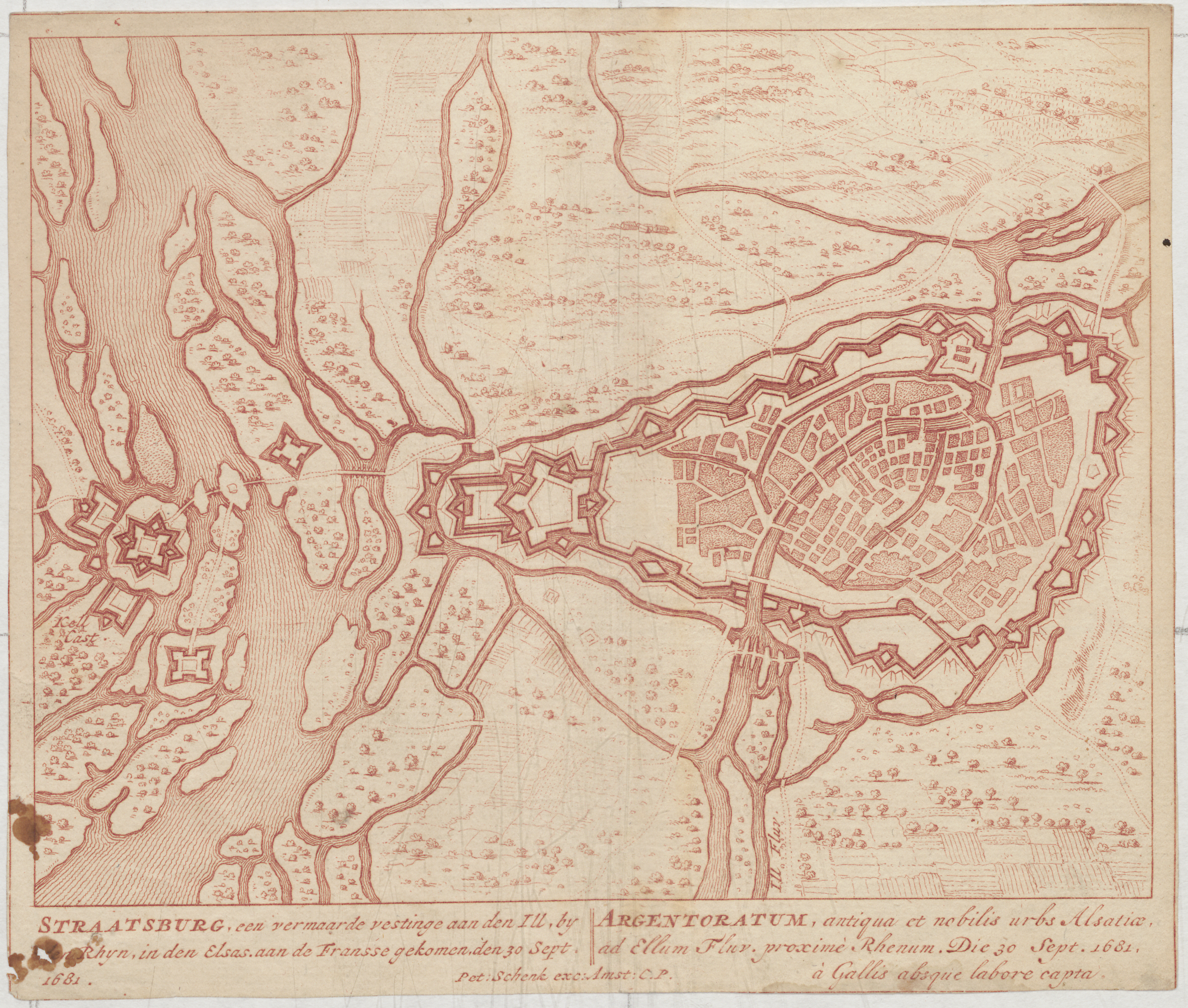
Stadt und Festung Straßburg 1700

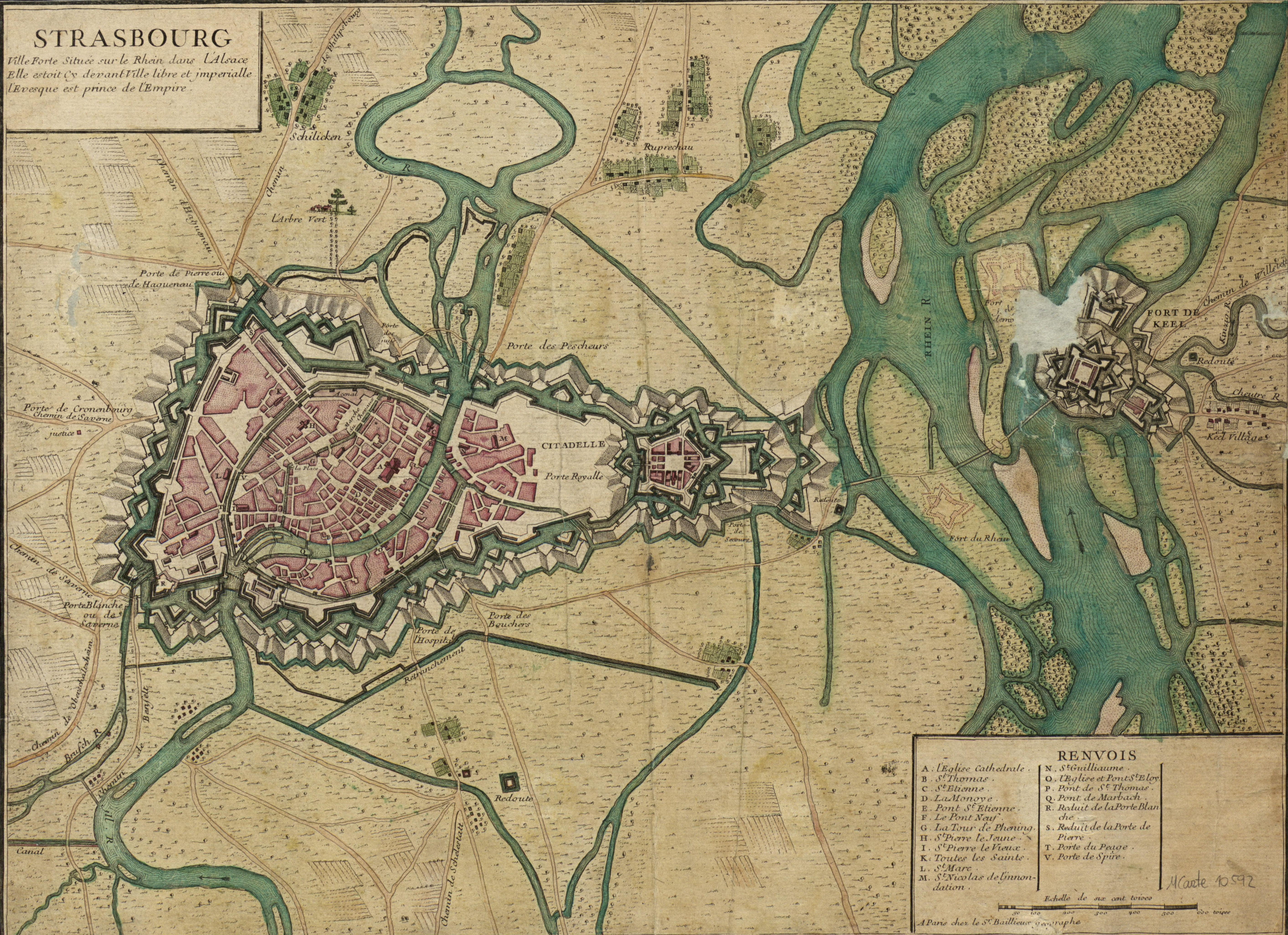
Französische Karte von 1720 der Stadt und Festung Straßburg (mit Kehl auf der anderen Rheinseite). Beachtenswert die Altrheinarme des noch nicht kanalisierten Oberrheins.

Nach 1648 strebte Frankreich den Rhein als Grenze an, wobei die im Westfälischen Frieden gewonnene Reichsvogtei über die elsässischen Reichsstädte den eigenen Zwecken nutzbar gemacht wurde; Straßburg blieb davon jedoch zunächst ausgenommen. Erst im Rahmen der 1679 begonnenen Reunionspolitik König Ludwigs XIV. geriet auch Straßburg ins Visier. Die Stadt mit Königshofen und Illkirch wurde mitten im Frieden im September 1681 durch Frankreich besetzt. Der französische König nutzte hierbei die militärische Schwäche der Straßburger Schutzmacht (das HRR unter Kaiser Leopold I.): das Osmanische Reich bedrohte die habsburgische Residenzstadt Wien (und belagerte sie im Sommer 1683 zwei Monate lang). Die Besetzung Straßburgs wurde im Frieden von Rijswijk 1697 bestätigt. Protestanten wurden von öffentlichen Ämtern ausgeschlossen; das Straßburger Münster wurde rekatholisiert. Die Aufhebung des Toleranzedikts von Nantes durch das Edikt von Fontainebleau im Jahr 1685, mit dem die Unterdrückung des Protestantismus in Frankreich endgültig legalisiert wurde, fand im Elsass aber keine Anwendung, und es herrschte Religionsfreiheit, wenn auch die französische Obrigkeit bemüht war, den Katholizismus, wo immer möglich, zu begünstigen. 1685 wurde das Amt eines stellvertretend für den französischen Herrscher agierenden Prätors geschaffen, der darüber zu wachen hatte, dass die gewählten Stadtvertreter und die Stadtverwaltung nicht den Interessen des französischen Königs zuwider handelten, und der stets ein Katholik sein musste. Der Prätor François Marie Gayot de Bellombre organisierte im Auftrag des Magistrats von Straßburg von 1766 bis 1768 eine Erneuerung der Stadt. Er beauftragte damit den Architekten Jacques-François Blondel. Mehrere Gebäude wurden abgerissen, um Platz zu schaffen, aber letztlich wurde nur die Aubette am heutigen Kléberplatz gebaut.
Die lutherische, deutsch geprägte Universität Straßburg bestand weiter. Außerdem war das Elsass bis 1789 als eine faktisch ausländische Provinz (province à l’instar de l’étranger effectif) durch eine entlang der Vogesen verlaufende Zollgrenze vom übrigen Frankreich getrennt, also zollrechtlich Ausland, während es keine Zollgrenze gegenüber dem Reich gab. Daher blieben die Stadt und ihr Umland deutschsprachig und kulturell deutsch geprägt.
Ähnlich verhielt es sich mit der Münzgeschichte der Stadt. Auch nach der Besetzung durch Frankreich im Jahr 1681 prägte Straßburg bis 1708 Münzen mit der Aufschrift „MONETA NOVA ARGENTINENSIS“ (= Neues gemünztes Geld von Straßburg). Die Anpassung an das französische Geldsystem (Franc und Sou) erfolgte nur schrittweise, so dass zeitweilig in Straßburg Pfennige (französisch Denier) und Sols (= altfranzösisch Sous) geprägt wurden.
Dass Straßburg zwar unter französischer Verwaltung stand, aber nicht zum Königreich Frankreich gehörte, führte zwei berühmte Besucher in die Stadt. Voltaire kam 1753 für sechs Wochen, er wohnte in der Ile de Jars und besuchte den Salon der Gräfin Marie Ursel de Lutzelbourg in ihrem Château de l'Ile Jars. Jean-Jacques Rousseau kam nach seiner Flucht aus der Schweiz 1765 nach Straßburg. Er begann hier seine Autobiografie Les confessions. Am 10. November besuchte er als Ehrengast die Aufführung seiner Oper Le devin du village im Theater am Broglie-Platz.

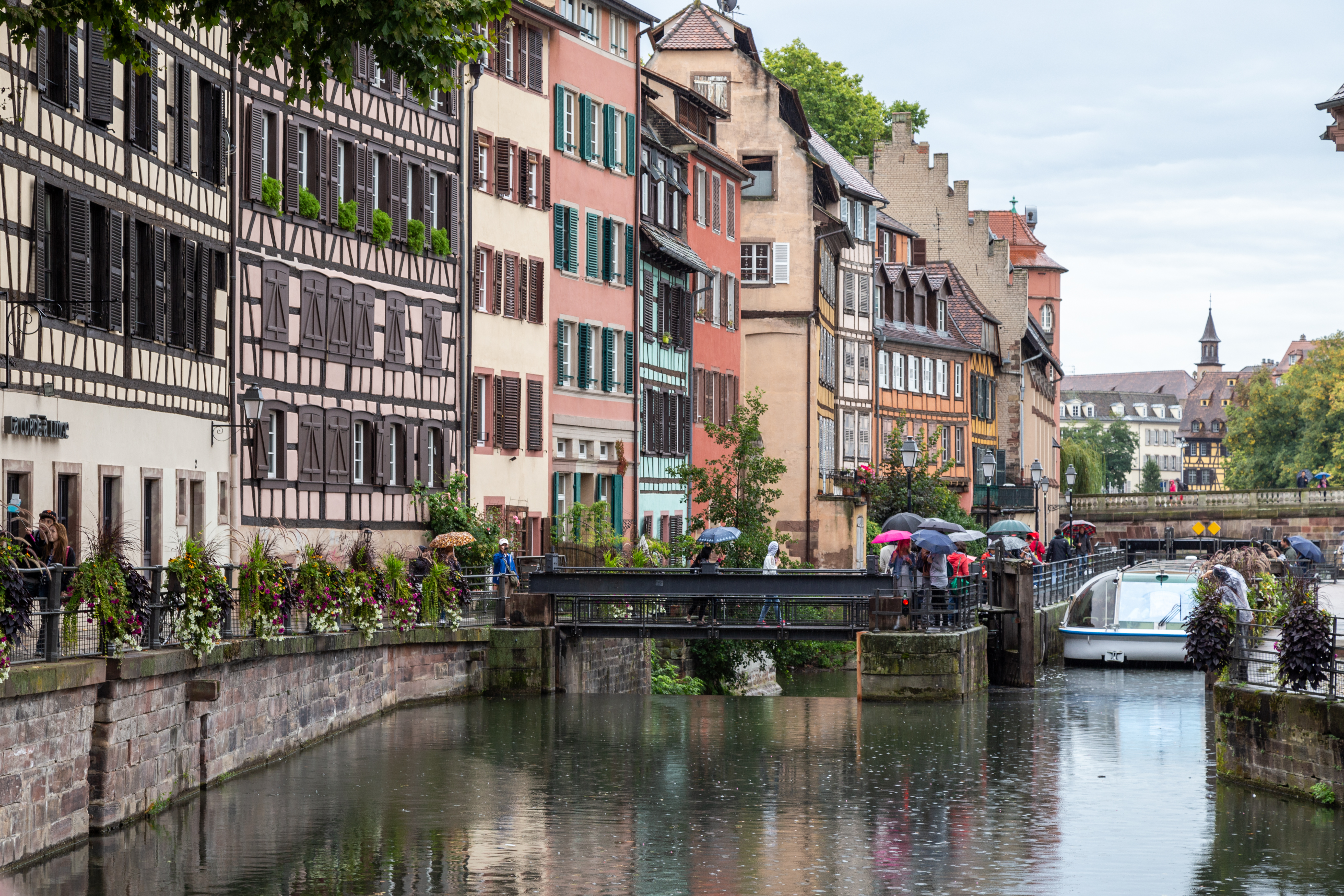
Schleuse La Petite France

In den Jahren 1770/71 studierte Johann Wolfgang Goethe in Straßburg. In dieser Zeit wurde die Stadt ein Kristallisationspunkt der literarischen Bewegung Sturm und Drang. Jakob Michael Reinhold Lenz und Johann Gottfried Herder lebten unter anderen hier.
In der Zeit der Französischen Revolution wurde die Stadt zu einem Anziehungspunkt für Republikaner aus Deutschland. Der bekannteste von ihnen ist Eulogius Schneider. Von Enragés aus dessen Umkreis kam Ende April 1794 der Vorschlag, den Nordturm des Münsters als Symbol für klerikale Arroganz und Verletzung des Prinzips der Gleichheit (Égalité) abzureißen. Dem widersetzten sich Straßburger Bürger, indem sie Mitte Mai den Turm mit einer riesigen phrygischen Mütze aus bemaltem Blech bekrönten. Diese wurde später im städtischen Museum aufbewahrt und 1870 während der Belagerung von Straßburg durch preußisches Artilleriefeuer vernichtet. In den folgenden Jahren und Jahrzehnten wurde Straßburg zum Exil für deutsche Oppositionelle und Revolutionäre, wie z. B. für Georg Büchner.
In Straßburg komponierte Claude Joseph Rouget de Lisle im April 1792 die Marseillaise.
1790 wurde Straßburg Sitz der Präfektur des neu gegründeten Département Bas-Rhin und war zudem Hauptort der untergeordneten Verwaltungseinheit Distrikt Strasbourg (1790 bis 1795). Bei der Neuordnung der untergeordneten Verwaltungseinheiten im Jahr 1800 wurde Straßburg Hauptort des Arrondissement Strasbourg.
Napoleon Bonaparte hielt sich in den Jahren 1805, 1806 und 1809 mit seiner ersten Frau Joséphine de Beauharnais in Straßburg auf. Im Jahr 1810 verbrachte seine zukünftige zweite Frau Marie-Louise von Österreich ihre erste Nacht auf französischem Boden in der Stadt. 1828 hielt sich dort auch König Charles X. auf. Am 29. Oktober 1836 unternahm der künftige Napoleon III. einen ersten, erfolglosen Putschversuch in Straßburg.
Im Deutsch-Französischen Krieg wurde Straßburg von deutschen Truppen belagert und heftig beschossen. Dabei wurden das städtische Kunstmuseum und die Stadtbibliothek mit dem Großteil ihrer wertvollen Bestände (darunter der „Hortus Deliciarum“) zerstört. Am 28. September 1870 wurde die Kapitulation der Stadt in einem Gepäckwagen der Chemins de fer de l’Est (Französische Ostbahn) bei Koenigshoffen (Königshofen) unterschrieben, nachdem sie einen Monat lang der Kanonade getrotzt hatte.

### Im Deutschen Reich

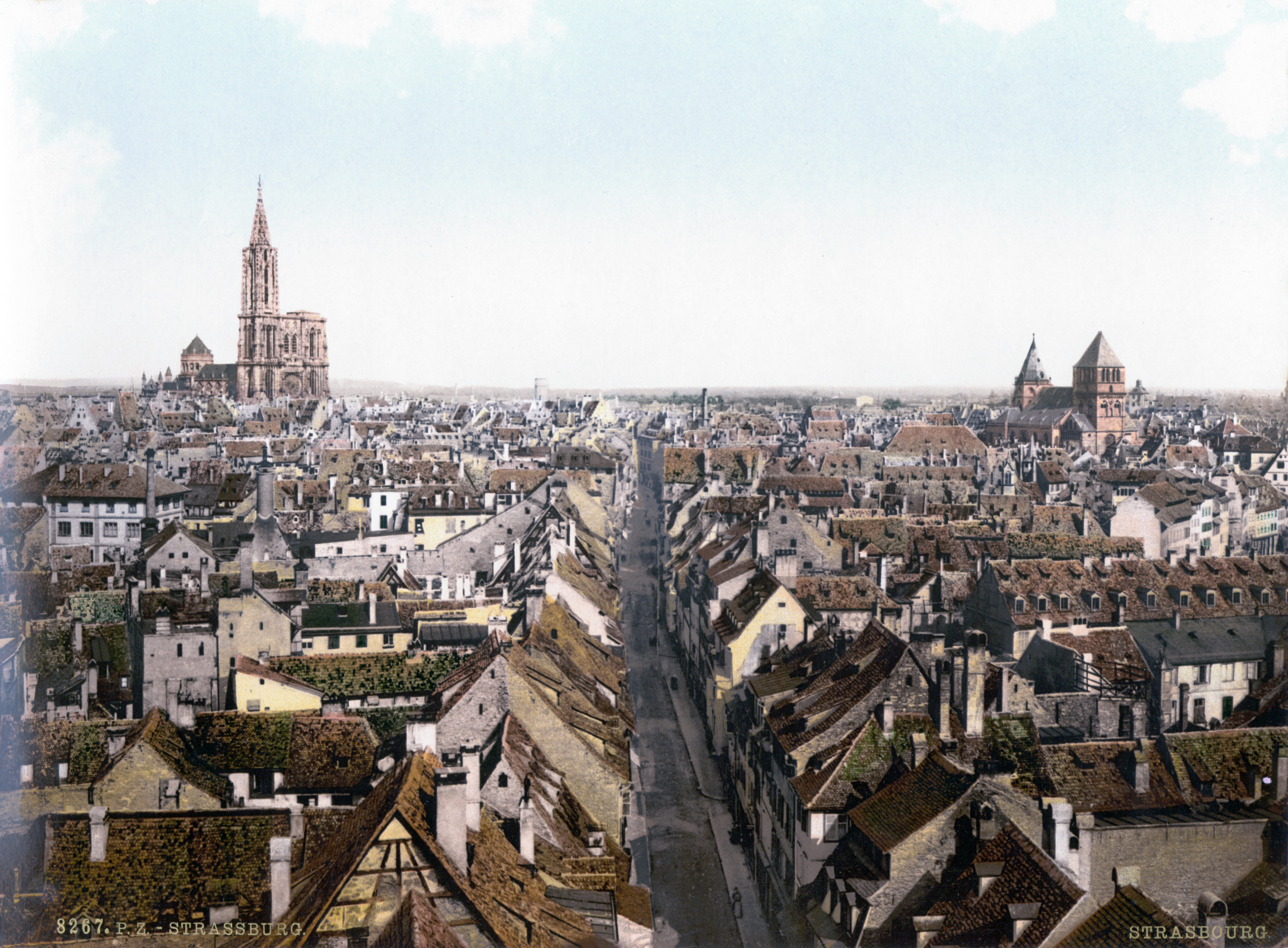
Straßburg, um 1895

Nach dem Frieden von Frankfurt vom 10. Mai 1871 wurde Straßburg im neu gegründeten Deutschen Reich Hauptstadt des Reichslandes Elsaß-Lothringen.
Neben den Festungen Metz und Köln wurde Straßburg nach 1871 zu einer der wichtigsten Festungen im Westen des Deutschen Reiches ausgebaut. Im Zuge der Stadterweiterung und der Planung einer Neustadt durch Jean Geoffroy Conrath entstand eine moderne Umwallung, die ältere Wallabschnitte aus der französischen Zeit mit einbezog. Von den Wallanlagen sind im Osten der Stadt Reste der Zitadelle Straßburg von Sébastien Le Prestre de Vauban erhalten, vor allem aber große Teile der preußischen Befestigungen entlang der rue du Rempart (Wallstraße) hinter dem Bahnhof, darunter das „Kriegstor“. Hier sind heute noch Grabenwehren aus Eisen zu sehen, damals und heute eine absolute Seltenheit. Neben dieser inneren Umwallung entstand in weitem Umkreis um die Stadt ein Festungsgürtel nach dem Einheitsfortsystem von Hans Alexis von Biehler, von denen die meisten heute noch stehen und als Monuments historiques eingetragen sind, so zum Beispiel Fort Roon (heute Fort Desaix) und Fort Podbielski (heute  Fort Ducrot) in Mundolsheim, Fort Moltke (heute Fort Rapp) in Reichstett, Fort Bismarck (heute Fort Kléber) in Wolfisheim, Fort Kronprinz (heute Fort Foch) in Niederhausbergen, Fort Großherzog von Baden (heute Fort Frère) in Oberhausbergen und Fort Kronprinz von Sachsen (heute Fort Joffre) in Holtzheim. Diese Forts wurden später von der französischen Armee benutzt (Fort Podbielski/Ducrot beispielsweise wurde in die Maginot-Linie einbezogen) und dienten 1918 und 1945 auch als Kriegsgefangenenlager.

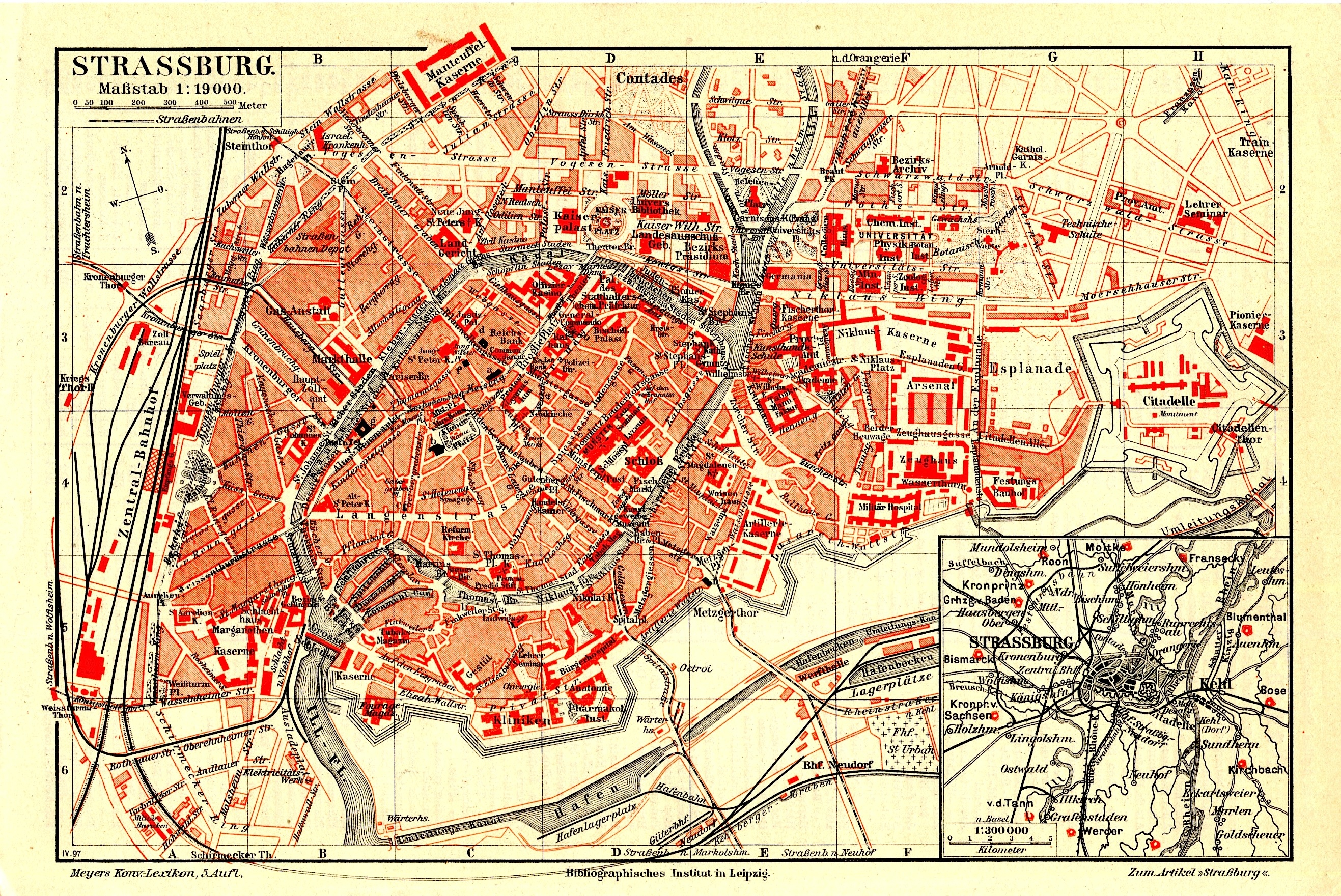
Lexikon-Karte von Straßburg, 1888

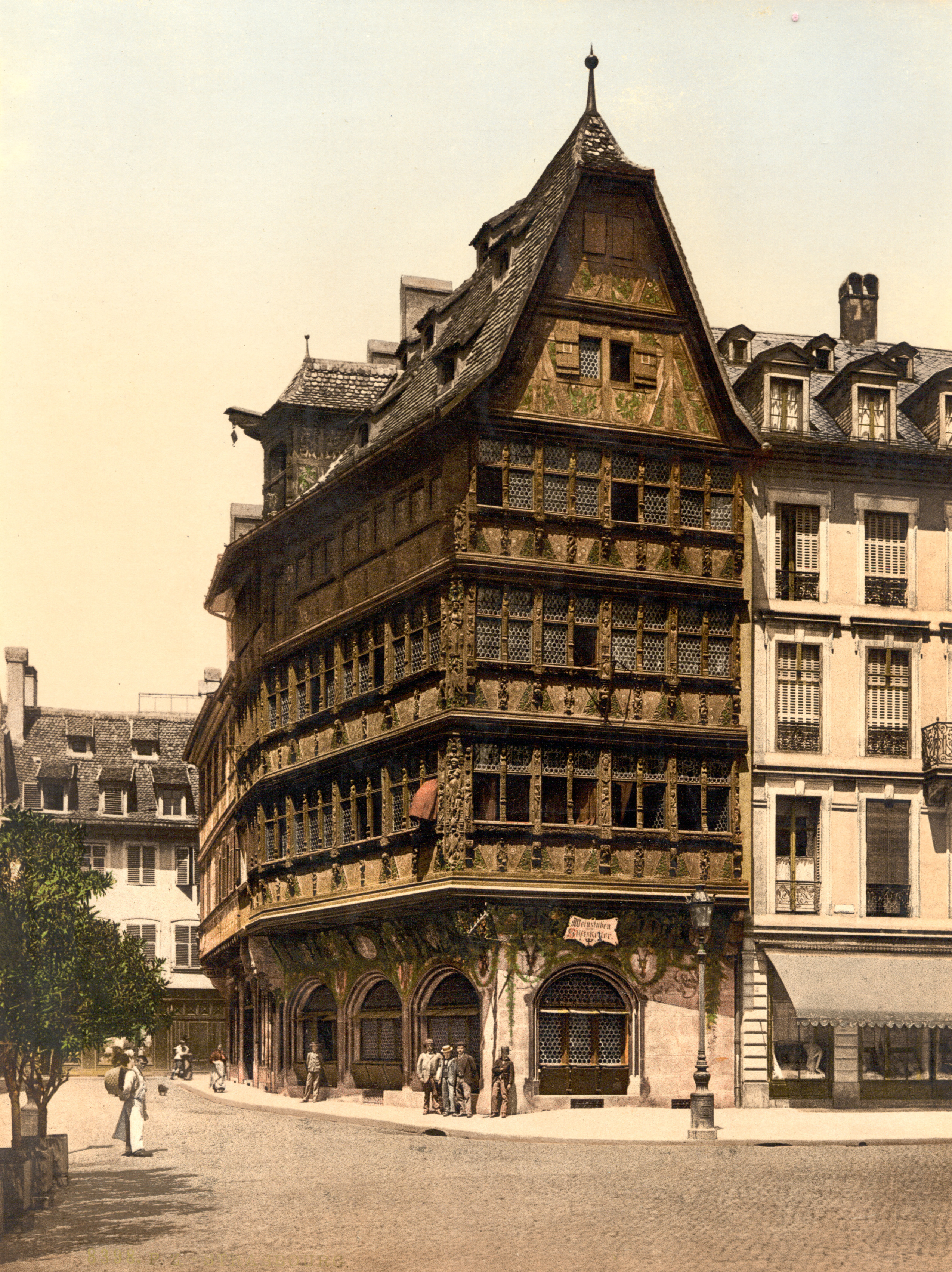
Haus Kammerzell, um 1900

Gewerbslauben in Straßburg um 1906

Politisch war die Situation nach dem Deutsch-Französischen Krieg und der Annexion Elsass-Lothringens durch das Deutsche Reich komplex. Die Mehrheit der elsässischen Bevölkerung stand 1871 einer Eingliederung in das neu gegründete Deutsche Reich ablehnend gegenüber, was sich in den Reichstagswahlen nach 1871 zeigte: die Autonomisten waren bis 1890 die führende Partei. In den Jahren nach 1871 ergab sich jedoch auf wirtschaftlicher Seite ein starker Aufschwung der Stadt Straßburg und des Elsass, was zumindest einen Teil der Bevölkerung mit der deutschen Herrschaft versöhnte. Zur Zeit der Industrialisierung bis zum späten 19. Jahrhundert verdreifachte sich die Einwohnerzahl auf 150.000.
Die Universität wurde 1872 als Kaiser-Wilhelm-Universität (nach Wilhelm I.) gegründet und entwickelte sich in den folgenden Jahren zu einer der bedeutendsten Hochschulen im Deutschen Reich. Eine weitere wichtige Veränderung des Stadtbilds brachte der vor allem aus militärischen Gesichtspunkten vorangetriebene Bau des neuen Straßburger Bahnhofs mit sich, der 1883 eingeweiht wurde und bis zum Beginn des 21. Jahrhunderts weitgehend unverändert blieb. Mit dem Wiederaufbau des im Krieg vernichteten Stadtarchivs wurde der Historiker Rodolphe Reuss beauftragt. Die Neugründung und Bestückung der Kunstsammlungen leitete 1889 bis 1914 der kaiserliche Kurator Wilhelm von Bode. Die im Krieg zerstörte Bibliothek wurde, ebenfalls von Reuss, unter anderem durch Schenkungen aus dem ganzen Deutschen Reich zu einer der bedeutendsten Universitätsbibliotheken aufgebaut (heute ist sie nach Paris die zweitgrößte in Frankreich). Mit der wilhelminischen Neugestaltung der Stadt wurden vor allem die Architekten Hermann Eggert, August Hartel, Skjøld Neckelmann, Otto Warth, Jacques Albert Brion und Fritz Beblo beauftragt, weitere repräsentative Aufträge gingen unter anderem an Ludwig Becker, Ludwig Levy und Carl Schäfer sowie an Karl und Paul Bonatz.
Kommunale Wirtschafts- und Sozialpolitik in der Vor-Weltkriegszeit

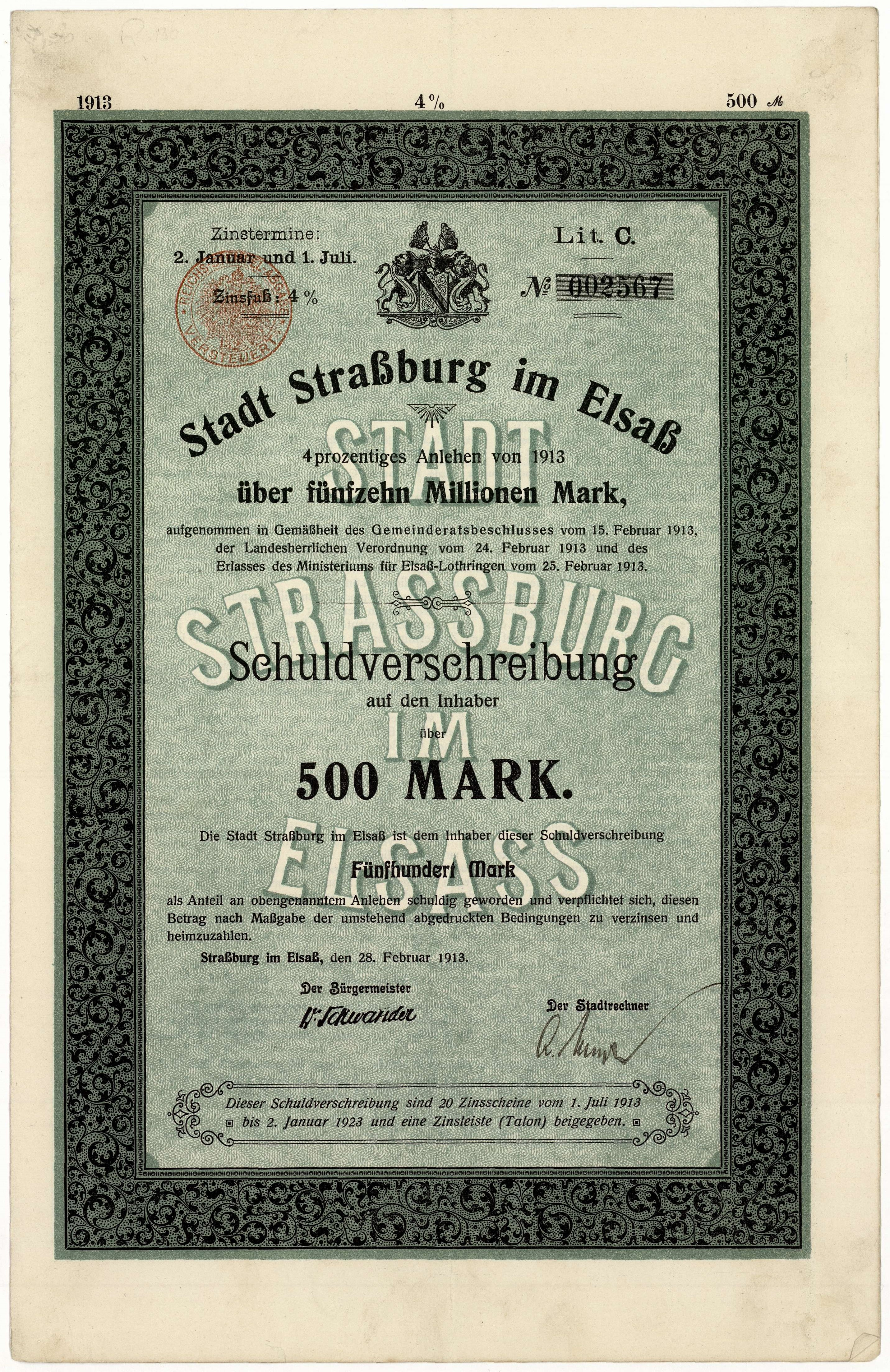
Anleihe über 500 Mark der Stadt Straßburg im Elsaß vom 28. Februar 1913 mit Unterschrift von Bürgermeister Schwander

Das deutsche Verwaltungssystem ließ den Kommunen einen eigenen Gestaltungsspielraum, anders als die zentralistische französische Bürokratie. Durch die 1895 erlassene Gemeindeordnung erhielt die Stadt Straßburg mehr kommunalen Entscheidungsspielraum, als sie vergleichbare französische Kommunen bis heute haben. In Elsaß-Lothringen galt das allgemeine gleiche Kommunalwahlrecht, im Gegensatz zum Dreiklassenwahlrecht in Preußen und eingeschränkten Wahlrechten in den meisten anderen deutschen Staaten. Dadurch wurde Straßburg vor dem Weltkrieg zur einzigen deutschen Großstadt, in der die Sozialdemokraten im Gemeinderat massiv vertreten waren und zusammen mit den Linksliberalen die Kommunalpolitik wesentlich beeinflussen konnten. Schon unter dem Bürgermeister Otto Back war die Neustadt mit zahlreichen repräsentativen Bauten angelegt worden. 1906 wurde mit den entscheidenden Stimmen der SPD Rudolf Schwander zum Bürgermeister gewählt, der mit Hilfe eines Mitarbeiterstabs von sozialpolitisch engagierten Mitarbeitern den Ausbau der Stadt vorantrieb. Im sogenannten Großen Durchbruch, der zum umfangreichsten städtischen Sanierungsprojekt im Deutschen Reich wurde, wurden heruntergekommene Armenviertel abgerissen und durch großzügig gestaltete Neubauten ersetzt. Ein Reglement der städtischen Armenfürsorge und Gesundheitsvorsorge wurde eingeführt, das Straßburger System mit regelmäßigen Schulzahnarzt- und -arztvisiten. Im Rahmen der kommunalen Gesundheitsfürsorge wurden ein städtisches Volksbad und ein Tuberkulose-Sanatorium in den Vogesen errichtet. Dem wirtschaftlichen Aufschwung diente der Ausbau des Straßburger Rheinhafens. Auf Schwanders Initiative erwarb die Stadt Straßburg auch die Aktienmehrheit an dem zum AEG-Firmenimperium gehörenden Elektrizitätswerk Straßburg AG. Unter städtischer Kontrolle, aber privatwirtschaftlicher Führung erfolgte danach die systematische Elektrifizierung der mittel- und nordelsässischen Dörfer, wodurch die Stadt sich neue Einnahmequellen erschloss. Noch heute hat die Nachfolgegesellschaft Électricité de Strasbourg eine gemischt kommunal-privatwirtschaftliche Rechtsform; im Gegensatz zur voll verstaatlichten Électricité de France im übrigen Frankreich.
Diese sozialdemokratisch inspirierte Kommunalpolitik stieß bei konservativen Kreisen in Deutschland auf Misstrauen. Insgesamt blieben die Beziehungen der Elsässer zum übrigen Deutschland trotz dieser positiven Entwicklungen nicht spannungsfrei. Insbesondere das Auftreten des Militärs in der Zabern-Affäre (ab November 1913) stieß auf heftigen Protest im Elsass und auch in weiten Teilen des übrigen Deutschland.

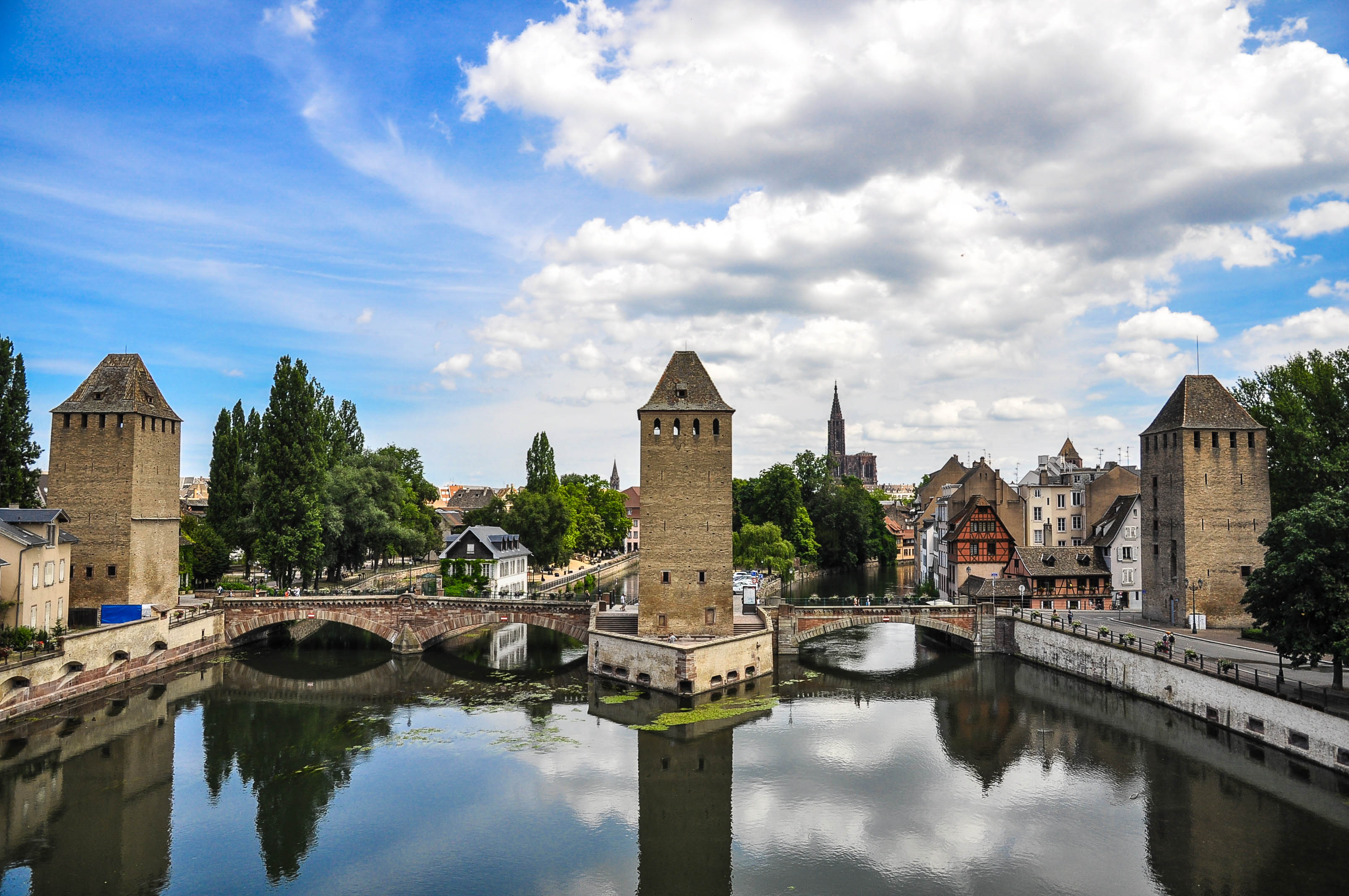
Drei Türme der Gedeckten Brücken (Ponts couverts), Teil der ehemaligen Stadtbefestigung am Eintritt der Ill in das Stadtzentrum; im Hintergrund der Münsterturm

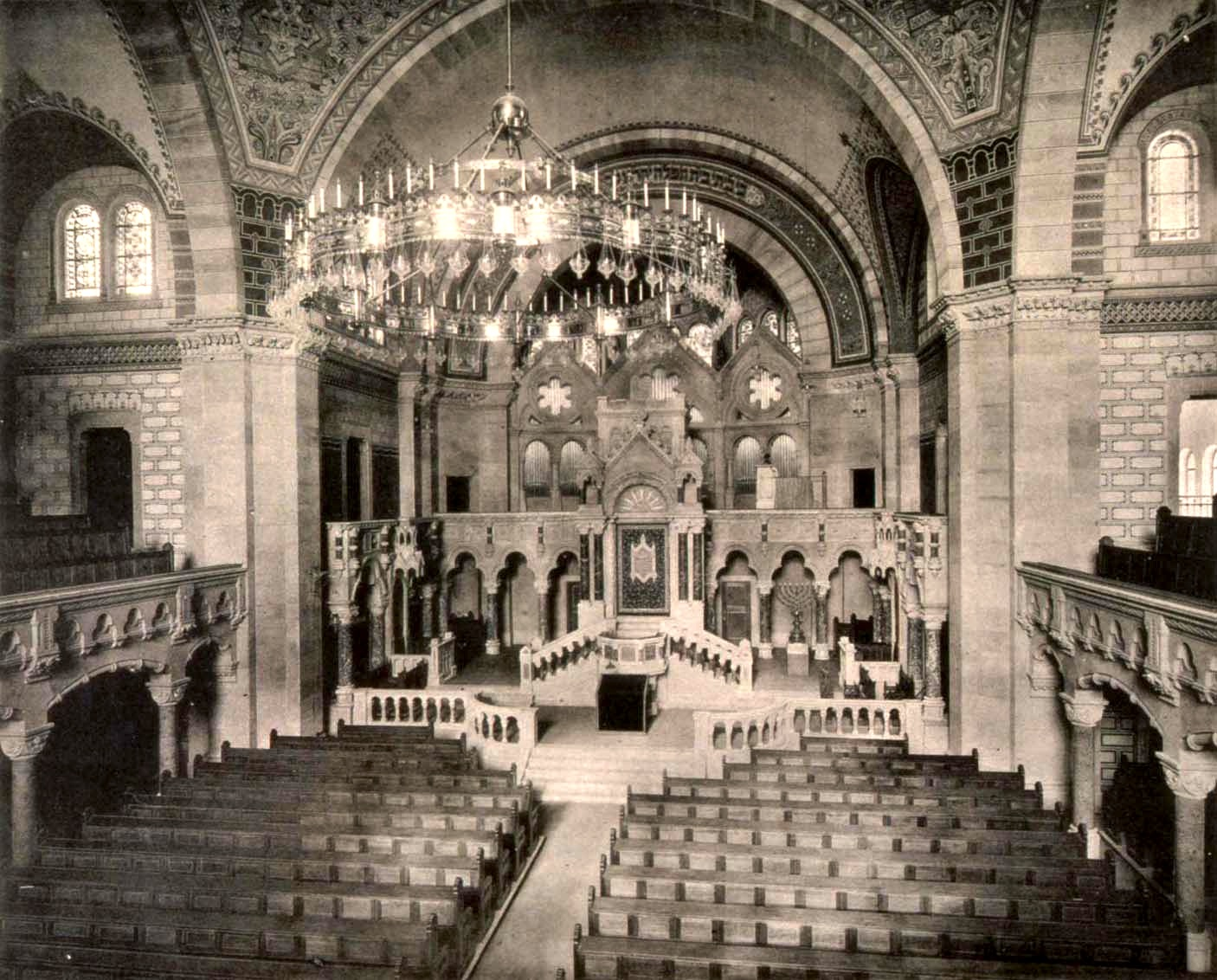
Innenansicht der Alten Synagoge nach Osten, um 1900

### Zwischen den zwei Weltkriegen im 20. Jahrhundert
Nach dem Ersten Weltkrieg und dem Thronverzicht des Kaisers erklärte sich Elsass-Lothringen zur unabhängigen Republik Elsass-Lothringen, wurde aber innerhalb weniger Tage von französischen Truppen besetzt. Vom 11. bis zum 22. November 1918 bestand in Straßburg eine sozialistische Räterepublik. An deren Niederschlagung erinnert heute der französische Name einer der Hauptstraßen, die Rue du 22 novembre (Neustraße). Die Stadt wurde danach gemäß dem Versailler Vertrag von 1919 wieder Frankreich zugesprochen.
Die Annexion durch Frankreich erfolgte gemäß den 14 Punkten von US-Präsident Woodrow Wilson ohne Volksabstimmung. Als Datum der Abtretung wurde rückwirkend der Tag des Waffenstillstands (11. November 1918) festgelegt.
Die Stadt wurde 1920 Sitz der seit 1861 in Mannheim angesiedelten internationalen Zentralkommission für die Rheinschifffahrt, die den ehemaligen Kaiserpalast bezog. Die Sitzverlegung von Mannheim nach Straßburg war eine Folge des von Deutschland verlorenen Krieges. Art. 355 Satz 2 des Versailler Vertrages bestimmte: „Die Zentralkommission nimmt ihren Sitz in Straßburg.“ Die Sitzverlegung führte in den Niederlanden und in der Schweiz zu Irritationen, weil diese beiden Staaten neutral geblieben waren und daher den Versailler Vertrag nicht mit unterzeichnet hatten. Die Niederlande und die Schweiz nahmen deshalb an der ersten Sitzung der Zentralkommission in Straßburg vom 21. Juni 1920 nicht teil.
Bei der Errichtung der Maginot-Linie ab 1930 wurde das Gebiet der Stadt Straßburg dem „Befestigten Sektor Niederrhein“ (secteur fortifié du Bas-Rhin) unterstellt. Von den Bunkeranlagen des „befestigten Untersektors Straßburg“ (sous-secteur fortifié de Strasbourg) entlang des Rheins sind insbesondere im Robertsauer Forst noch zahlreiche Überreste zu besichtigen. Entlang der Route du Rhin (Rheinstraße), die gegenwärtig zur Europabrücke führt, standen bis zu deren Abriss 2009–2010 weitere Wehranlagen.

### Zweiter Weltkrieg

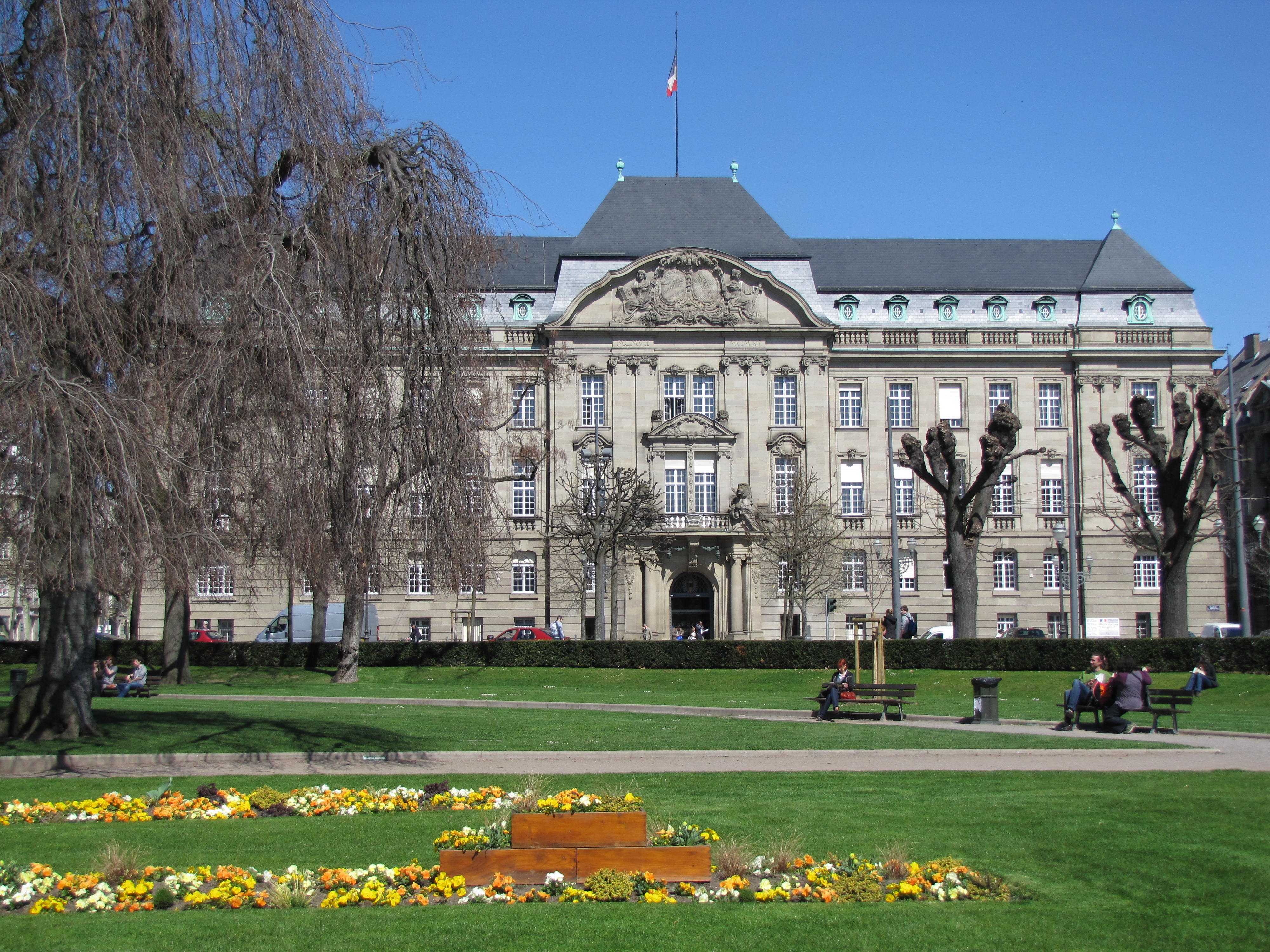
Präfektur, ehemaliges Landesausschussgebäude (erbaut 1907–1911)

Zwischen der deutschen Invasion in Polen ab dem 1. September 1939 und der britisch-französischen Kriegserklärung am 3. September 1939 an das Deutsche Reich wurde die ganze Stadt evakuiert (insgesamt 120.000 Menschen), wie alle anderen grenznahen Ortschaften auch. Bis zum Einmarsch der Truppen der Wehrmacht Mitte Juni 1940 waren zehn Monate lang ausschließlich kasernierte Soldaten in Straßburg.
Nach dem kapitulationsähnlichen Waffenstillstand von Compiègne (22. Juni 1940) wurde das Elsass an das Deutsche Reich angeschlossen und umliegende Städte und Ortschaften, unter anderem Kehl und Schiltigheim, nach Straßburg eingemeindet. Die Stadt erlebte unter Robert Wagner eine strenge Germanisierungspolitik. Als im Juli 1940 die ersten Evakuierten zurückkehrten, wurden nur Einwohner elsässischer Herkunft zugelassen. Juden wurden abgewiesen; die Synagoge, ein neuromanischer Bau aus dem Jahre 1898 mit einer 54 Meter hohen Kuppel, wurde am 12. September 1940 von Mitgliedern der Hitlerjugend in Brand gesteckt und später abgerissen. Die jüdische Gemeinde flüchtete nach Périgueux und Limoges, die Universität nach Clermont-Ferrand. Die seit 1918 ausschließlich französischen Straßennamen wurden wieder durch deutsche Straßennamen ersetzt und die französische Sprache wurde verboten. Das Vereinsleben und die religiösen Aktivitäten erloschen.
Zwischen September 1943 und September 1944 wurden Straßburg und sein Umland von fünf alliierten Luftangriffen getroffen. Das historische Zentrum Straßburgs wurde am 11. August und 25. September 1944 durch britische und US-amerikanische Flugzeuge bombardiert, wobei etwa ein Fünftel der Gebäude zerstört wurden, darunter auch das Palais Rohan, der Alte Zoll und das Straßburger Münster. Schätzungsweise mehr als tausend Menschen kamen bei diesen Angriffen ums Leben.
Im Laufe des Zweiten Weltkriegs gewann das Münster Symbolcharakter für beide Parteien. Adolf Hitler, der es am 28. Juni 1940 besichtigte, wollte aus ihm ein Nationalheiligtum des deutschen Volkes machen; am 1. März 1941 schwor Generalmajor Leclerc in Kufra (in Libyen), die „Waffen erst dann niederzulegen, wenn unsere [Frankreichs] schönen [Landes]Farben wieder auf dem Straßburger Münster wehen“. Am 23. November 1944 wurde Straßburg von Einheiten des XV Corps der US-Armee unter Wade H. Haislip, darunter der französischen 2e division blindée, befreit.

### Nach dem Zweiten Weltkrieg

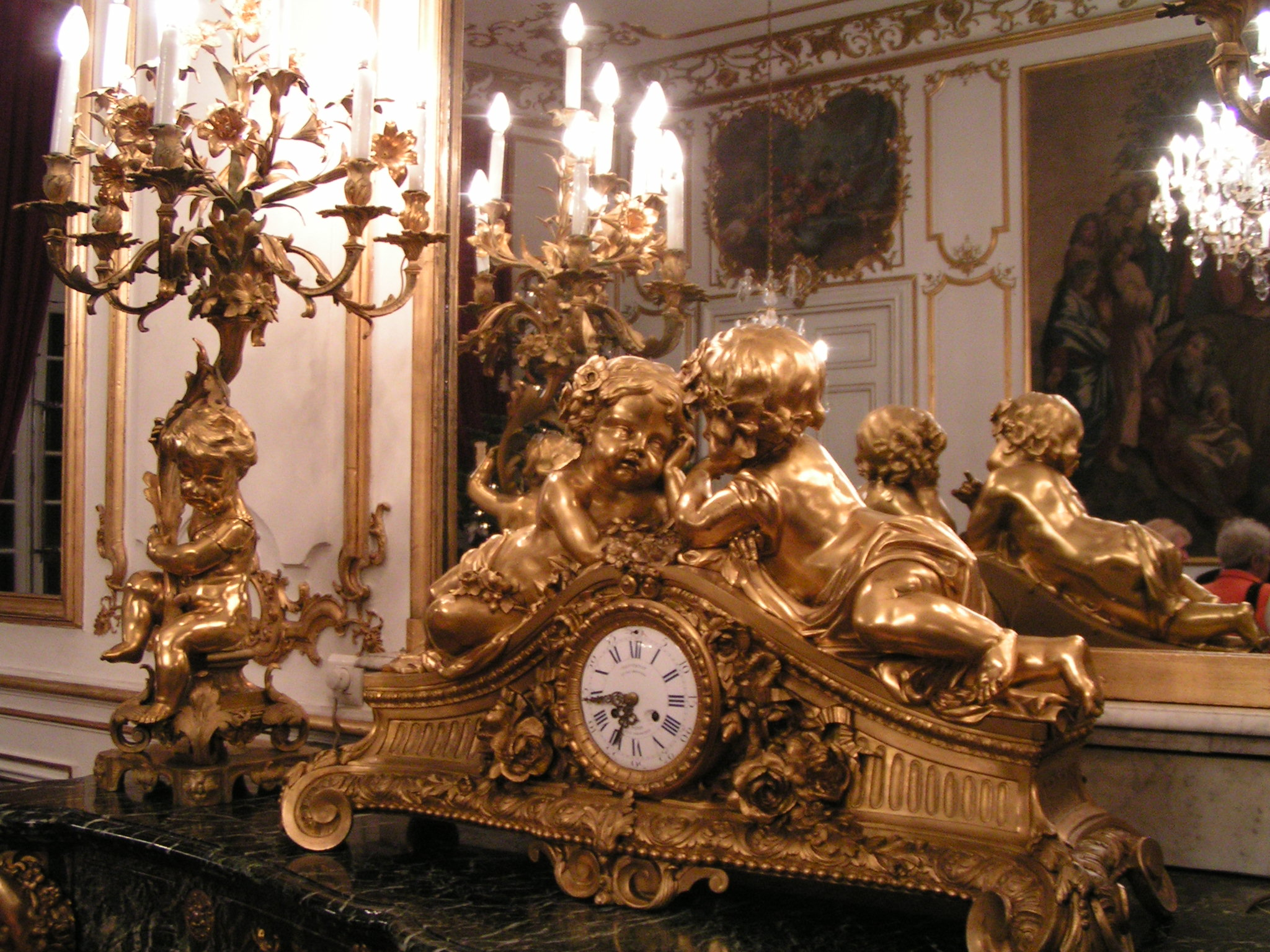
Empfangssaal des Rathauses

Nach dem Zweiten Weltkrieg und der offiziellen Befreiung der Stadt durch die französische Panzerdivision unter Generalmajor Leclerc am 23. November 1944 galt es zunächst, die Zerstörungen infolge der britisch-amerikanischen Luftangriffe (insbesondere jener vom 11. August 1944) in der Altstadt und den Industriegebieten zu beheben. Zu den nicht wiedergutzumachenden Verlusten an alter Bausubstanz kam 1947 eine Brandkatastrophe hinzu, die einen beträchtlichen Teil der städtischen Gemäldesammlung alter Meister zerstörte.
In den 1950er und 1960er Jahren wurden in der Stadt neue Wohnviertel errichtet, die sowohl das Problem des Wohnungsmangels aufgrund von Kriegszerstörungen als auch den starken Zuwachs der Bevölkerung aufgrund von Baby-Boom und Zuwanderung aus Französisch-Nordafrika lösen sollten: Cité Rotterdam im Nordosten, Quartier de l’Esplanade im Südosten, Hautepierre im Nordwesten. Südlich von Hautepierre entstand von 1995 bis 2010 im gleichen Sinne das Viertel Quartier des Poteries mit einer Kapazität von 8.000–10.000 Einwohnern. In den 1950er Jahren begann ebenfalls die Ausdehnung der Anlage der Universität Straßburg und deren Aufteilung auf drei Hauptgelände: die historischen Gebäude, den Campus im Viertel Esplanade und jenen im Osten von Illkirch-Graffenstaden. Im 21. Jahrhundert beendete man den Neubau von Stadtvierteln auf der Grünen Wiese und begann im Zuge der Stadtplanung, die industriellen Brachflächen neu zu nutzen.
Im Jahr 1949 wurde die Stadt zum Sitz des von Winston Churchill angeregten Europarats. 1952 wurde sie zum Hauptsitz des Europäischen Parlaments. 1992 wurde sie zum Sitz des deutsch-französischen Kulturkanals Arte. 2005 entstand der Eurodistrikt Straßburg-Ortenau, der erste überhaupt. Insbesondere dem Engagement des langjährigen Straßburger Oberbürgermeisters und Spitzenpolitikers Pierre Pflimlin ist es zu verdanken, dass die Stadt zum Symbol der deutsch-französischen Aussöhnung und der europäischen Einigung werden konnte.

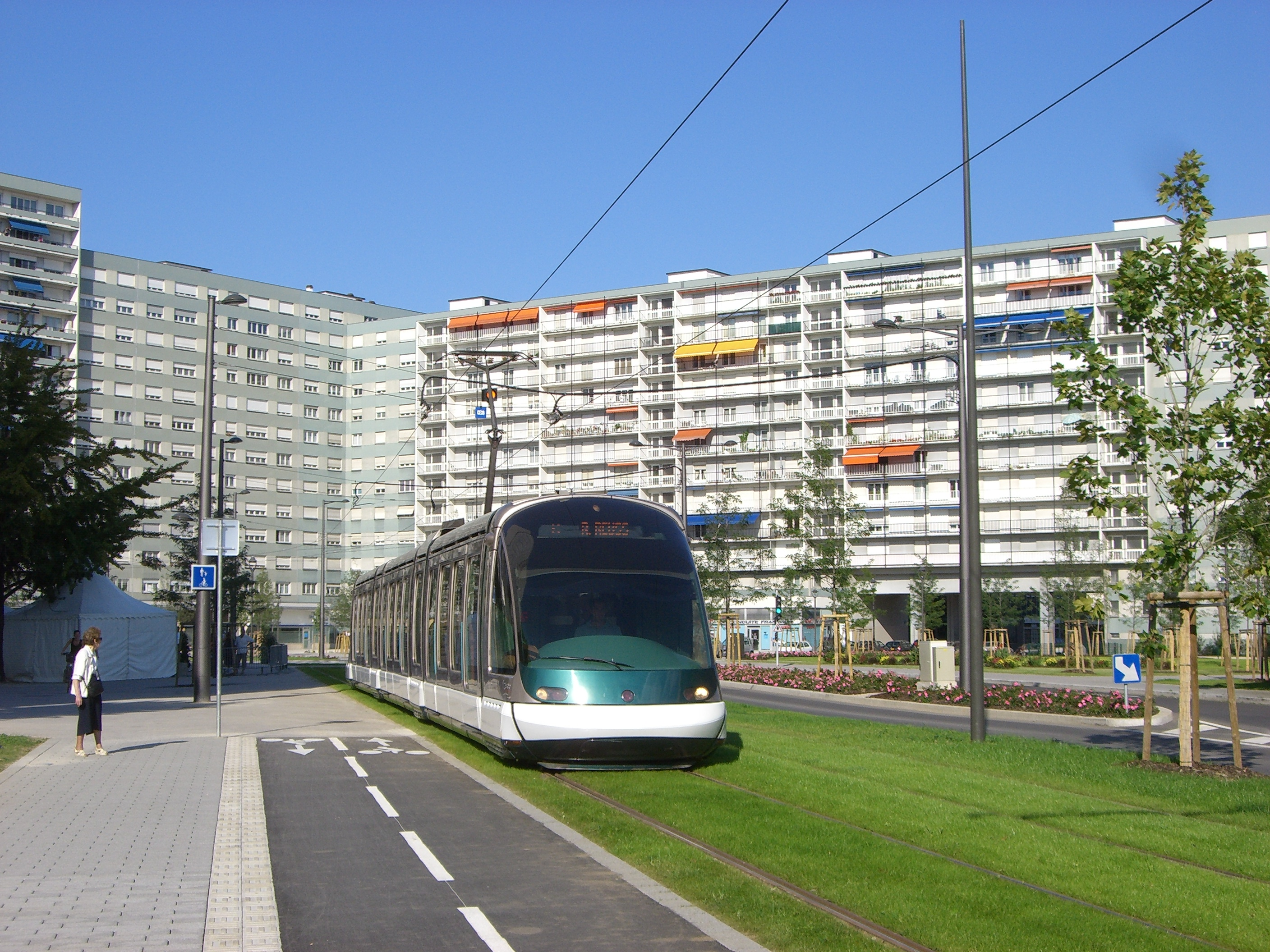
Neubauviertel Esplanade aus den 1960er Jahren, Straßenbahn Straßburg (ab 1994)

Im Jahr 2000 wurde in Frankfurt am Main eine Gruppe von algerischen Islamisten verhaftet, die geplant hatte, auf den Weihnachtsmarkt vor dem Straßburger Münster einen Anschlag zu verüben. Eine jahrhundertealte Platane fiel infolge eines plötzlichen Gewitters während eines Freiluftkonzertes am 6. Juli 2001, tötete dabei 13 Menschen und verletzte 97 Personen. Dies zählt als einer der verheerendsten Unfälle dieser Art in der Geschichte. Am 27. März 2007 wurde die Stadt Straßburg gerichtlich der Fahrlässigkeit für schuldig befunden und zu einer Geldstrafe von 150.000 € verurteilt.
Am 16. März 2008 erhielt der Sozialist Roland Ries im zweiten Wahlgang mit 58,6 % die meisten Stimmen und löste damit Fabienne Keller (UMP) als Oberbürgermeister der Stadt ab. Ries hatte das Amt bereits in den Jahren 1997 bis 2001 bekleidet, als Stellvertreter der zur Kulturministerin berufenen Catherine Trautmann.
Im Jahr 2011 startete zwischen den Fronts de Neudorf und dem Rheinufer das größte Urbanisierungsprojekt seit der Kaiserzeit: Auf 250 Hektar sollen dabei 9000 neue Wohnungen entstehen.
Im Jahr 2014 erhielt Straßburg den Ehrentitel „Reformationsstadt Europas“, vergeben von der Gemeinschaft Evangelischer Kirchen in Europa.
Am 11. Dezember 2018 ereignete sich ein islamistisch motivierter Anschlag auf dem Straßburger Weihnachtsmarkt, bei dem fünf Menschen getötet wurden.
Am 4. Juli 2020 wurde Jeanne Barseghian zur Oberbürgermeisterin gewählt.

### Bevölkerungsentwicklung

Einwohnerzahl Straßburgs 1684–2006, unregelmäßige Zeitachse

| Jahr | Einwohnerzahl | Anmerkungen |
| ---- | ------------- | --- |
| 1684 | 22.000        | |
| 1780 | > 50.000      | in über 4000 Privathäusern; ohne die Garnison, die in Friedenszeiten ca. 6000 Mann zu beherbergen pflegt |
| 1789 | 49.943        | |
| 1793 | 47.254        | [ 64 ] |
| 1808 | 54.454        | einschließlich der Vororte, davon 27.213 Katholiken, 24.741 Lutheraner, 887 Reformierte, 1476 Juden und 137 Täufer |
| 1827 | 49.700        | [ 66 ] [ 67 ] |
| 1851 | 75.565        | |
| 1866 | 84.167        | [ 68 ] |
| 1871 | 85.654        | auf einer Fläche von 7652 Hektar; ohne das Militär 78130 Einwohner, darunter 31.510 Evangelische, 43.319 Katholiken, 213 sonstige Christen und 3088 Juden; Garnison: Stab des 15. Armeekorps, der 31. Division, 61. und 62. Infanterie- und 31. Kavallerie-Brigade, drei Bataillone Nr. 25, zwei Bataillone Nr. 47, zwei Bataillone Nr. 105, drei Bataillone Nr. 126, Ulanen-Regiment Nr. 15, Artillerie, Pionier-Bataillon Nr. 14, Train-Bataillon Nr. 15, ein Bataillon Landwehr |
| 1880 | 104.471       | [ 66 ] |
| 1885 | 111.987       | davon 55.406 Katholiken, 52.306 Evangelische und 3767 Juden |
| 1890 | 123.500       | davon 57.954 Evangelische, 61.162 Katholiken, 4023 Juden |
| 1900 | 151.041       | davon 67.955 Evangelische, 77.864 Katholiken |
| 1905 | 167.678       | mit der Garnison (Infanterieregimenter Nr. 105, 126, 132, 136, 172, zwei Bataillone vom Infanterieregiment Nr. 143, ein Husarenregiment Nr. 9, zwei Fußartillerieregimenter Nr. 10 und 14, ein Feldartillerieregiment Nr. 51, zwei Pionierbataillone Nr. 15 und 19, ein Trainbataillon Nr. 15, eine Maschinengewehrabteilung Nr. 3), davon 75.916 Evangelische, 85.848 Katholiken, 5.111 Juden; darunter 3.654 Personen mit französischer Muttersprache                            |
| 1910 | 178.891       | auf einer Fläche von 7783 ha (davon 2063 ha Wald und 1066 ha Gewässer), darunter 91.941 Katholiken, 79.518 Evangelische und 5780 Juden; 4872 mit französischer Muttersprache und 427 mit italienischer Muttersprache; 15.455 Militärpersonen |

| 1921    | 1936    | 1946    | 1954    | 1962    | 1975    | 1982    | 1990    | 1999    | 2009    | 2018    |
| ------- | ------- | ------- | ------- | ------- | ------- | ------- | ------- | ------- | ------- | ------- |
| 166.767 | 193.119 | 175.515 | 200.921 | 228.971 | 253.384 | 248.712 | 252.338 | 264.115 | 271.708 | 284.677 |

### Religionen

#### Christentum
Seit der Reformation bildete in Straßburg, das sich als Reichsstadt ihr früh (1524) anschloss und unter französischer Herrschaft teilweise rekatholisiert wurde, der Gegensatz zwischen Protestanten und Katholiken eine wichtige Komponente der Stadtgeschichte.
Die erste lutherische Predigt wurde 1521 durch Matthäus Zell gehalten. Die Stadt wurde 1524 formell lutherisch. Gleichzeitig entwickelte sich Straßburg mit Reformatoren wie Martin Bucer, Kaspar Hedio und Wolfgang Capito auch zum reformierten Reformationszentrum. Die Stadt nahm Hugenotten auf und unterzeichnete die reformierte Confessio Tetrapolitana. Zudem wurden viele Täufer und Anhänger der radikalen Reformation wie Hans Denck, Kaspar Schwenckfeld und Melchior Hoffmann empfangen. Die Vielfalt des straßburgischen Protestantismus begünstigte die Einwanderung Evangelischer mit diversen Ansichten und bot Raum für theologische Diskussionen. Der protestantische Pluralismus sollte mehr oder weniger Dekaden andauern.
Schließlich gewann in den 1580er Jahren die lutherische Orthodoxie durch das Wirken Johannes Pappus die Oberhand. Dies führte zur Etablierung des orthodoxen Luthertums und zum Verbot aller anderen Konfessionen.
Seit dem 19. Jahrhundert ist die Mehrheit der Stadtbewohner katholisch, was sich durch Zuwanderung aus dem Umland, dem übrigen Frankreich und Südeuropa noch verstärkte; die protestantischen Gemeinden verfügen aber über eine große Zahl an Kirchenbauten aus der Zeit des Deutschen Kaiserreiches. Straßburg ist Sitz des Erzbistums Straßburg.
Zu den katholischen Kirchen der Stadt zählen das Straßburger Münster (Cathédrale Notre-Dame), Kirche zu Jung-St. Peter, die Johanniskirche (Saint-Jean), die Magdalenenkirche (Sainte-Madeleine), die Moritzkirche (Saint-Maurice), die Ludwigskirche (Saint-Louis), die Stephanskapelle (Chapelle Saint-Étienne) und die Josefskirche. Zu den protestantischen zählen Saint-Pierre-le-Jeune protestant, der Temple Neuf, die Thomaskirche (Saint-Thomas), die Paulskirche (Saint-Paul), die Nikolaikirche (Saint-Nicolas), die Wilhelmskirche (Saint-Guillaume) und die Aureliakirche (Sainte-Aurélie). Die Kirche Saint-Pierre-le-Vieux ist seit 1683 zwischen den Konfessionen geteilt (Simultankirche), erst seit 2012 existiert eine Verbindungstür zwischen Chor und Langhaus.
Außerdem bestehen in der Stadt Kirchengebäude der serbisch-, russisch- (Allerheiligenkirche), bulgarisch-, rumänisch- und griechisch-orthodoxen Kirchen.
Der Vielfalt der Kirchen, Klöster, Kongregationen und Synagogen wegen hatte Straßburg einst den Spitznamen ville aux mille églises („Stadt der tausend Kirchen“).

#### Judentum
Die Stadt beheimatete ehemals eine große jüdische Gemeinde. 1349 kam es zum Judenpogrom in Straßburg, bei dem etwa 2000 Juden getötet wurden. Von 1389 bis 1789 war Juden das Betreten der Stadt verboten, weswegen sie sich in den Umlandgemeinden ansiedelten. Im 19. Jahrhundert blühte die jüdische Gemeinde erneut auf. Die Mitglieder der jüdischen Gemeinde wurden während der Besatzung durch Nazi-Deutschland 1940 bis 1944 mehrheitlich deportiert und ermordet, seither wuchs die Gemeinde aber wieder auf etwa 20.000 Mitglieder, vor allem durch die Ankunft sephardischer Juden aus Nordafrika in den 1960er Jahren. Die jüdische Gemeinde verfügt über die repräsentative Synagogue de la Paix und sieben weitere Synagogen, zwei Gebetsräume, ein Krankenhaus, ein Altenheim, ein Eruv, drei Jeschiwot und mehrere Schulen.

#### Islam
Die muslimische Gemeinde besteht vor allem aus Einwanderern aus muslimischen Staaten wie Algerien, Marokko, Tunesien und der Türkei. Den Gläubigen stehen mehr als dreißig Moscheen und Gebetsräume zur Verfügung. Im Sommer 2012 wurde im Stadtteil Heyritz im Beisein zahlreicher hochrangiger Persönlichkeiten die zweitgrößte Moschee in Frankreich eröffnet. Weiterhin bestehen die Mosquée de la Gare in der Nähe des Bahnhofs, die Mosquée Al-Fateh im Quartier de l’Esplanade sowie Moscheen in den Vierteln Meinau (2), Hautepierre (2), Neudorf, Robertsau und Koenigshoffen sowie mehrere Gebetsräume. Außerdem besteht in Straßburg seit Februar 2012 der erste muslimische Friedhof Frankreichs mit bis zu 1000 Gräbern. Seit Januar 2013 bildet eine private Islamische Fakultät in Straßburg Imame aus.

## Politik

### Hoheitszeichen
Die Stadt Straßburg führt ein großes und ein kleines Wappen sowie eine Flagge.

Großes Wappen
Kleines Wappen
Flagge

### Partnerstädte
Straßburg hat mit fünf Städten Städtepartnerschaften geschlossen. Mit drei weiteren Städten gibt es eine enge Zusammenarbeit vor allem auf kulturellem Gebiet.
Städtepartnerschaften:
- Boston, Vereinigte Staaten (1960)
- Leicester, Vereinigtes Königreich (1960)
- Stuttgart, Deutschland (1962)
- Dresden, Deutschland (1990)
- Ramat Gan, Israel (1991)

Zusammenarbeit:
- Jacmel, Haiti (1996)
- Weliki Nowgorod, Russland (1997)
- Fès, Marokko (2001)

Hirsebreifahrt:
Zum Beweis, der Stadt Straßburg im Bedarfsfalle jederzeit zu Hilfe eilen zu können, löste die Stadt Zürich 1456 die Wette ein, einen Topf Hirsebrei auf dem Wasserweg so schnell von Zürich nach Straßburg zu befördern, dass die Hirse in Straßburg immer noch heiß sei. Noch heute wird dieser sogenannten Hirsebreifahrt alle zehn Jahre gedacht.
Sonstige Patenschaften:
Straßburg unterhält eine Patenschaft zur 1. Kompanie des im Elsass stationierten Jägerbataillons 291 der deutschen Bundeswehr.

### Europäische und internationale Institutionen in Straßburg

#### Überblick
Folgende europäische Institutionen haben in der Stadt ihren Sitz:
| - Europäisches Parlament - Europarat - Europäischer Bürgerbeauftragter - Europäischer Gerichtshof für Menschenrechte - Europäisches Direktorat für die Qualität von Arzneimitteln - Eurimages - Europäische Wissenschaftsstiftung | - Arte, deutsch-französischer Fernsehsender - Versammlung der Regionen Europas (VRE) - Zentralkommission für die Rheinschifffahrt - Internationales Institut der Menschenrechte (IIDH) - Human Frontier Science Program (HFSP) - Internationale Kommission für das Zivilstandswesen (CIEC) - Zentrum für europäische Studien (CEE) |

#### Garnison
Straßburg ist Garnisonsstadt der folgenden Einheiten:
- Eurokorps (Korpsstab)
  - Fernmeldekompanie Eurokorps

In der zu Straßburg zählenden Gemeinde Illkirch-Graffenstaden sind außerdem stationiert:
- 2e brigade blindée (Brigadestab)
  - 2e compagnie de commandement et de transmissions
- Jägerbataillon 291 (Bundeswehr)

## Wirtschaft und Infrastruktur

Arte

Straßburg ist der Sitz der Chambre de commerce et d’industrie de Strasbourg et du Bas-Rhin, also der Industrie- und Handelskammer von Straßburg und dem Departement Bas-Rhin (Unterelsass).

### Medien
Neben französischsprachigen werden in Straßburg mehrere deutsch- sowie zweisprachige Publikationen, Radio- und Fernsehprogramme produziert. So ist Straßburg Produktionsstandort des deutsch-französischen Fernsehsenders Arte. Die größte Zeitung der Stadt ist das Tagblatt Dernières Nouvelles d’Alsace. Neben deren französischsprachiger gab es bis März 2012 mit den Elsässischen Neuesten Nachrichten auch eine deutschsprachige Ausgabe, die separat abonniert werden konnte. Zu den in Straßburg weiterhin erscheinenden deutschsprachigen Nachrichtenpublikationen gehört unter anderem die Zeitschrift Land un Sproch. Der französische Regionalsender France 3 Grand Est sendet fünfmal die Woche die Sendung Rund Um, mit lokalen Nachrichten im Elsässer Dialekt mit französischen Untertiteln.

### Verkehr

#### Schienenverkehr

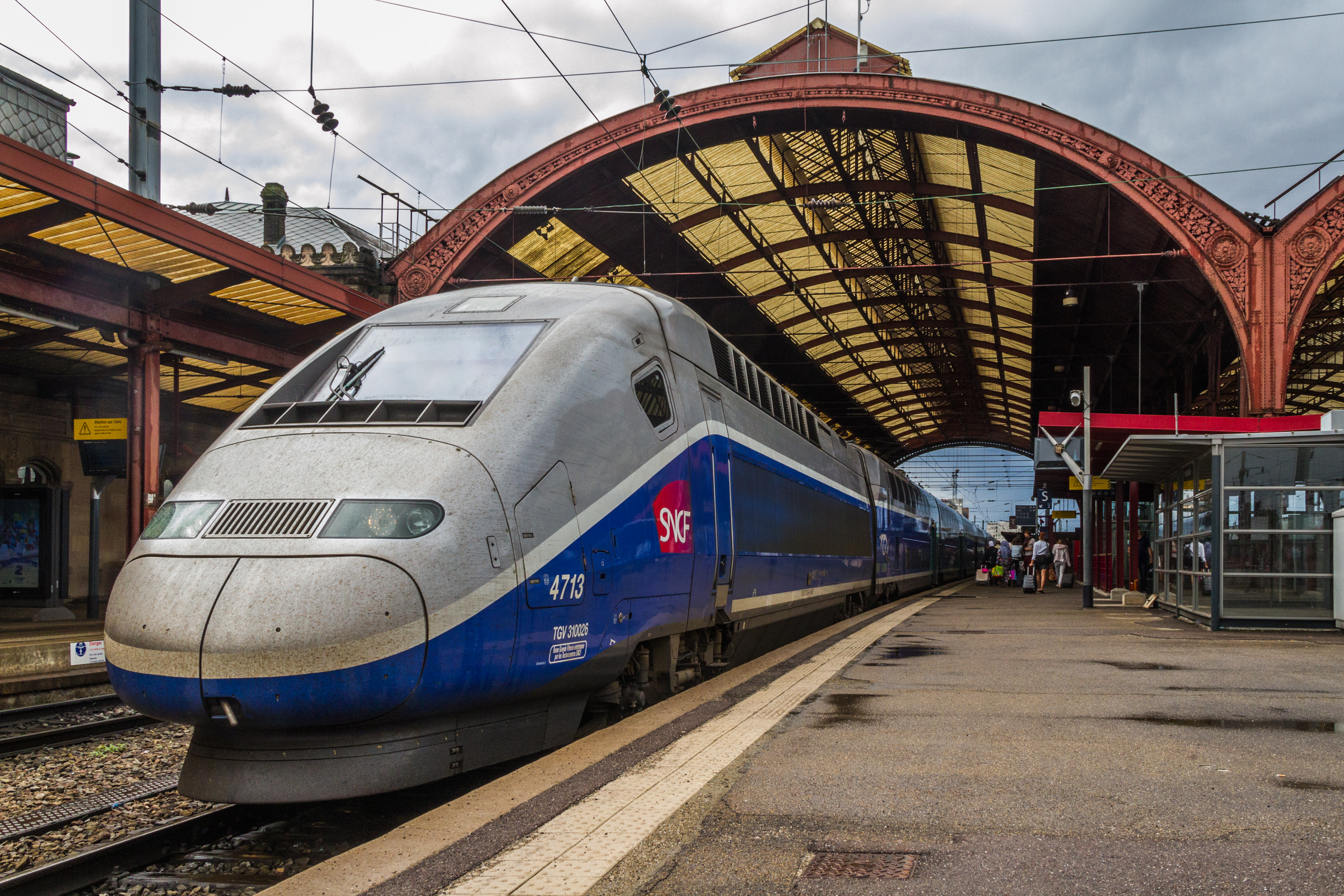
TGV im Bahnhof Straßburg

Der Bahnhof Straßburg ist ein wichtiger Knotenpunkt der französischen Staatsbahn SNCF, der auch von deutschen Eisenbahnverkehrsunternehmen wie der Deutschen Bahn und der Ortenau-S-Bahn angefahren wird. Die meisten Nah- und Fernverkehrsverbindungen mit Deutschland werden über die Europabahn nach Appenweier hergestellt. Straßburg ist auch Mittelpunkt des elsässischen Réseau-Express-Métropolitain-Européen-Systems, das bis zu 200 km/h schnelle Nahverkehrszüge vorsieht und sich bis in die Nachbarländer Deutschland und Schweiz erstreckt. Die sogenannten TER 200 verkehren nur auf der Strecke Nancy–Straßburg–Basel SNCF. Der Hochgeschwindigkeitszug TGV aus Paris verkehrt seit Sommer 2007 direkt über die LGV Est européenne genannte neue Schnellfahrstrecke nach Straßburg und über Karlsruhe nach Stuttgart. Weitere internationale TGV zwischen Frankreich, Luxemburg und der Schweiz (über Basel nach Zürich) verkehren unter der Marke TGV LYRIA und werden durch Lyria, eine Tochtergesellschaft der SNCF und der SBB, betrieben und vermarktet. Eine TGV-Verbindung zum Mittelmeer nach Marseille über Lyon besteht seit 2012 ebenfalls direkt und bedient außer Strasbourg auch die deutschen Städte Baden-Baden, Karlsruhe, Mannheim und Frankfurt am Main.
Zwischen dem Straßburger Hauptbahnhof und dem Bahnhof der Stadt Kehl auf der deutschen Rheinseite liegt auf Straßburger Gemarkung noch der Haltepunkt Krimmeri-Meinau, der von Nahverkehrszügen der Ortenau-S-Bahn bedient wird.

#### Straßenverkehr
Straßburg ist Ausgangspunkt der Schnellstraße RN4 Richtung Paris via Nancy und der französischen Autoroute A 4 Richtung Metz und Paris. Die RN4 führt ostwärts bis zur Europabrücke und geht dort in die B 28 in Richtung Kehl über. Aufgrund des starken Durchgangsverkehrs über die Europabrücke existiert eine Südumfahrung von Straßburg, die zur deutschen A 5 und nach Offenburg führt. Auf französischer Seite ist sie als N353 überwiegend autobahnähnlich ausgebaut, in Deutschland wird sie allerdings nur durch eine Landstraße mit Kreisverkehren (jedoch ohne Ortsdurchfahrten) fortgesetzt. Außerdem führt an Straßburg die Nord-Süd-verlaufende Autoroute A 35 vorbei, die Lauterbourg an der deutschen Grenze mit Colmar, Mülhausen und Basel verbindet.

#### ÖPNV

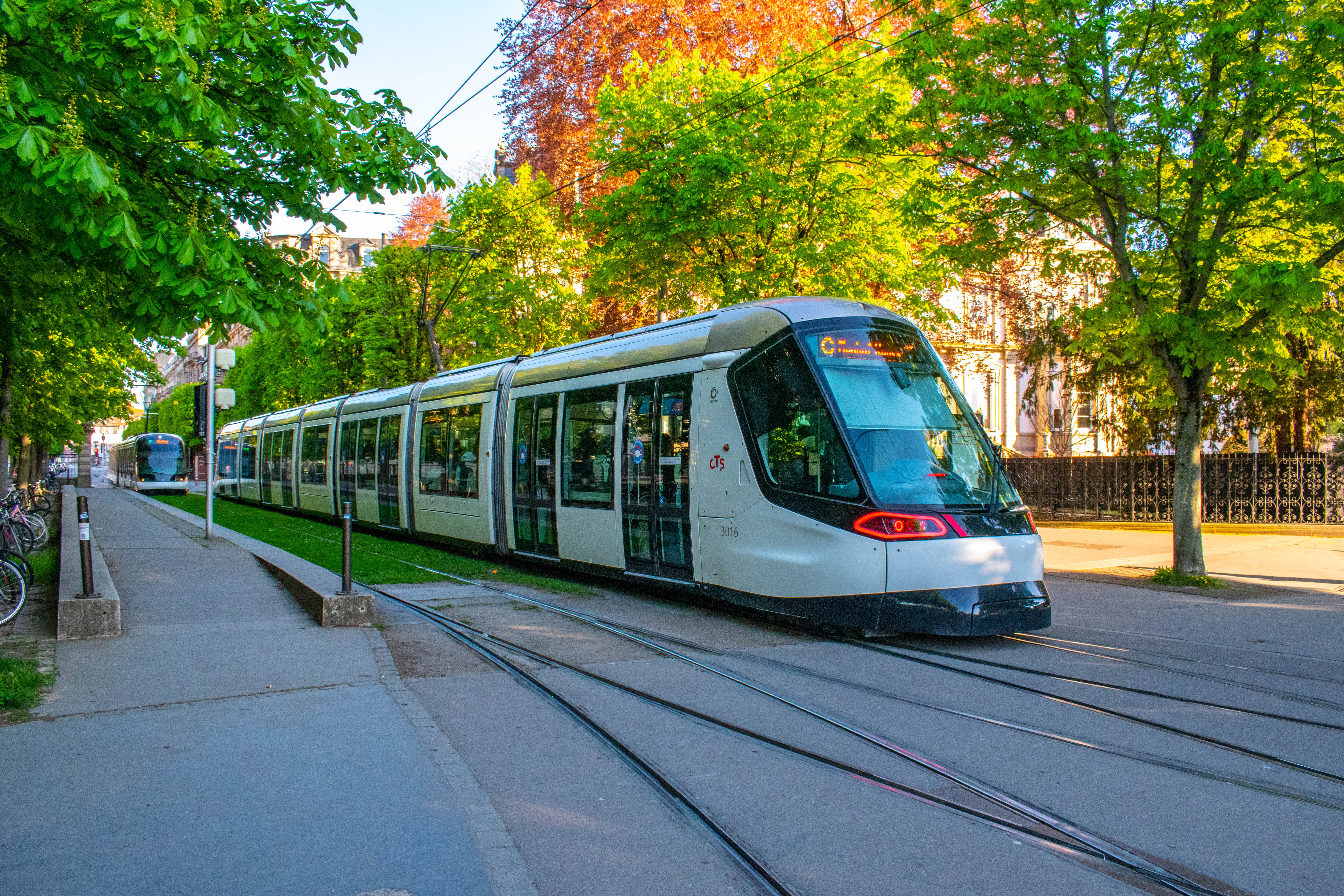
Straßburger Straßenbahn

Die Straßenbahn Straßburg (kurz le Tram), die von der Compagnie des transports strasbourgeois (CTS) betrieben wird, besteht aus sechs Linien (A bis F), die neben den zahlreichen Buslinien den Kern des öffentlichen Nahverkehrs ausmachen. Eine Besonderheit dieses erst in den 1990er Jahren entstandenen Netzes sind die damals futuristisch anmutenden Straßenbahnwagen mit Niederflurtechnik, die durch ihre stromlinienförmige Karosserie etwas an einen Hochgeschwindigkeitszug erinnern und zu einer Touristenattraktion wurden.
Im Jahr 2007 wurden mehrere neue Strecken durch Neudorf und Neuhof in Betrieb genommen sowie eine Verlängerung der Linie E von Wacken nach Robertsau durch das Europaviertel eröffnet, 2008 ist die Verlängerung der Linie B nach Lingolsheim fertiggestellt worden, 2010 kam die neue Linie F hinzu.
Eine Verlängerung der Linie D über die Staatsgrenze in die deutsche Stadt Kehl wurde am 29. April 2017 eröffnet. Hierfür wurde unmittelbar nördlich der Europabrücke eine neue Rheinbrücke errichtet.
Unter 18-Jährige können seit September 2021 kostenfrei den öffentlichen Nahverkehr in Straßburg nutzen. Für dieses kostenlose Abonnement haben sich mittlerweile 46.000 Minderjährige registriert. Das Angebot gilt auch für Jugendliche, die in Kehl wohnen.

#### Fahrrad
Das Radwege-Netz der elsässischen Metropole wurde in den ersten Jahren des 21. Jahrhunderts stark ausgebaut. Die 2004 eingeweihte Brücke der zwei Ufer und die 2017 eingeweihte Straßenbahnbrücke über den Rhein sind die jüngsten von Radfahrern nutzbaren Rheinquerungen auf dem Gebiet der Stadt.
In Straßburg kreuzt der ca. 1.230 km lange Radfernweg (Rheinradweg (EV15)), der durch vier Staaten vom Quellgebiet des Rheins in den Schweizer Alpen am Oberalppass bis zu seiner Mündung bei Rotterdam führt, den Radfernweg EV5 (Via Romea Francigena), der London via Rom mit Brindisi verbindet.
Von West nach Ost führt der Itinéraire cyclable européen (Europäischer Radwanderweg) Molsheim–Strasbourg–Kehl–Offenburg durch Straßburg.
Außerdem führt seit 2012 ein 85 km deutsch-französischer Radweg, die Piste des Forts oder Radweg zu den Forts entlang des Festungsgürtels, der nach 1871 um Straßburg ausgebaut wurde. Nach und nach geht er unter anderem auf den westlichen Anhöhen an Forts wie z. B. Fort Roon (heute Fort Desaix) und Fort Podbielski (heute  Fort Ducrot) in Mundolsheim, Fort Moltke (heute Fort Rapp) in Reichstett, Fort Bismarck (heute Fort Kléber) in Wolfisheim, Fort Kronprinz (heute Fort Foch) in Niederhausbergen, Fort Großherzog von Baden (heute Fort Frère) in Oberhausbergen und Fort Kronprinz von Sachsen (heute Fort Joffre) in Holtzheim vorbei.
Die Stadt zählt zu den radfahrerfreundlichsten Kommunen Frankreichs. An mehreren innerstädtischen Stationen können kommunale Fahrräder gemietet werden. Zusätzlich bietet die Stadt auch einen Fahrradverleih vor dem EU-Parlament während der monatlichen Plenarsitzungen an.

#### Schifffahrt

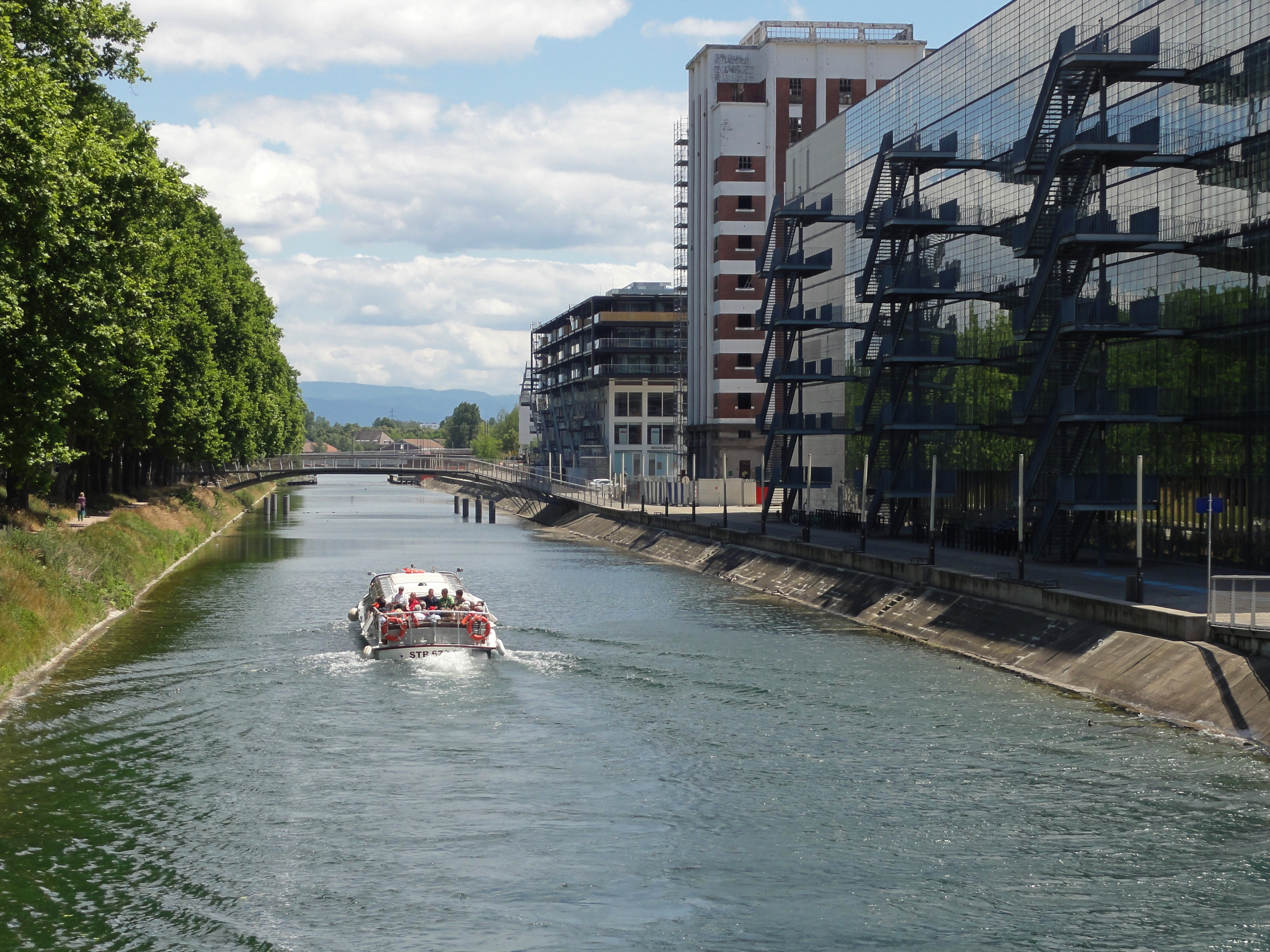
Rhein-Rhône-Kanal in Straßburg

Straßburg liegt an der Ill und am Rhein und ist angebunden an die Kanäle Canal de la Marne au Rhin und Rhein-Rhône-Kanal. Es findet sowohl Güterumschlag wie auch der Besuch diverser Kreuzfahrt- und Ausflugsschiffe statt. Die Ausflugsboote in Straßburg (Bateau-omnibus) befördern jährlich ca. 650.000 Besucher.

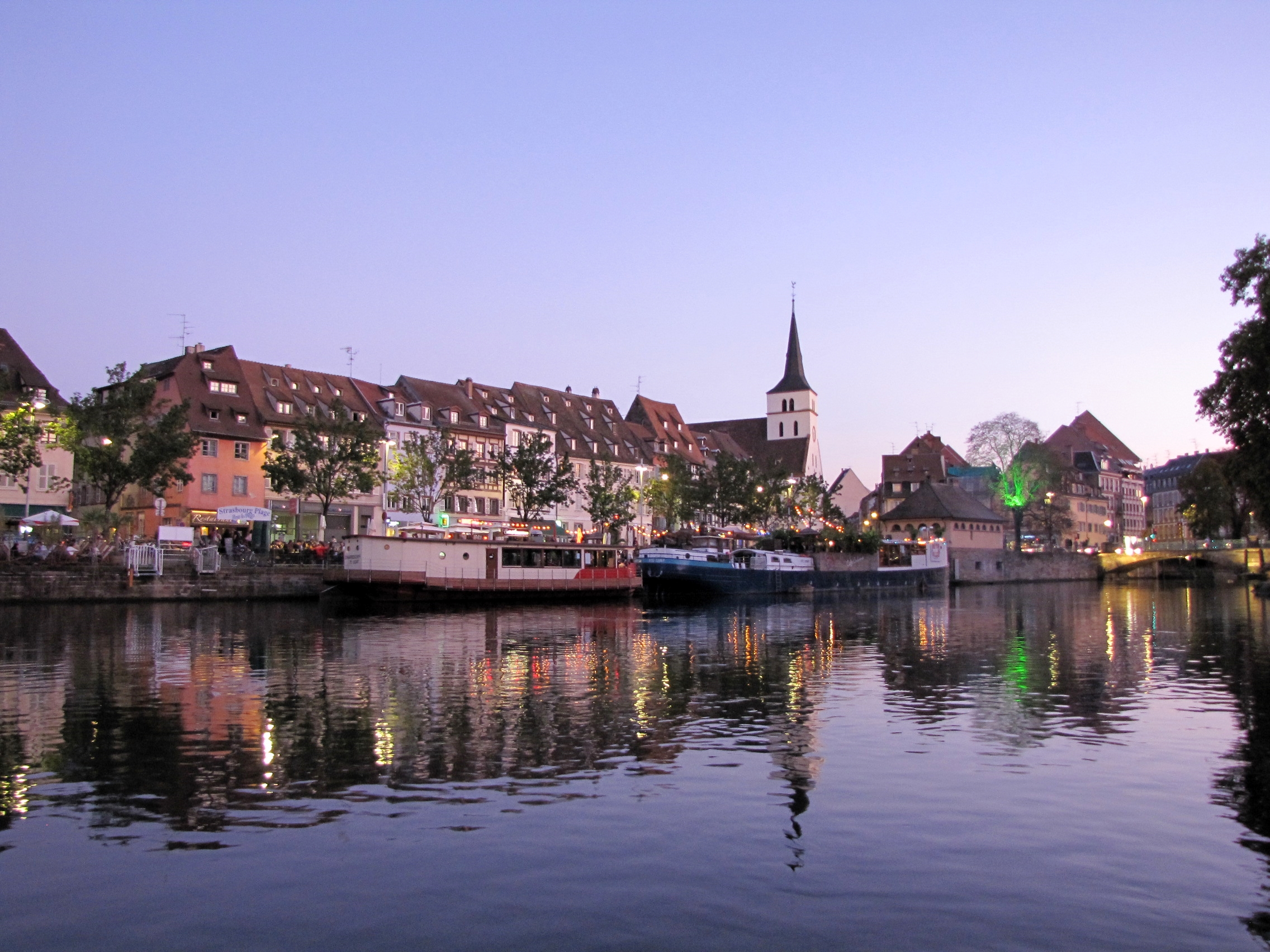
Der Ill-Kanal schließt die Altstadt Straßburgs kreisförmig ein.

Der Hafen Port Autonome de Strasbourg ist der zweitgrößte Binnenhafen Frankreichs (nach Paris) und der drittgrößte Rheinhafen (nach Duisburg und Köln). An Gütern wurde 2006 8,5 Mio. Tonnen auf dem Binnenschifffahrtsweg und ca. 1,9 Mio. Tonnen auf dem Schienenweg umgeschlagen. Hauptsächlich Nahrungsmittel, Erdölprodukte, Kies, Erze. Zunehmend auch der Containerverkehr. Es bestehen regelmäßige Liniendienste nach Le Havre und Flandern.

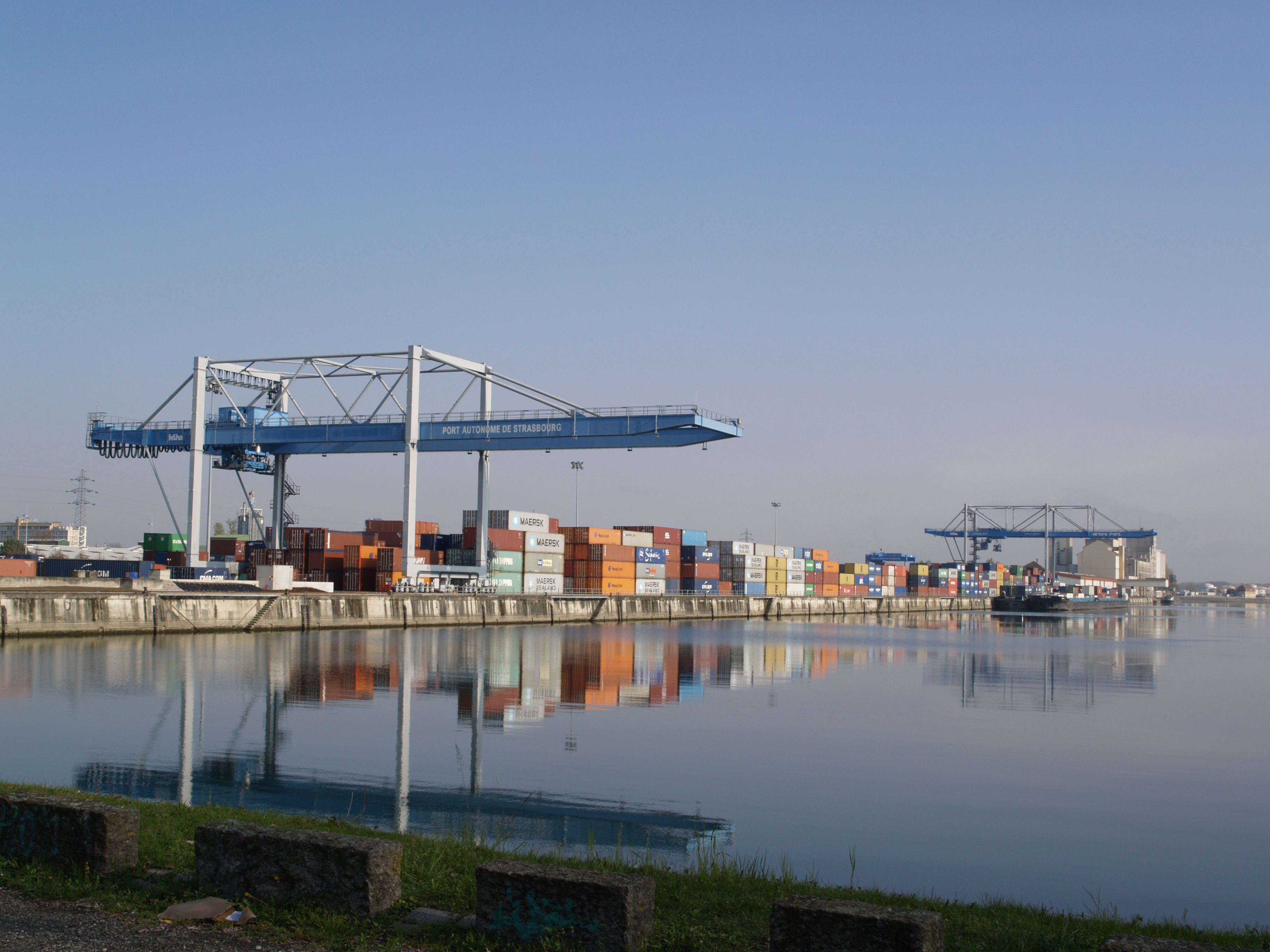
Port Autonome de Strasbourg 2014

Der Hafen ist gleichermaßen ein Industrie- und Logistikzentrum, das sich mit mehreren Standorten von Lauterbourg bis nach Marckolsheim erstreckt. Die größte Einrichtung ist das eigentliche Straßburger Hafengelände mit insgesamt 1000 Hektar. 354 Unternehmen mit insgesamt 13.000 Mitarbeitern sind im Hafenareal angesiedelt; hierbei handelt es sich um Unternehmen aus der Industrie, Logistik und anderen Dienstleistungen.
Im südlichen Bereich des Hafengeländes betreibt der Port Autonome einen Containerterminal mit zwei Multimodal-Portalkranen. Die Hochseecontainer werden auf Rheinschiffen, per Zug oder per Lkw angeliefert und weiterverschickt. Zehn Rheinschifffahrts-Linien befahren mehrmals wöchentlich die Strecken Straßburg–Rotterdam, Straßburg–Antwerpen und Straßburg–Zeebrügge.

#### Luftfahrt
Der internationale Flughafen von Straßburg liegt in Entzheim, etwa 10 Kilometer südwestlich von Straßburg. Des Weiteren befindet sich auf Stadtgebiet der Verkehrslandeplatz Straßburg Neuhof im gleichnamigen Stadtteil, etwa 3 Kilometer südlich des Zentrums.

### Bildung

#### Universitäten und Hochschulen

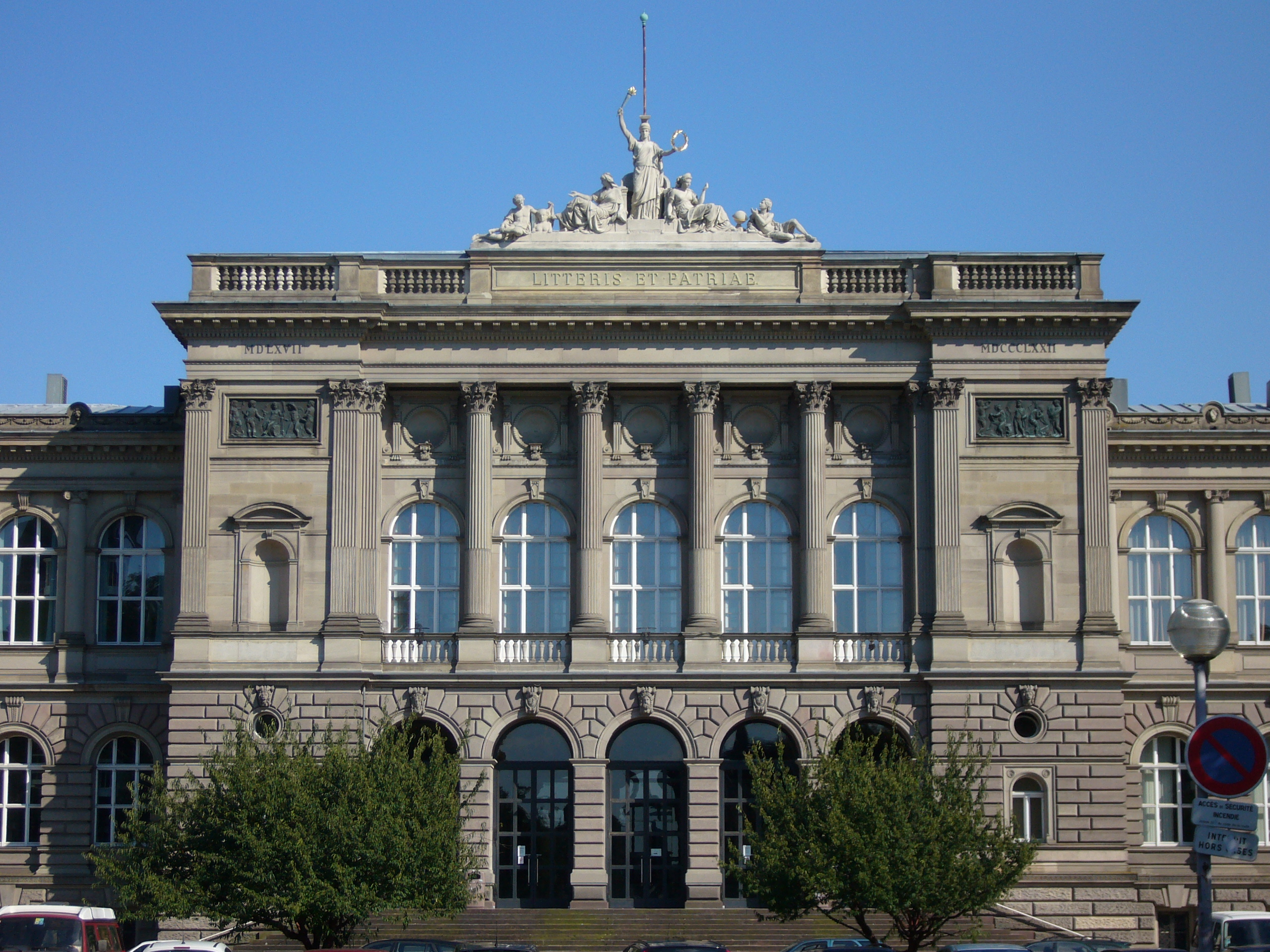
Das Hauptgebäude der Universität aus der Zeit des Reichslandes – „Palais U(niversitaire)“

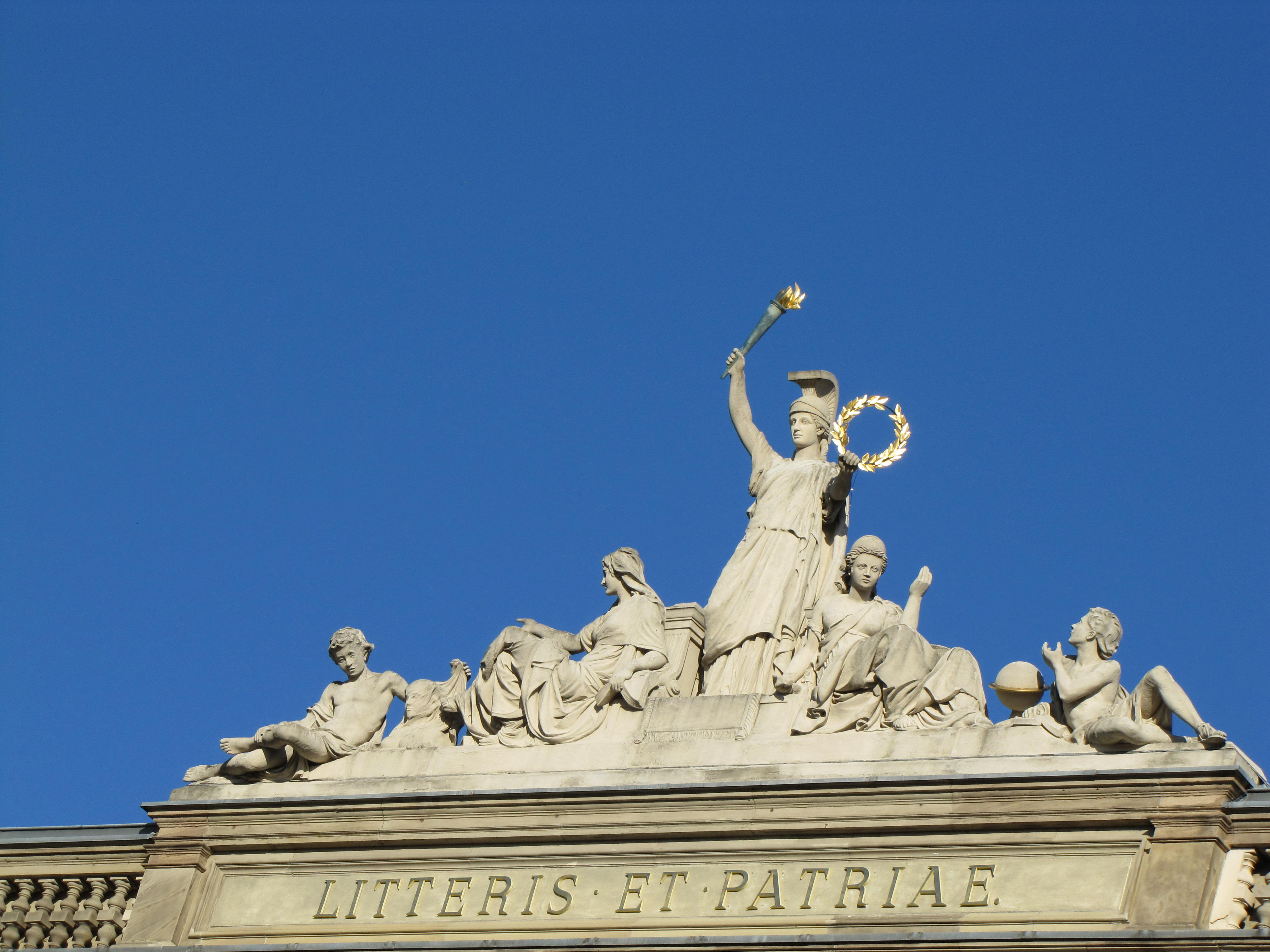
Figurengruppe (Allegorie zum Motto „Wissenschaft und Vaterland“) am Hauptgebäude der Université de Strasbourg

Johannes Sturm gründete 1538 das protestantische Gymnasium, das 1556 in den Rang einer Akademie erhoben und nach und nach in eine Universität (1621) und in eine königliche Universität (1631) verwandelt wurde. Ab dem Anschluss Straßburgs an Frankreich und besonders im Zuge der Französischen Revolution wird die Universität mehr und mehr zu einer französischen Universität und zu einem französischen Pol in der Stadt. Nach dem Krieg von 1870 und dem Verlust des Elsass für Frankreich sowie der Abwanderung des frankophilen Teils der Elite wurde sie als Kaiser-Wilhelm-Universität neu gegründet. Ab 1918, nach dem Wiederanschluss des Elsass an Frankreich, mussten nach 1871 angesiedelte Deutsche das Elsass verlassen, die Unterrichtssprache wurde gänzlich auf Französisch umgestellt. Während des Zweiten Weltkriegs, als das Elsass de facto vom Deutschen Reich annektiert wurde, verließ der französischsprachige Teil erneut die Universität Straßburg, um sich in Clermont-Ferrand niederzulassen. Während dieser Zeit führte die deutschsprachige Reichsuniversität Straßburg Forschung und Lehre fort. Nach 1945 kehrte der französischsprachige Teil nach Straßburg zurück.
Die Universität Straßburg ist in der Europäischen Konföderation der Oberrheinischen Universitäten mit dem Karlsruher Institut für Technologie und den Universitäten Basel, Mülhausen und der Albert-Ludwigs-Universität Freiburg verbunden. Sie verfügt der kirchenrechtlichen Sonderstellung des Elsass wegen als einzige in Frankreich über zwei staatlich finanzierte theologische Fakultäten (katholisch und protestantisch).
In den 1970er Jahren wurde die Universität Straßburg auf drei verschiedene Einrichtungen aufgeteilt:
- Université Louis Pasteur (Strasbourg I) (Naturwissenschaften, Wirtschaftswissenschaften)
- Université Marc Bloch (Strasbourg II) (Geisteswissenschaften)
- Université Robert Schuman (Strasbourg III) (Politikwissenschaft, Jura)

Seit dem 1. Januar 2009 ist die Universität erneut zu einer Einheit verschmolzen. Die neugegründete „Université unique de Strasbourg“ (Unistra) zählt 54 853 Studenten und beschäftigt 5.100 Personen.
Straßburg ist ferner Sitz der französischen Verwaltungshochschule ENA (École nationale d’administration), der INSA (Institut national des sciences appliquées de Strasbourg), der  EM Strasbourg Business School,  der École pour l’informatique et les techniques avancées, des INET (Institut national des études territoriales) und der ENGEES (École nationale du génie de l’eau et de l’environnement de Strasbourg). Seit 1922 gibt es die Architekturschule École nationale supérieure d’architecture de Strasbourg (ENSAS).
Die Straßburger Hochschule der dekorativen Künste, das Musikkonservatorium der Stadt sowie die Kunsthochschule in Mülhausen Le Quai wurden 2011 in der gemeinsamen Haute école des arts du Rhin zusammengefasst. Die Hochschule für Schauspielkunst ist Sparte des Straßburger Nationaltheaters.

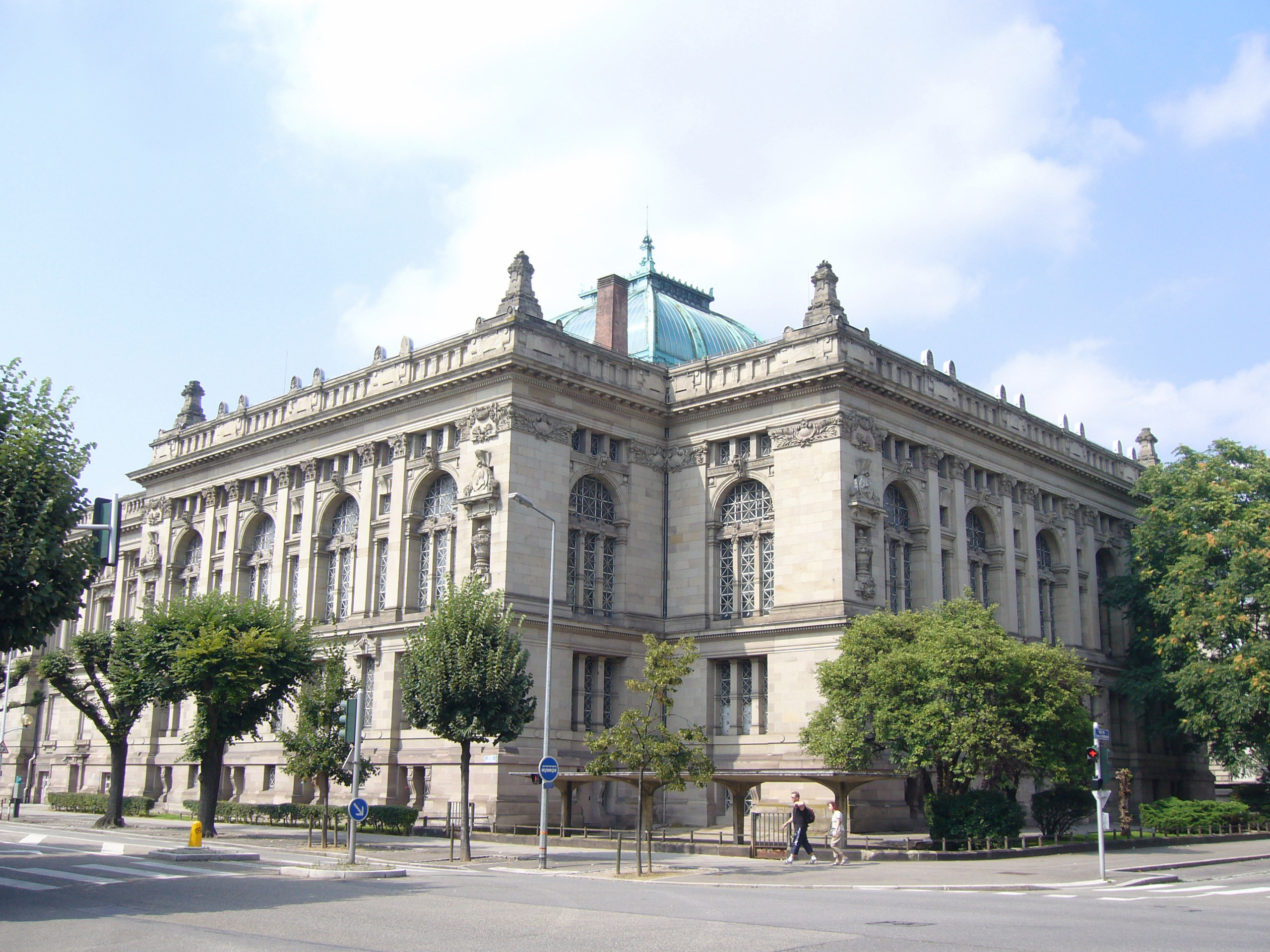
Straßburger Nationalbibliothek Bibliothèque nationale et universitaire

Mit dem Centre universitaire d’enseignement du journalisme (CUEJ) verfügt Straßburg über eine Journalistenschule, die mit der Albert-Ludwigs-Universität Freiburg kooperiert und unter anderem ein deutsch-französisches Doppelstudium anbietet.

#### Schulen
Neben den üblichen französischen Schulen gibt es seit 2021 ein Lycée franco-allemand (Deutsch-Französisches Gymnasium). Es ist Teil des Collège Vauban und bietet eine zweisprachige Ausbildung bis zum Baccalauréat/Abitur, anerkannt in Frankreich und Deutschland.

#### Bibliotheken
- Bibliothèque nationale et universitaire de Strasbourg (BNU): Die „Bibliothèque nationale et universitaire de Strasbourg“, mit über 3 Millionen Dokumenten zweitgrößte Sammlung des Landes nach der Bibliothèque nationale de France, wurde nach 1871 auf private Initiative von deutscher Seite als Ersatz für die in den Kampfhandlungen des Deutsch-Französischen Krieges vernichtete Vorgängerbibliothek, unter Ersatz der vernichteten deutschsprachigen Bestände, zunächst in der ehemaligen Dominikanerkirche, später in einem gegen Ende des Jahrhunderts von der staatlichen Verwaltung eigens errichteten Gebäude eingerichtet. Das Gebäude wurde bis 2014 mehrere Jahre saniert und modernisiert. Die Bibliothek besitzt den einzigartigen Status, zugleich Staats- und Universitätsbibliothek zu sein. Sie ist außerdem dépôt légal (Pflichtexemplar-Bibliothek) für alle Publikationen im Elsass.[87]

- Bibliothèque municipale de Strasbourg (BMS): Die Stadtbibliothek 'Bibliothèque municipale de Strasbourg' verwaltet ein Netz von einem Dutzend Einrichtungen verschiedener Größe. Am 19. September 2008 wurde am ehemaligen Binnenhafen Môle Seegmuller die sechsstöckige Zentralbibliothek Médiathèque André Malraux eingeweiht, die als größte öffentliche Bibliothek in Ostfrankreich gilt.[88]

 Wiegendrucke 
Als eines der ersten Buchdruckzentren Europas zählte Straßburg jahrhundertelang eine große Sammlung von Wiegendrucken zu seinen wertvollsten Schätzen, jedoch wurde der überwiegende Teil dieser Drucke durch die Vernichtung der Stadtbibliothek im Jahre 1871 zerstört. In den darauffolgenden Jahrzehnten wurde eine neue Sammlung zusammengestellt. Heute hat die elsässische Metropole erneut eine beachtliche Anzahl von Inkunabeln, die sich auf folgende Bibliotheken verteilen: Bibliothèque nationale et universitaire: ca. 2120, Médiathèque de la ville et de la communauté urbaine de Strasbourg: 349 Bibliothèque du Grand Séminaire: 238, Médiathèque protestante: 95 und Bibliothèque Alsatique du Crédit Mutuel: 6.

## Kultur und Sehenswürdigkeiten

### Städtische Bauwerke, Denkmale, Plätze und Parkanlagen

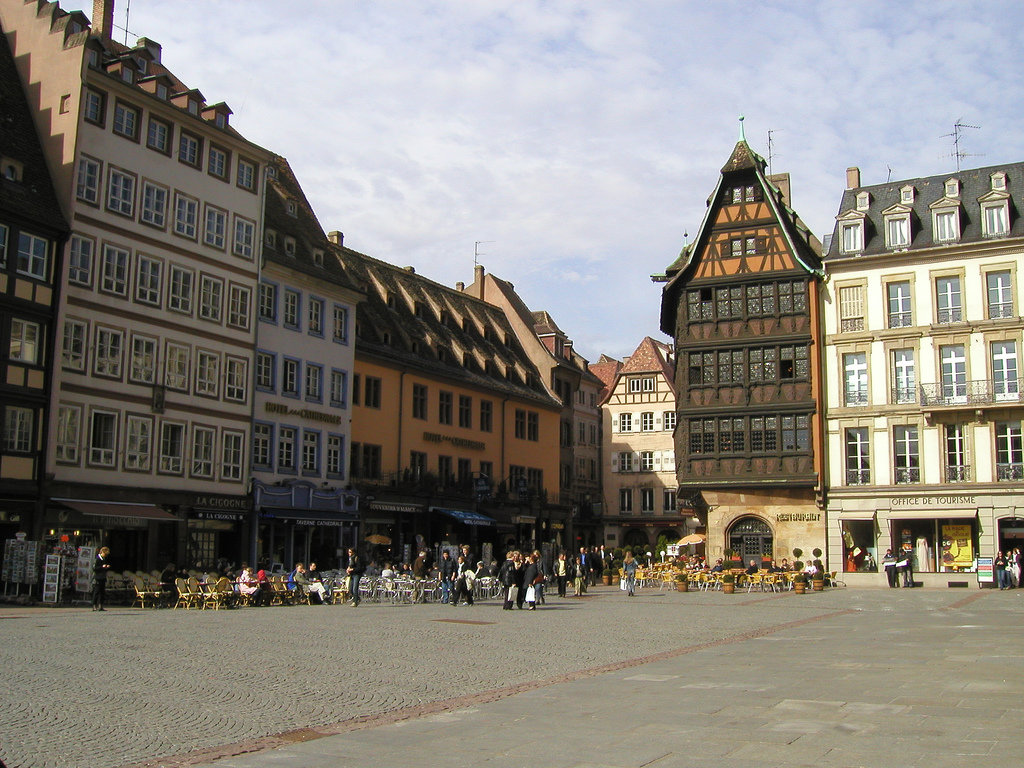
Münsterplatz (Place de la Cathédrale)

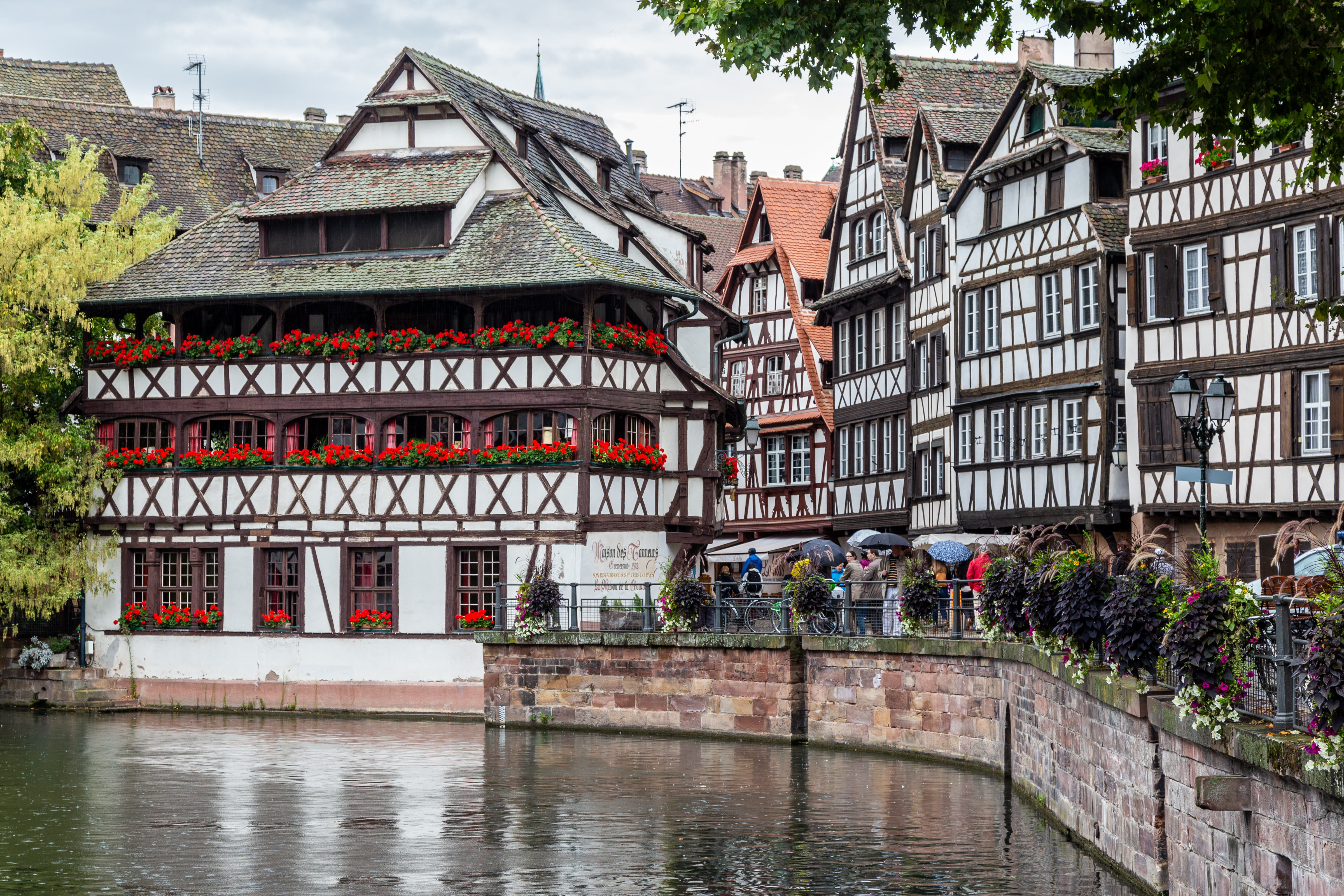
La petite France: Gerwerstub (Maison des Tanneurs)

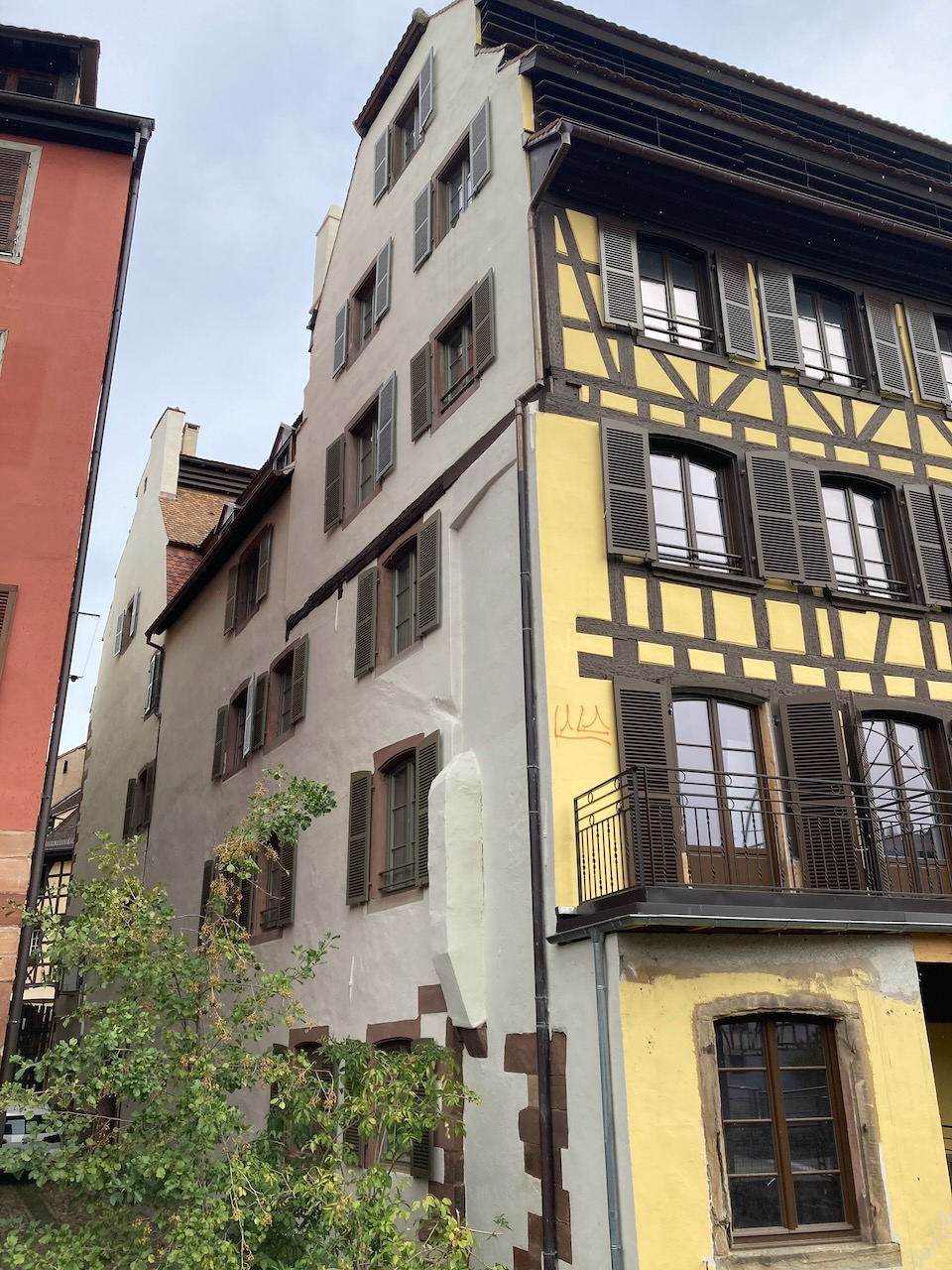
Ehemalige hugenottische Rotgerberei Bury, Rue des Dentelles 12 (Spitzengasse 12)

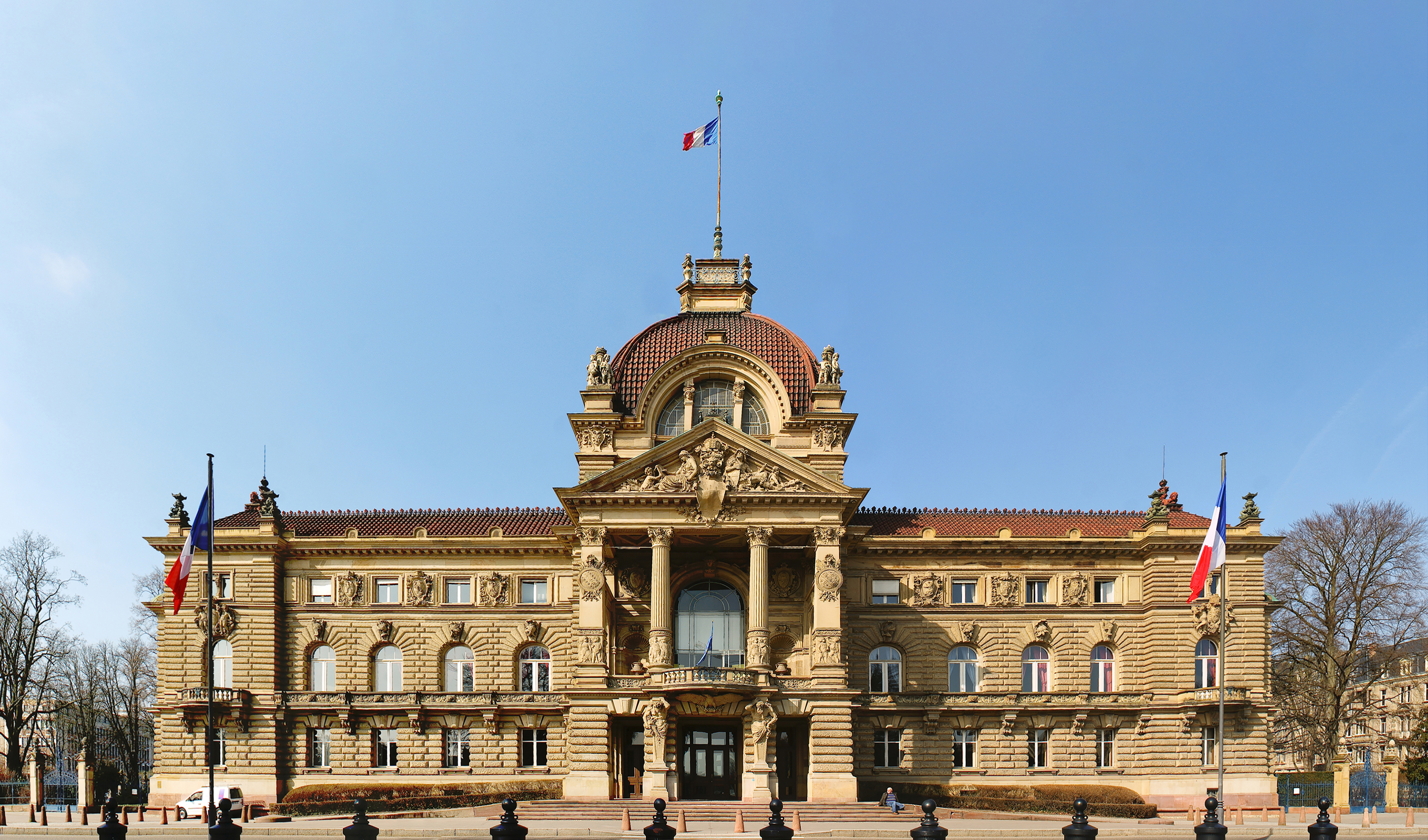
Palais du Rhin (ehemaliger Kaiserpalast), Sitz der Zentralkommission für die Rheinschifffahrt

Straßburgs gut erhaltene historische Altstadt Grande Île, welche 1988 zum Weltkulturerbe erklärt wurde, wird von der Ill, einem Nebenfluss des Rheins, umflossen. Die Cathédrale Notre-Dame (Straßburger Münster) ist das Wahrzeichen der Stadt, 1176–1439 erbaut im romanischen und gotischen Stil.
Dominiert von der Westfassade des Münsters, stehen am Münsterplatz (Place de la Cathédrale) zahlreiche, teilweise vier- bis fünfgeschossige Fachwerkhäuser im alemannisch-süddeutschen Stil. Charakteristisch sind die steilen Dächer mit bis zu vier Dachgeschossen. An der Nordseite des Münsterplatzes steht das bekannte, reich verzierte Haus Kammerzell.
Durch den Breuschkanal, den Vauban bauen ließ, um Steine aus den Vogesen für seine Befestigungen in die Stadt zu bringen, änderte sich der vorherrschende Baustil. Während vorher Fachwerkhäuser dominierten, wurden danach repräsentative Häuser aus dem roten Sandstein der Vogesen gebaut.
Gegenüber dem Südportal des Münsters liegt das Palais Rohan, die ehemalige Stadtresidenz der Straßburger Bischöfe, die im 18. Jahrhundert sämtlich aus der Familie Rohan stammten. Das Palais wurde 1727 von Robert de Cotte entworfen und am Ort 1731–1742 unter Leitung von Joseph Massol ausgeführt. Es folgt in Typus, Stil und Materialien der damaligen Pariser Architektur und unterscheidet sich deutlich von den älteren Straßburger Bauten. Bedeutend sind die Wohn- und Empfangsräume in den Formen des style Louis-quinze, des französischen Rokoko. Im Palais befinden sich heute Museen (siehe unten), die historischen Räume können besichtigt werden. Ungefähr zur gleichen Zeit entstand der Hanauer Hof, ein Stadtschloss, das im 19. und 20. Jahrhundert als Rathaus der Stadt umgenutzt wurde.
Am Broglieplatz (Place Broglie) stand das Haus des Bürgermeisters Friedrich von Dietrich, in dem am 29. April 1792 zum ersten Mal die Marseillaise gesungen wurde, eine Plakette erinnert daran. Etwas weiter, am Schöpflinstaden (Quai Schoepflin), steht das Denkmal Aquädukt von Tomi Ungerer, 1998 zur 2000-Jahr-Feier von Straßburg errichtet. Der bronzene Januskopf ist ein Sinnbild der elsässischen Geschichte zwischen Frankreich und Deutschland.

#### La Petite France (Klein-Frankreich)
Bei Touristen sehr beliebt ist das ehemalige Viertel der Gerber (Quartier des Tanneurs) im Stadtteil La Petite France am Ufer der Ill und mehrerer ihrer Kanäle mit seinen malerischen Fachwerkhäusern, kleinen Gassen und den typischen Dachgauben. Die ehemalige Nutzung der inzwischen zu Wohnungen umgebauten Gerbereien sind noch heute an ihren typischen Dachstühlen erkennbar, bspw. in der Rue des Dentelles 12 (Spitzengasse 12).
Auf einer Insel im Quartier des Tanneurs lag früher ein Militärkrankenhaus.

#### Neustadt
Denkmäler aus der Zeit des deutschen Kaiserreichs liegen vor allem in der Neustadt: der Bahnhof, die Kunsthochschule, die ehemalige Jungmädchenschule (heute Lycée international des Pontonniers), der ehemalige Kaiserpalast Palais du Rhin, der Justizpalast (Palais de Justice), die Hauptpost (Poste Centrale), das Sängerhaus (Palais des Fêtes) und die Universität mitsamt Bibliothek und Sternwarte. 2017 wurde die gesamte Neustadt in das bisher nur die Grande Île umfassende Weltkulturerbe aufgenommen. Der Stadtteil Fünfzehnerwörth (französisch Conseil des XV) wurde als Gartenstadt angelegt. Der botanische Garten wurde in seiner heutigen Form zwischen 1880 und 1884 im Rahmen der Einrichtung der kaiserlichen Universität von den deutschen Behörden in Auftrag gegeben, deren ehrgeiziges Ziel es war, nach Berlin ein zweites botanisches Zentrum im deutschen Reich zu errichten. Der Garten befindet sich an der Stelle der ehemaligen Stadtmauer und erstreckt sich über 3,5 ha. Er war früher mit wunderschönen Gewächshäusern aus Metall ausgestattet. Heute ist nur noch das runde Gewächshaus Serre de Bary vorhanden, das nach dem Professor Anton de Bary benannt ist, der den Garten geschaffen hat. Dieses 1993 unter Denkmalschutz gestellte Gewächshaus beherbergt tropische Pflanzen aus Asien und einen Teich mit 7 m Durchmesser, in dem schon seit jeher die Amazonas-Riesenseerose gezüchtet wird.
Weitere bekannte Bauwerke der Stadt befinden sich rund um den zentralen Kléberplatz. Die Synagogue de la Paix wurde 1958 anstelle der zerstörten alten Synagoge errichtet. Für die Konzeption des Parkplatzes und der Straßenbahnhaltestelle in Hoenheim-Nord erhielt Zaha Hadid den Mies-van-der-Rohe-Preis für Europäische Architektur 2003.

#### Parc de l’Orangerie (Orangeriepark)
Im Jahr 1692 legte der Maréchal d’Huxelles eine Promenade im Wald von Robertsau an und diese wurde durch André Le Nôtre in einen französischen Garten umgewandelt. 1793 wurden während der Französischen Revolution 38 Orangenbäume der Familie Hanau-Lichtenberg in Bouxwiller beschlagnahmt und der Stadt Straßburg übergeben, mit der Maßgabe, sie in der Öffentlichkeit auszustellen. Die Stadt baute dazu eine Orangerie am Ende der Allee zwischen 1804 und 1807. Um sich des Wohlwollens Napoleons I. zu versichern, benannte der Stadtrat das Gebäude nach der Kaiserin Joséphine de Beauharnais. 1835 wurde der Park um einen Englischen Landschaftsgarten erweitert. 1838 wurde der Park durch den Bau des Marne-Rhein-Kanals verkleinert. Nach der Annexion des Elsass 1871 wuchs die Neustadt bis zum Park. Er ist bis heute ein beliebter und vielbesuchter Park mit Ruderbooten auf dem See und einem Restaurant am Ufer. Das bekannte Gourmet-Restaurant Buerehiesel wurde 1895 erbaut zur großen Industrieausstellung. Es stand ursprünglich in Monsheim und wurde zerlegt und im Park wieder aufgebaut. Von 1880 bis 1954 stand am Eingang des Parks die Restauration zum Baeckehiesel. Das Stadtviertel Orangerie und das angrenzende Quinze (Fünfzehn) zählen zu den teuersten Vierteln Straßburgs, nicht nur wegen der schönen Umgebung, sondern auch wegen der Nähe der europäischen Institutionen. Viele Länder haben hier ihre Vertretungen.

#### Parc du Contades (Schießrain)
Der Parc du Contades ist der älteste Park Straßburgs, er geht zurück auf eine „Promenade vor dem Judentor“, die ab 1486 errichtet wurde als Schießplatz für Armbrustschützen und Arkebusiere, ab 1566 wurde ein größeres Schießhaus und ein Springbrunnen gebaut, er wurde ein beliebter Ausflugsort vor der Stadt. 1576 fand hier ein Schießwettbewerb vieler oberrheinischer Schützengesellschaften statt. Nachdem das Elsass 1681 französisch geworden war, gab Ludwig XIV. das Gelände an Adlige, nach 1750 baute Ursula von Lutzelbourg ein kleines Schloss. 1766 schließlich übernahm der Marschall de Contades, Militärgouverneur von Straßburg, das Gelände und öffnete es den Straßburgern, es wurde „Promenade du Contades“ genannt. In der Französischen Revolution wurde der Park stark zerstört und ab 1800 wieder aufgebaut. Am Ufer der Aar, ein Nebenfluss der Ill, wurde ein großer Garten angelegt, der Vergnügungsstätten erhielt, z. B. die Brasserie Lips, Springbrunnen, künstliche Grotten und Chalets sowie Spielplätze für Kinder und Erwachsene. Der Park wurde zum „Prater“ der Straßburger. Im Krieg von 1870/71 hat der Park nur wenig gelitten, durch den Bau der Neustadt, die bis zum Park reicht, wurde er aber kleiner. Nach dem Zweiten Weltkrieg verschwanden viele Einrichtungen, auch die Brasserie Lips und das Schwimmbad, das Wasser der Aar war zu schmutzig. 1952 wurde beschlossen, die neue Synagoge von Straßburg, heute „Synagogue de la Paix“, im Park zu bauen, was einen Empörungssturm hervorrief, allerdings vergebens. Heute ist der Park ein beliebter Erholungsort mit Kinderspielplatz, Bouleplatz und einem Musikpavillon.

#### Parc de la Citadelle (Zitadellpark) und Presque-Île Malraux (Metzgertorhafen)
Auch im 20. und 21. Jahrhundert wurden neue Parks angelegt. Zwei Beispiele:
1964 begann die Stadt Straßburg einen Teil der ehemaligen Stadtbefestigung, die Reste der Citadelle (Zitadelle), in einen Park umzuwandeln. Die Citadelle gehörte zur Stadtbefestigung, die Vauban nach 1681 erbaute, sie wurde im Deutsch-Französischen Krieg 1870 zerstört. Das Parkgelände umfasst 11 ha und liegt am südöstlichen Rand der Innenstadt, an einem alten Kanal, in der Nähe des alten Hafens. Im Gegensatz zu den älteren Parkanlagen wollte man hier einen „natürlichen“ Park schaffen, nicht mit Blumen und Stauden, sondern mit Büschen und Bäumen und Wiesen statt Rasenflächen. Wasserflächen in den alten Verteidigungsgräben und eine Insel bieten Tieren einen Lebensraum.
Nicht weit entfernt wurde ab 2008 die Presqu’île (Halbinsel) Malraux, ein Kultur- und Freizeitzentrum auf dem alten Hafengelände angelegt, die „Halbinsel“ ist die alte Hafenmole. Auf ca. 5 ha umfasst sie die Mediathek Malraux, die eine der größten öffentlichen Bibliotheken Frankreichs enthält, sowie die Cité de la Musique et de la Danse (Stadt der Musik und des Tanzes), eine Schule und Spielstätte für Tanz und Musik. Die Mediathek ist in einem ehemaligen Hafengebäude der Firma Seegmuller untergebracht. Holzterrassen sind um und z. T. auch über dem alten Hafenbecken installiert, Wasserspiele werden manchmal in der Saison veranstaltet. Das Gelände ist von der Innenstadt zu Fuß oder mit der Straßenbahn erreichbar und heute ein beliebter Treffpunkt, besonders im Sommer.

Stadtbilder
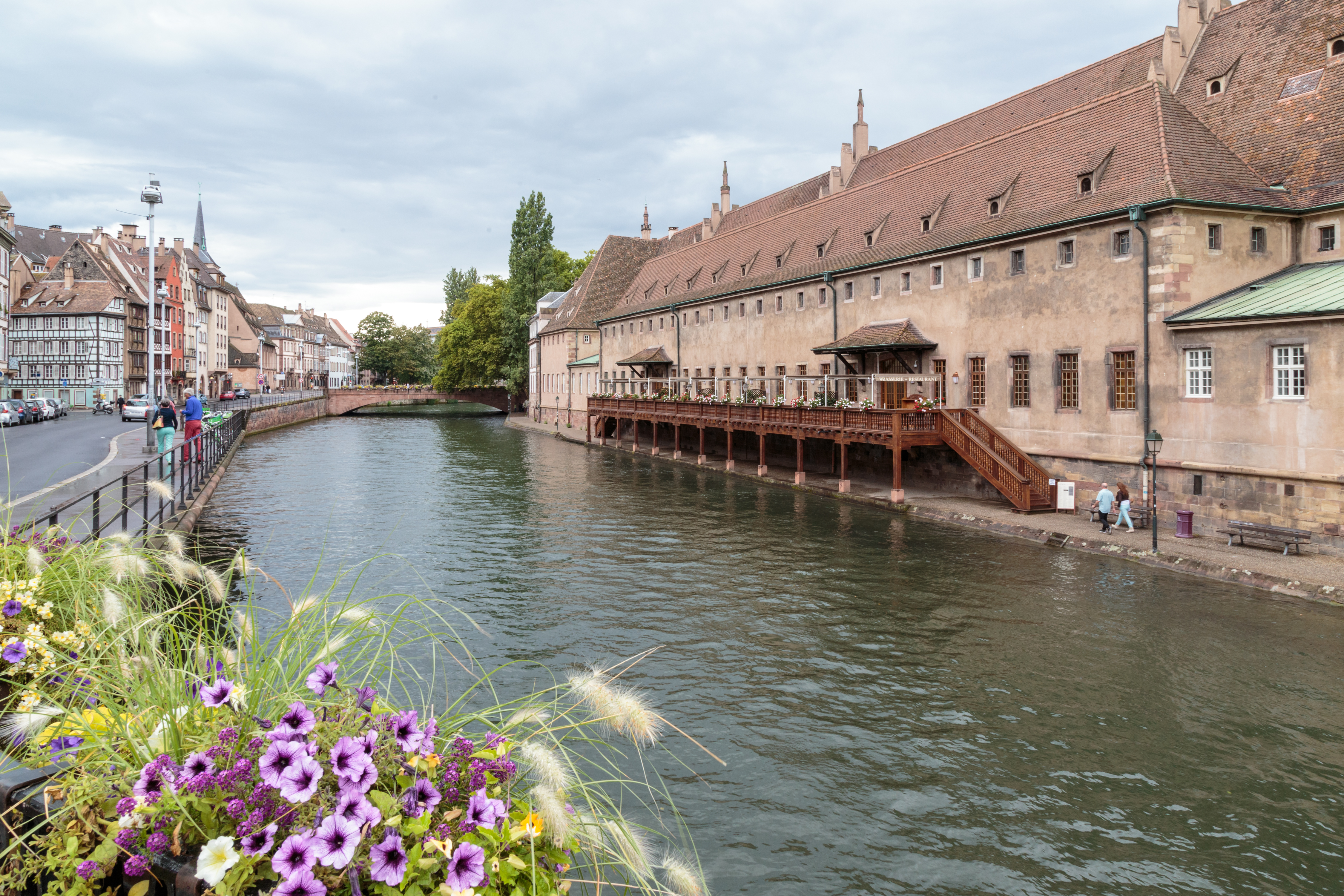
Altes Zollhaus an der Ill
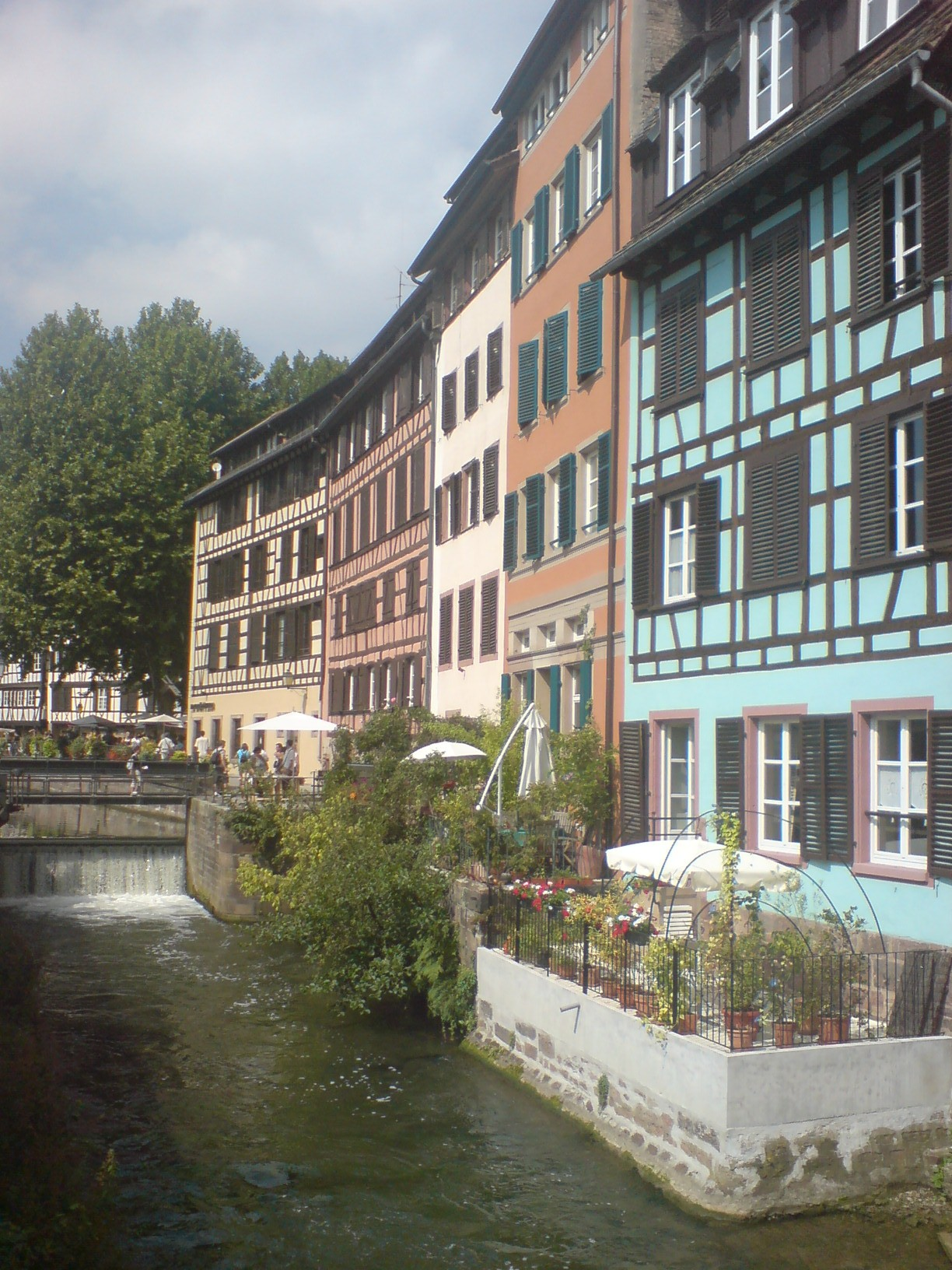
Häuserreihe an der Ill
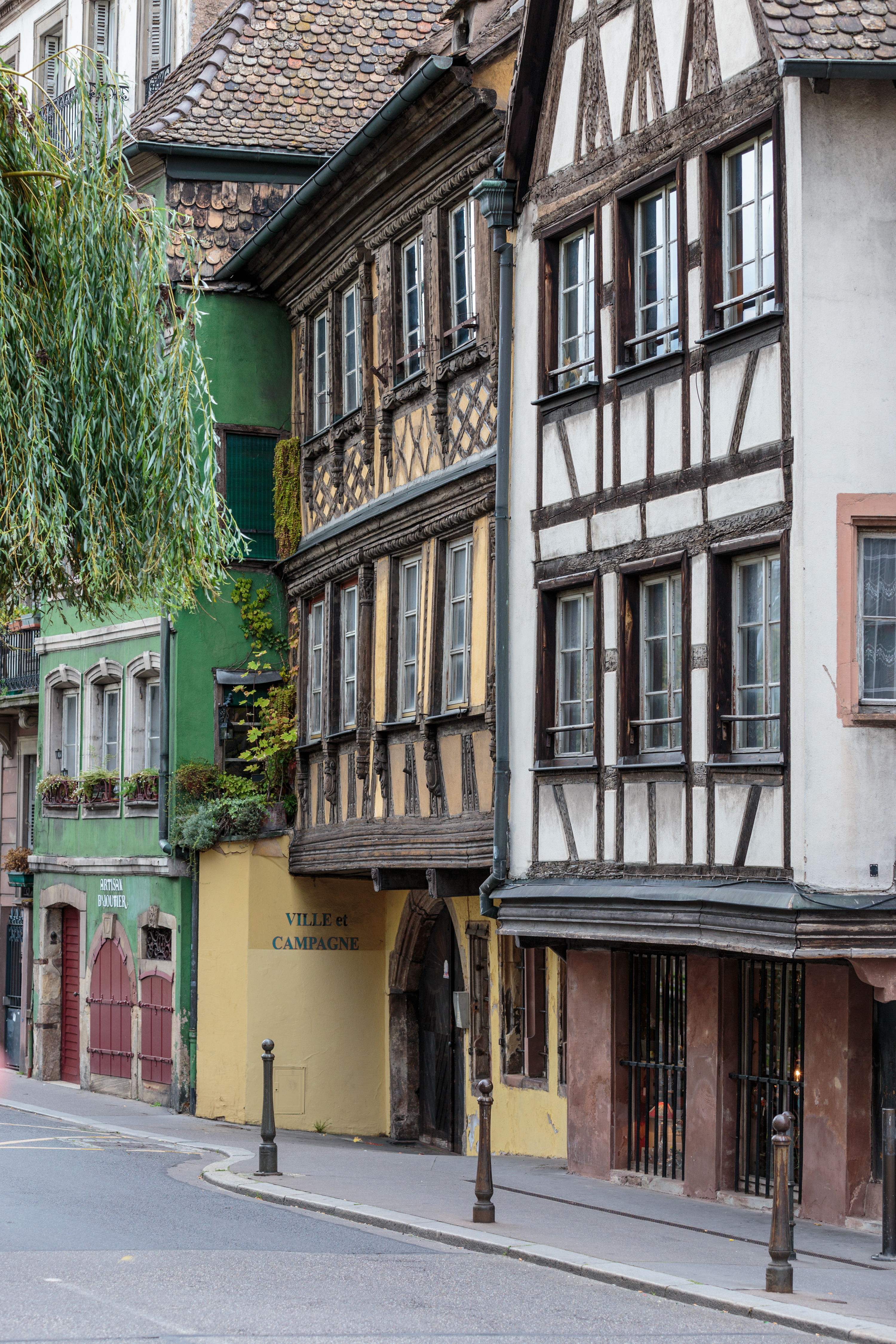
Häuser an der Südseite der Ill
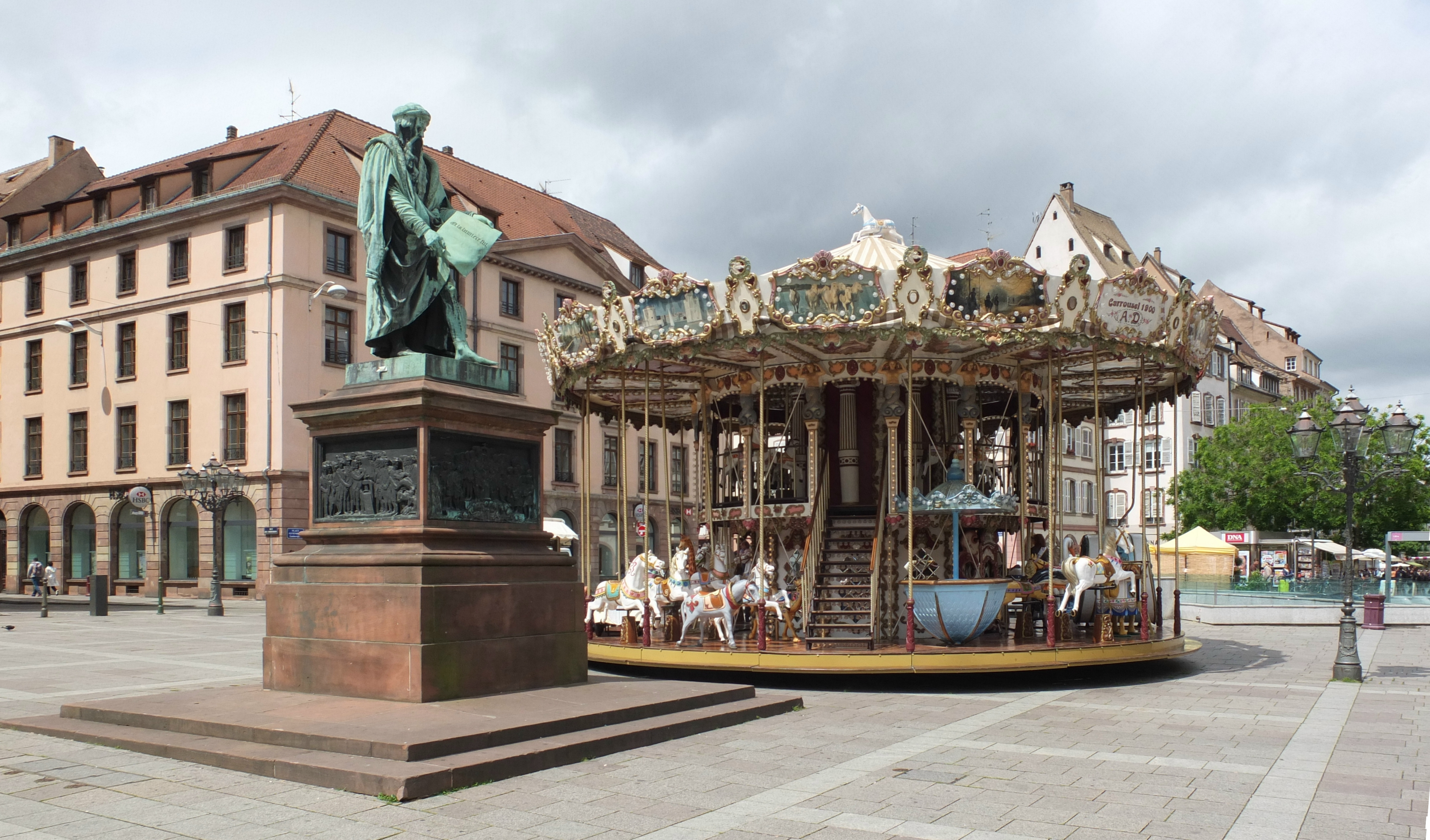
Gutenbergplatz mit Gutenberg-Statue und Karussell
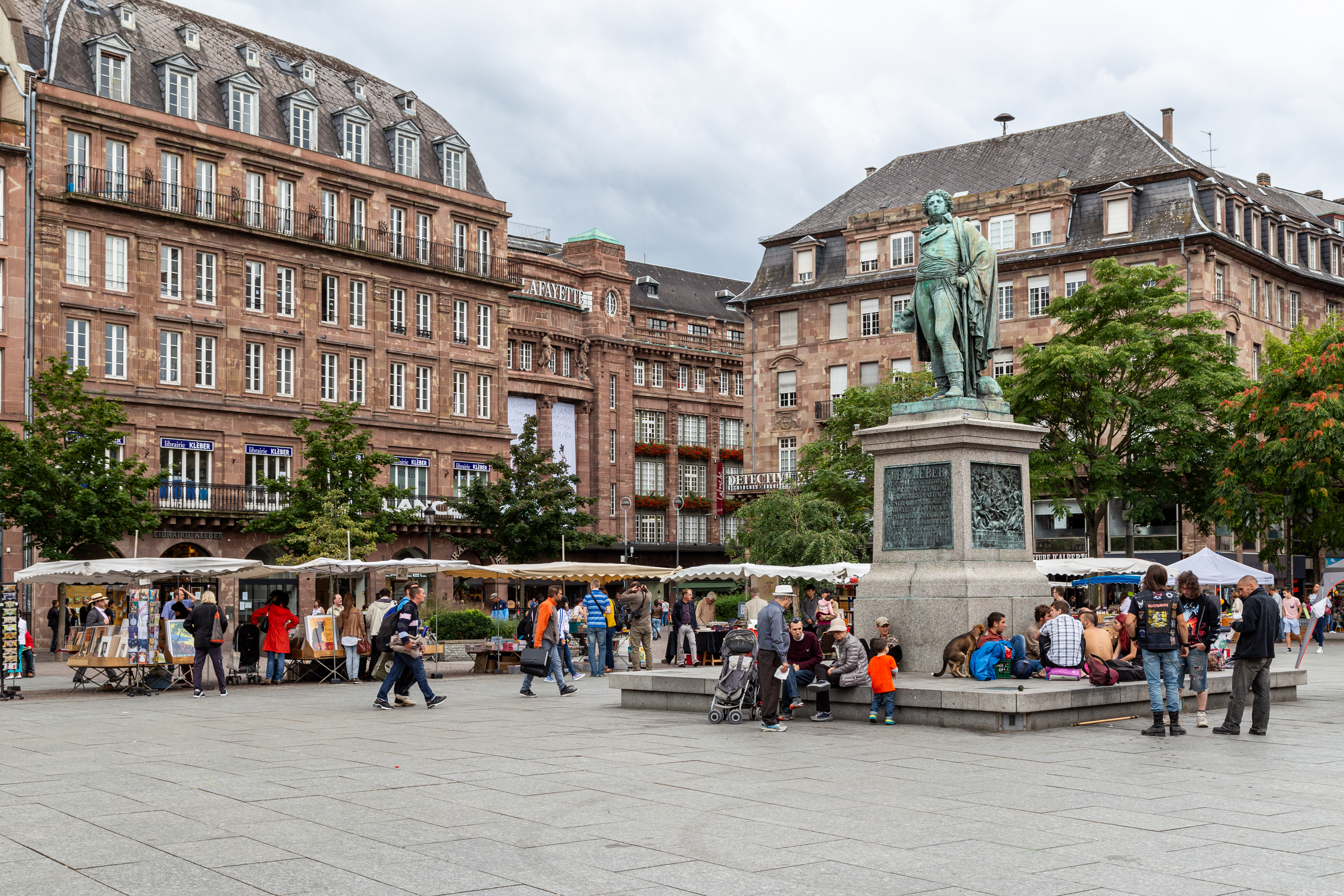
Kléberplatz mit Statue von Jean-Baptiste Kléber
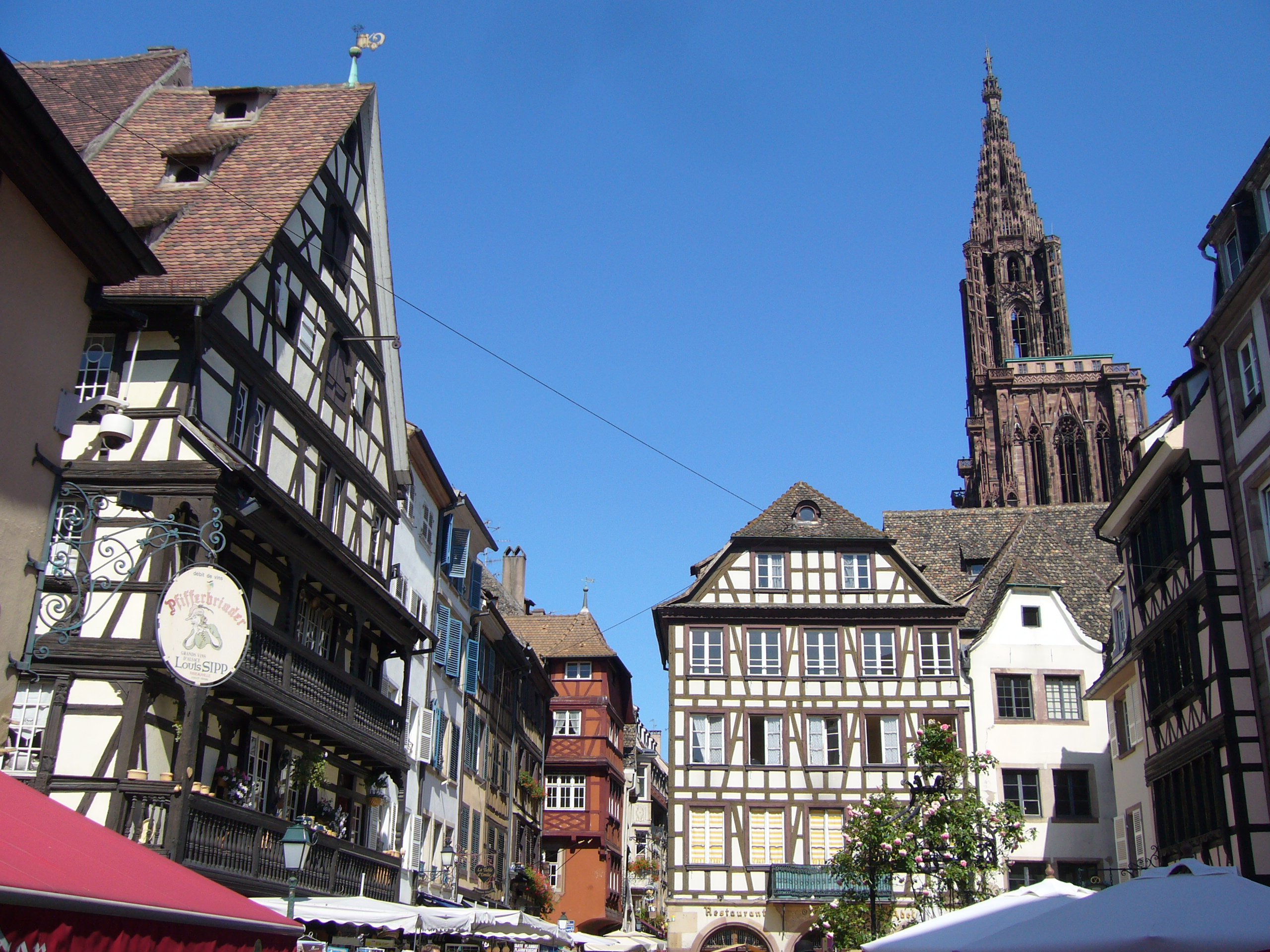
Ferkelmarkt (elsässisch Ferikelmärik, französisch Marché aux Cochons de Lait)
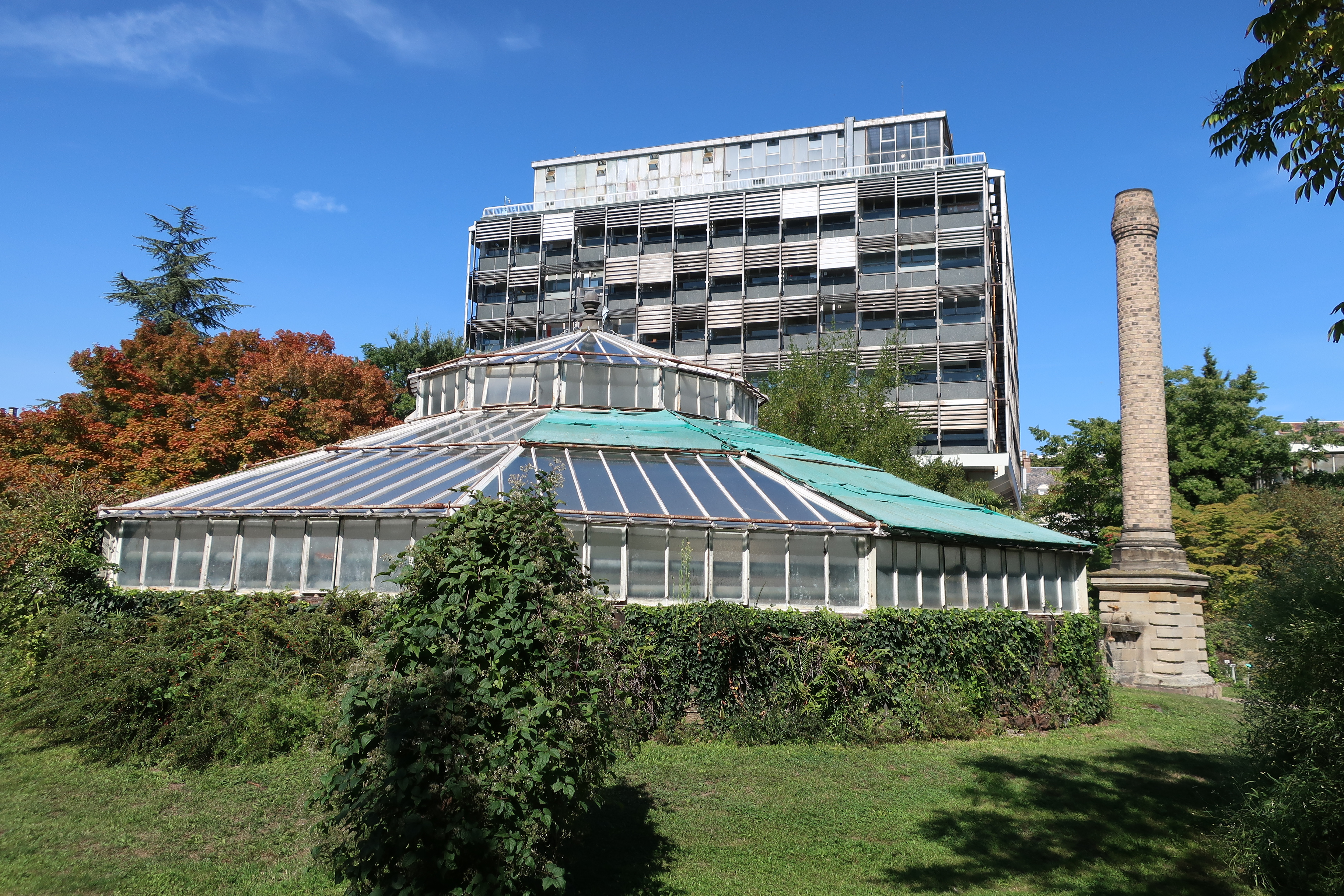
Universität, Botanischer Garten und Botanisches Institut
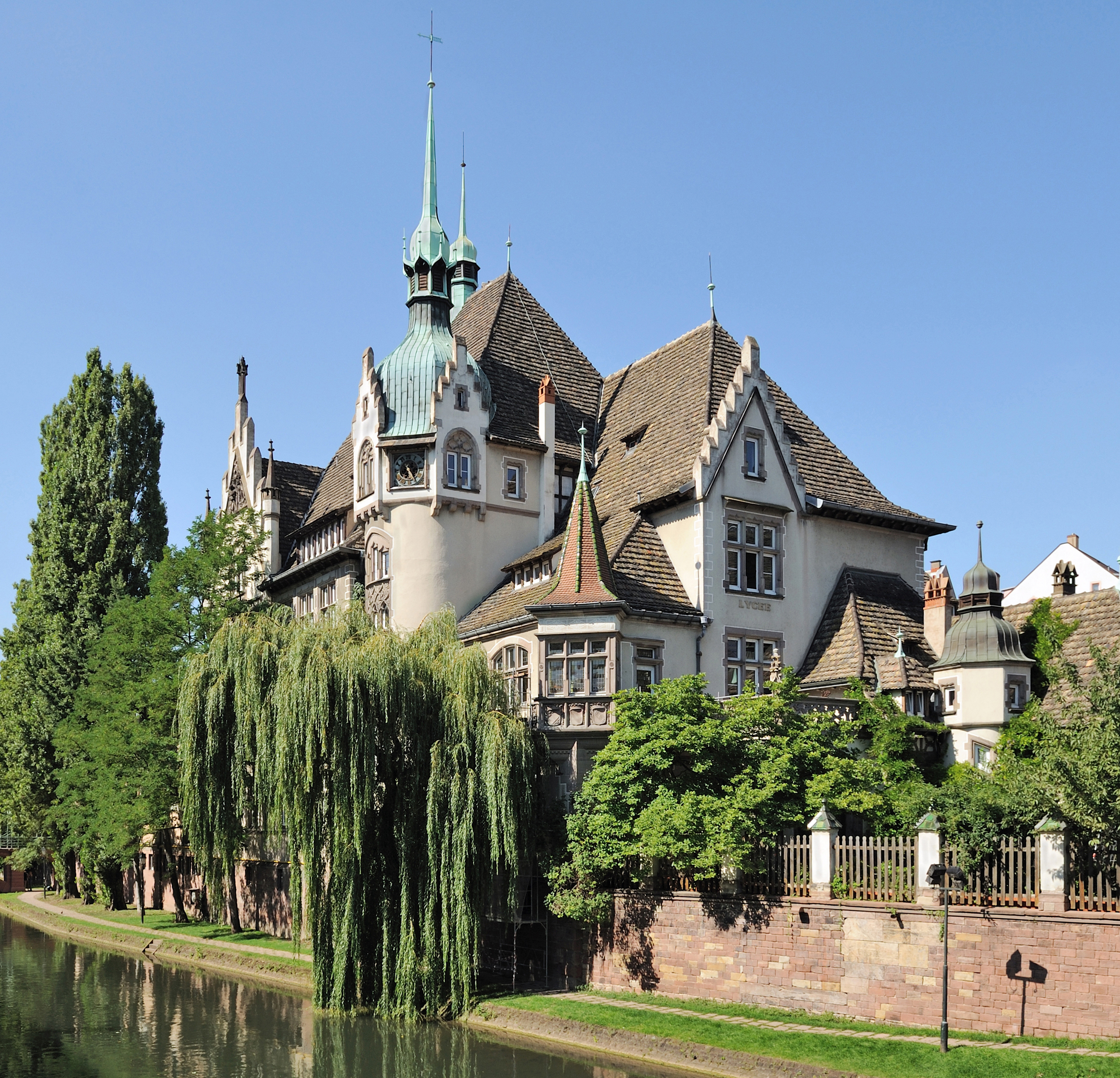
Gymnasium Lycée International des Pontonniers
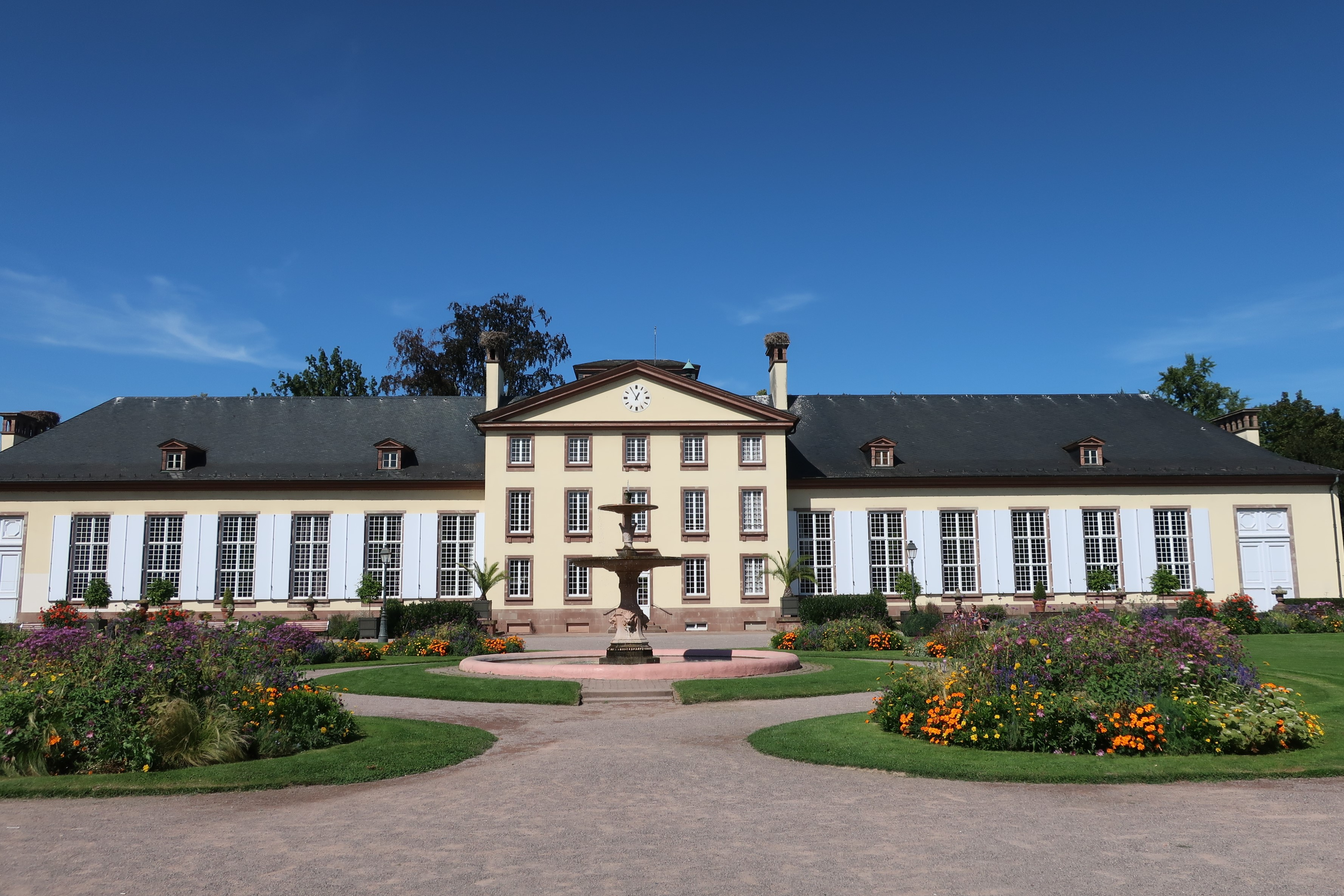
Orangerie
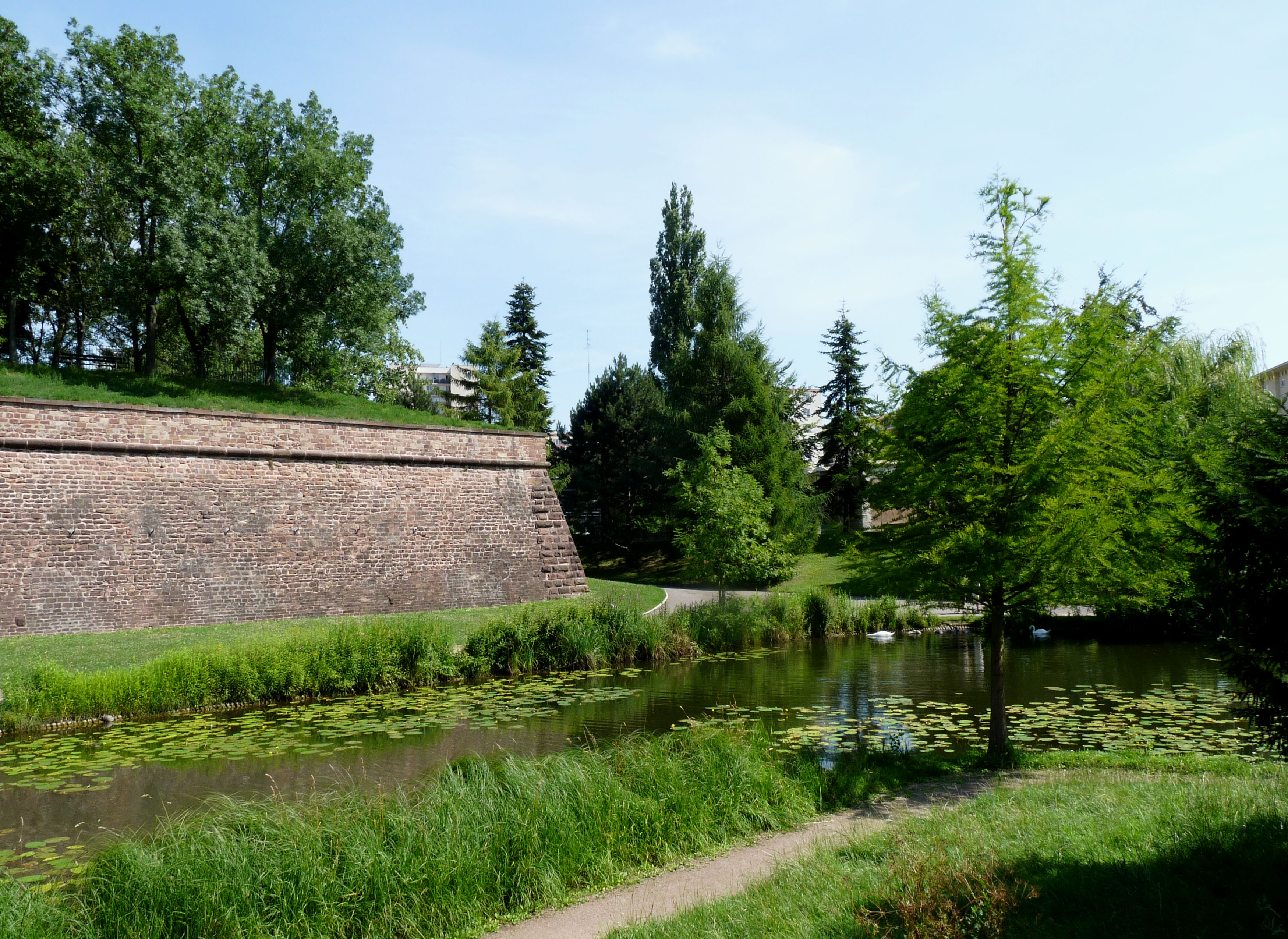
Zitadellpark
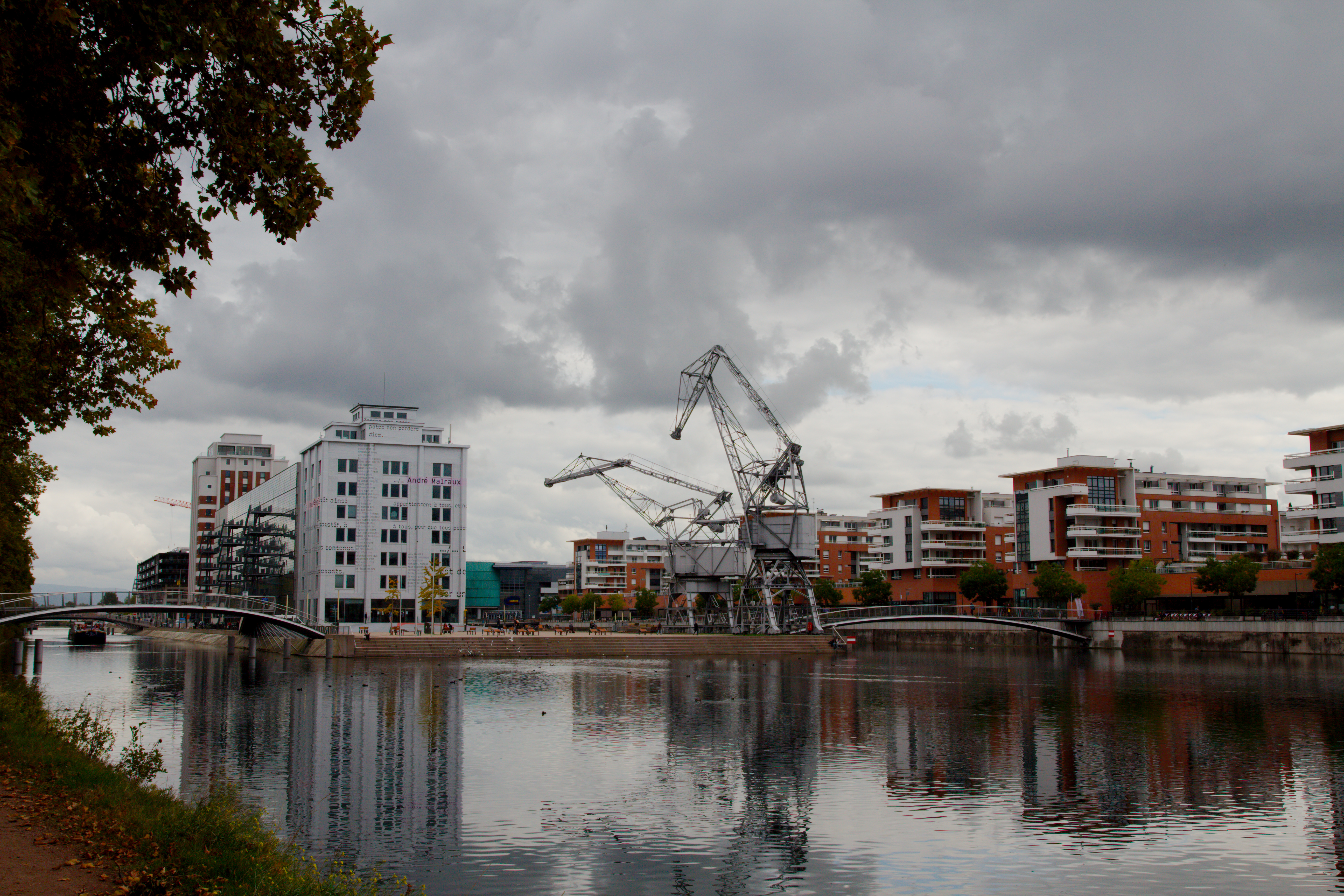
Mediathek Malraux

### Kultur

#### Veranstaltungen
- Weihnachtsmarkt: Zur Weihnachtszeit bietet Straßburg einen Weihnachtsmarkt, der auf mehrere Standorte in der Innenstadt verteilt ist. An allen Standorten werden elsässische Spezialitäten angeboten. Beim Rathaus befindet sich der Christkindelsmärik. Auf dem Kléberplatz wird alljährlich eine riesige Weihnachtstanne aus den Vogesen aufgestellt (2010 erreichte sie eine Höhe von 32,5 m[108]) die von einer Arbeitsgruppe alljährlich ein anderes Dekor erhält. Auch Weihnachtskonzerte werden in den Kirchen und dem Münster angeboten.

#### Theater
- Das Operngebäude am Broglieplatz (Place Broglie) ist ein Spielort der Opéra national du Rhin, dem gemeinsamen lyrischen Ensemble und Ballett der Städte Straßburg, Mülhausen und Colmar.
- Dem Théâtre national de Strasbourg am Kaiserplatz (Place de la République) ist die Hochschule für Schauspielkunst angegliedert.
- Das Théâtre de la Choucrouterie bzw. Sürkrüt-Theater ist ein Kleinkunsttheater, das Roger Siffer seit 1984 in einer ehemaligen Sauerkrautfabrik im Viertel Finkwiller am Rande der Straßburger Altstadt betreibt. Einige Vorstellungen finden in zwei Sälen jeweils abwechselnd auf Französisch und auf Elsässisch statt.
- Seit 1898 besteht die Mundartbühne Théâtre Alsacien de Strasbourg.

#### Musik
- Seit 1982 ist Straßburg Veranstaltungsort der jährlich am 21. Juni stattfindenden Fête de la Musique. Die Innenstadt ist dann ab 18 Uhr für den Verkehr gesperrt und Besucher können in deren Straßen unentgeltlich Musikdarbietungen von Solisten, Bands und Chören genießen.
- Ebenfalls seit 1982 findet im Herbst das jährliche mehrwöchige Festival Musica für Neue Musik statt, das an verschiedenen Spielorten in der Stadt Konzerte mit Werken zeitgenössischer Komponisten bietet.[109]

#### Kino
Das Odyssée in der Nähe des Kléberplatzes ist eines der ältesten Kinos Frankreichs. Es wurde 1913 als Union Theater gegründet und ist seit 1990 denkmalgeschützt.

#### Europäischer Preis für Literatur
Im Jahr 2005 wurde ein Europäischer Preis für Literatur ins Leben gerufen, der seit 2006 jährlich an europäische Schriftsteller von internationaler Bedeutung für ihr Gesamtwerk vergeben wird.

#### Museen
Überblick
Straßburg zählt elf städtische Museen („Aubette 1928“ mit eingerechnet), neun Universitätsmuseen (Botanischer Garten mit eingerechnet) und zwei Museen in privater Hand („Musée Vodou“ und „Musée de l’Ordre des avocats de Strasbourg“); dazu kommen insgesamt sechs Museen in den Vororten (jeweils eins in Eschau, Geispolsheim, Mundolsheim, Oberhausbergen, Reichstett, und La Wantzenau), sowie drei in der deutschen Nachbarstadt Kehl. (Stand: 2022)

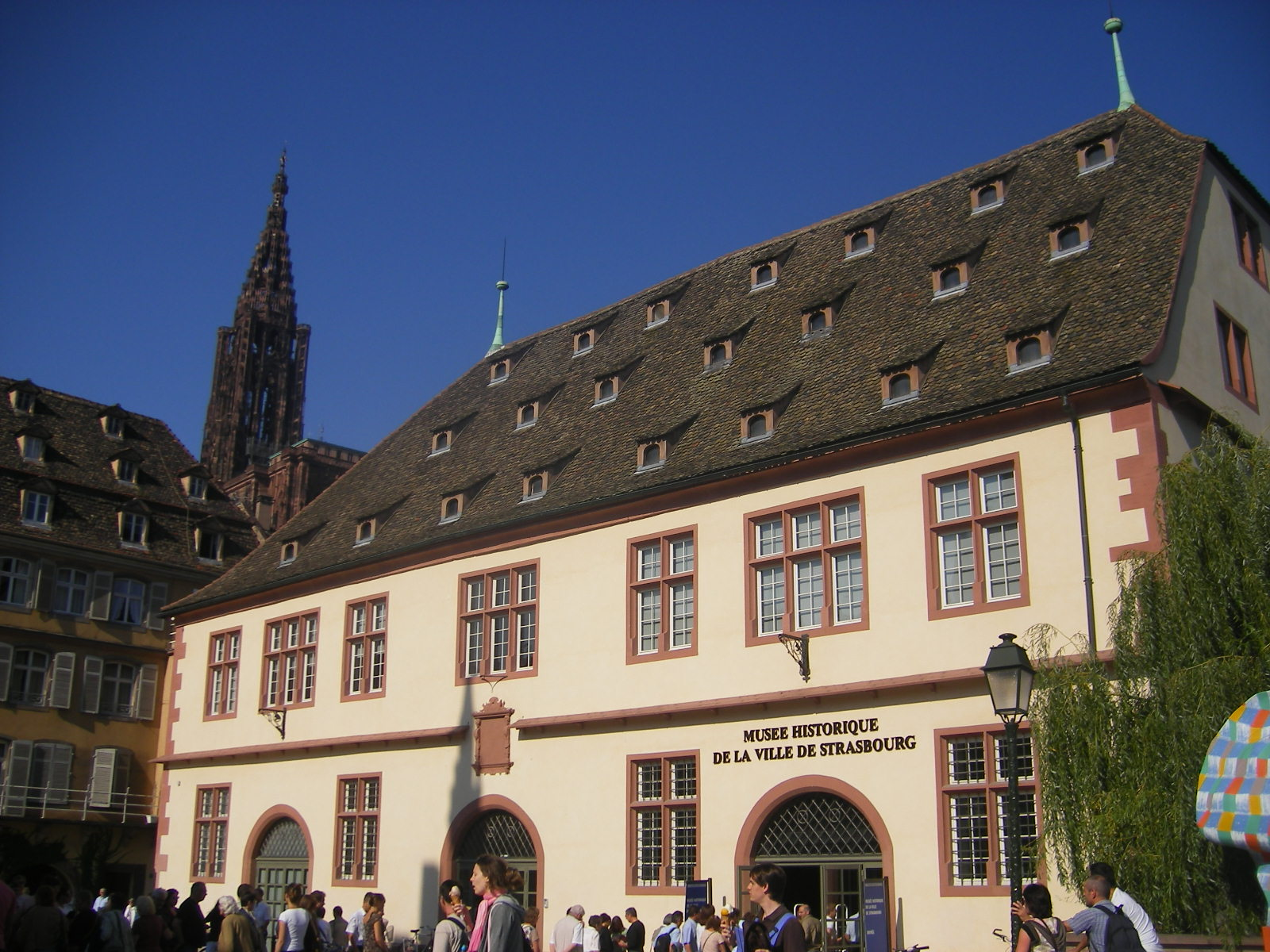
Musée historique in der Grossen Metzig an der Ill neben dem Alten Zoll

Sowohl aufgrund der bewegten Geschichte der Stadt (darunter die komplette Zerstörung des städtischen Museums während der Belagerung von Straßburg im Jahr 1870) als auch einer eigenen Systematik sind zusammenhängende Sammlungen in Straßburg über verschiedene Museen wie folgt verteilt:
- Malerei: Gemälde bis 1681 (dem Jahr der Angliederung Straßburgs an Frankreich) aus dem Oberrheinischen Raum befinden sich im Frauenhausmuseum. Gemälde bis 1870 aus ganz Europa, mit Ausnahme vom Oberrhein vor 1681, befinden sich im Museum der Schönen Künste. Gemälde ab 1870 befinden sich im Museum für moderne und zeitgenössische Kunst.
- Grafik: Grafik bis 1870 befindet sich im Grafikkabinett, mit Ausnahme der mittelalterlichen Bauzeichnungen und -pläne des Straßburger Münsters, die sich im Frauenhausmuseum befinden. Grafik ab 1870 befindet sich im Museum für moderne und zeitgenössische Kunst und im Museum Tomi Ungerer (letzteres mit Schwerpunkt Illustration und Karikatur).
- Kunsthandwerk: Kunsthandwerk bis 1681 befindet sich im Frauenhausmuseum, bis auf die Teile der mittelalterlichen astronomischen Münsteruhr. Kunsthandwerk 1681–1870 befindet sich im Kunstgewerbemuseum, das jedoch auch die Teile der mittelalterlichen astronomischen Münsteruhr aufbewahrt. Kunsthandwerk seit 1870 befindet sich im Museum für moderne und zeitgenössische Kunst.
- Ägyptologie: Straßburg besitzt zwei Sammlungen von Gegenständen und Kunstwerken aus dem alten Ägypten. Das städtische archäologische Museum bewahrt die Sammlung des Mäzenen Gustave Schlumberger,[115] die sich von der Sammlung des ägyptologischen und papyrologischen Instituts der Universität Straßburg[116] unterscheidet.

Auswahl
Im Einzelnen gibt es die folgenden Hauptmuseen:
- Frauenhausmuseum: Kunst und Kunsthandwerk des Mittelalters, der Renaissance und des Barock im Oberrhein. Werke von Niclas Gerhaert van Leyden, Niklaus von Hagenau, Hans Wydyz, Konrad Witz, Hans Baldung, Wilhelm Stetter, Sebastian Stoskopff und andere mehr. Originalskupturen und -glasfenster aus dem Straßburger Münster und zahlreichen Kirchen und Klöstern der Stadt und der Region.
- Musée des Beaux-Arts de Strasbourg: Gemälde und Skulpturen, Frühzeit bis 1870. Werke von Giotto di Bondone, Hans Memling, Sandro Botticelli, Raffael, Piero di Cosimo, Antonio da Correggio, Paolo Veronese, Jacopo Tintoretto, Maarten van Heemskerck, Anthonis van Dyck, Jacob Jordaens, Peter Paul Rubens, Simon Vouet, Eustache Le Sueur, Jusepe de Ribera, Francisco de Goya, Baccio Bandinelli, François Girardon, Jean-Antoine Houdon und viele andere mehr.
- Musée archéologique de Strasbourg: Funde aus der Altsteinzeit bis zu den Merowingern, mit Schwerpunkt auf den Ausgrabungen in Argentoratum und am Donon.
- Musée des Arts décoratifs de Strasbourg: Palastzimmer der Kardinäle im Palais Rohan mit größtenteils originaler Ausstattung (ca. 1740–1770), daneben Porzellan, Gold- und Silberschmiedearbeiten usw.
- Musée d’Art moderne et contemporain de Strasbourg: Malerei, Fotografie, Grafik, Skulptur, Kunsthandwerk und weitere Kunstformen seit 1870. Werke von Claude Monet, Gustave Doré, Paul Gauguin, Wassily Kandinsky, Max Ernst, Hans Arp, Paul Klee, Victor Brauner, Charles Spindler, Käthe Kollwitz, Marcelle Cahn und viele andere mehr.
- Musée historique de Strasbourg: Geschichtsmuseum der Stadt Straßburg im Renaissancegebäude des ehemaligen Schlachthofs (Grandes boucheries), von der Gründung des Römerlagers Argentoratum über die Freie Reichsstadt bis heute, mit zahlreichen Exponaten, darunter Erinnerungen an den Judenpogrom in Straßburg 1349, ein monumentales Modell der Stadt Straßburg aus dem Jahr 1727, Gegenstände zur Entstehung der Universität Straßburg und der Marseillaise sowie ein Gedenkraum für Jean-Baptiste Kléber.
- Elsässisches Museum: Völkerkundemuseum des Elsass. Handwerk, Gebräuche, Trachten, Volkskunst, Religionen und Traditionen der ländlichen Gesellschaften und große jüdische Abteilung.
- Zoologisches Museum der Stadt Straßburg: Das Museum für Zoologie wird sowohl von der Stadt als auch von der Universität betrieben und zeigt ausgestopfte Tiere und Präparate aller Art und aus aller Welt sowie eine osteologische Sammlung.
- Le Vaisseau: Das wissenschaftliche Entdeckerzentrum für Kinder und Jugendliche wird vom Département Bas-Rhin betrieben.
- Museum Tomi Ungerer: Zahllose Originalwerke von Tomi Ungerer und etlicher seiner Kollegen aus den Bereichen Buchillustration, Karikatur und Plakatkunst.
- Grafikkabinett Straßburg: Sammlung von Zeichnungen, Holzstichen und Kupferstichen alter Meister bis 1870: Albrecht Dürer, Albrecht Altdorfer, Hans Baldung, Antonio del Pollaiuolo, Wenzel Hollar, Giovanni Domenico Tiepolo und viele andere mehr.
- Musée Vodou: Das Voodoo-Museum befindet sich in einem ehemaligen Wasserturm aus dem Jahr 1878 und zeigt die umfangreiche Sammlung afrikanischer Kultgegenstände des Ehepaars Arbogast.[117]

#### Sport
- Der Fußballverein Racing Straßburg spielt nach zeitweiligem Absturz in die Drittklassigkeit seit der Saison 2017/18 wieder in der Ligue 1. Mit der ASPTT Strasbourg besitzt die Stadt auch einen Frauenfußballverein, der bis Mitte der 1990er Jahre erstklassig antrat und dessen Badmintonabteilung zudem im 21. Jahrhundert zu den stärksten in Frankreich zählt (unter anderem Europapokalteilnehmer 2013).
- SIG Strasbourg hat 2004/05 die französische Meisterschaft im Basketball gewonnen. Zwischen 2013 und 2017 wurde der Verein fünfmal hintereinander Vizemeister.[118]
- Der Étoile Noire de Strasbourg ist einer der bekanntesten französischen Eishockeyklubs.
- Das WTA-Damentennisturnier Internationaux de Strasbourg gilt alljährlich als wichtiges sportliches Ereignis. Zu den ehemaligen Gewinnerinnen zählen unter anderem Steffi Graf, Jennifer Capriati und Lindsay Davenport.

## Persönlichkeiten
Zahlreiche bekannte Persönlichkeiten wurden in Straßburg geboren, darunter: Johannes Tauler, Sebastian Brant, Johann Fischart, Johann Friedrich Oberlin, Jean-Baptiste Kléber, Marie Tussaud, Ludwig I. von Bayern, Gustave Doré, Charles Friedel, Matt Pokora, Émile Mathis, Émile Waldteufel, Charles de Foucauld, Hugo Becker, Hans Arp, Charles Münch, Rudolf Schwarz, Hans Bethe, Marcel Marceau, Thomas Schulte-Michels, Tomi Ungerer, Arsène Wenger, Gilbert Gress und Armando Teixeira.
Nachstehende hielten sich längere Zeit in Straßburg auf: Johannes Gutenberg, Martin Bucer, Johannes Calvin, Hans Baldung, Hans von Gersdorff, Jean Georges Noverre, Johann Friedrich Lobstein, Johann Gottfried Herder, Johann Wolfgang von Goethe, Jakob Michael Reinhold Lenz, Klemens Wenzel Lothar von Metternich, Georg Büchner, Louis Pasteur, Ettore Bugatti, Ferdinand Braun, Georg Simmel, Albert Schweitzer, Otto Klemperer, Marc Bloch, Alberto Fujimori, Jean-Marie Lehn.

### Urkunden und Akten
- Urkunden und Akten der Stadt Straßburg, herausgegeben mit Unterstützung der Landes- und der Stadtverwaltung. Verlag Karl J. Trübner, Strassburg 1879–1900.
  - Teil I: Urkundenbuch der Stadt Straßburg
    - Band 1 (1879): Urkunden und Stadtrechte bis zum Jahr 1266, bearbeitet von Wilhelm Wiegand (Google Books).
    - Band 2 (1886): Politische Urkunden von 1266 bis 1332, bearbeitet von Wilhelm Wiegand (Google Books).
    - Band 3 (1884): Privatrechtliche Urkunden und Amtslisten von 1266 bis 1332, bearbeitet von Aloys Schulte (Google Books).
    - Band 4, 1. Hälfte (1898): Nachträge und Berichtigungen zu Band I–III gesammelt von Wilhelm Wiegand, Register zu Band II, III und IV,1 bearbeitet von Aloys Schulte und Wilhelm Wiegand (Google Books).
    - Band 4, 2. Hälfte (1888): Stadtrechte und Aufzeichnungen über bischöflich-städtische und bischöfliche Ämter, bearbeitet von Aloys Schulte und Georg Wolfram (Google Books).
    - Band 5: Politische Urkunden von 1332–1380, bearbeitet von Hans Witte und Georg Wolfram.
      - Band 5, 1. Hälfte (1895): Politische Urkunden von 1332 bis 1365 (Google Books).
      - Band 5, 2. Hälfte (1896): Politische Urkunden von 1365 bis 1380 (Google Books).

    - Band 6 (1899): Politische Urkunden von 1381–1400, bearbeitet von Johann Fritz (Google Books).
    - Band 7 (1900): Privatrechtliche Urkunden vom 1332–1400, bearbeitet von Hans Witte.

  - Teil II: Politische Correspondenz der Stadt Straßburg im Zeitalter der Reformation
    - Band 1 (1882): 1517–1530, bearbeitet von Hans Virck (Google Books).
    - Band 2 (1787): 1531–1593, bearbeitet von Otto Winckelmann.
    - Band 3 (1898): 1540–1545, bearbeitet von Otto Winckelmann (Google Books).
    - Band 4 (Schlussband), bearbeitet von Jacob Bernays.

  - Teil III: Die alten Matrikeln der Universität Strassburg 1621 bis 1793, bearbeitet von Gustav C. Knod.
    - Band 1 (1897): Die allgemeinen Matrikeln und die Matrikeln der philosophischen und theologischen Facultät (Google Books, eingeschränkter Scan).
    - Band 2 (1897): Die Matrikeln der medicinischen und juristischen Facultät (Google Books, eingeschränkter Scan).
    - Band 3: Register.

### Ältere Chroniken
- Closeners's Strassburgische Chronik, mit Vorwort von Adam Walther Strobel (= Bibliothek des literarischen Vereins in Stuttgart, Band I). Druck von J. Kreuzer, Stuttgart 1843 (Google Books).
- Alcuin Hollaender: Strassburg im französischen Kriege 1552. In: Beiträge zur Landes- und Volkeskunde von Elsass-Lothringen. Heft VI. Heitz, Strassburg 1888 (Google Books).
- Alcuin Hollaender: Eine Strassburger Legende. Ein Beitrag zu den Beziehungen Strassburgs zu Frankreich im 16. Jahrhundert. In: Beiträge zur Landes- und Volkeskunde von Elsass-Lothringen. Heft XVII. Heitz, Strassburg 1893 (Google Books).
- Alkuin Hollaender: Straßburgs Politik im Jahre 1552. In: Zeitschrift für Geschichte des Oberrheins. Neue Folge, Band 9. Karlsruhe 1894, S. 1–48 (Google Books).
- Johannes Friese: Neue Vaterländische Geschichte der Stadt Straßburg und des ehemaligen Elsaßes. Von den ältesten Zeiten bis auf das Jahr 1791. Lorenz und Schuler, Straßburg 1792–1801.
  - Band I, 2. Auflage, 1792 (Google Books)
  - Band II, 2. Auflage, 1792 (Google Books)
  - Band III, 1792 (Google Books)
  - Band IV, 1793 (Google Books)
  - Band V: Straßburger Revolutionsgechichte. 1801 (Google Books)
- Hermann Ludwig von Jan: Strassburg vor hundert Jahren. Ein Beitrag zur Kulturgeschichte. Verlag Friedrich Frommann, Stuttgart 1888 (Google Books).
- Hermann Ludwig von Jan: Deutsche Kaiser und Könige in Straßburg. Friedrich Bull, Straßburg 1889 (Google Books).
- Hermann Ludwig von Jan: Der Tempel der Vernunft in Straßburg. Zeitgenössische Schilderungen und Belege. In: Wissenschaftliche Beilage der Leipziger Zeitung, Nr. 73, vom Donnerstag, den 19. Juni 1890, S. 289–292 (Google Books).
- Hermann Ludwig von Jan: Vom Dienste der Göttin Vernunft im Elsaß. Zum 6. December. In: Wissenschaftliche Beilage der Leipziger Zeitung, Nr. 145, vom Dienstag, den 5. Dezember 1893, S. 577–579 (Google Books).
- E. Förster: Strassburg, die Hauptstadt des Reichslandes Elsass-Lothringen. Mit 2 Chromotafeln, 6 Thonfarbenbildern und 30 zum Teil farbigen Abbildungen. Friedrich Bull, Strassburg 1894 (Google Books).